# Staatskrise in Rumänien 2012
Die Staatskrise in Rumänien war eine durch die Eurokrise verstärkte Krisenerscheinung in Rumänien, die sich Ende 2011 nach dem Erlass eines unpopulären nationalen Sparprogramms verschärfte. Das Programm zielte auf die Verschlankung der Staatsbürokratie und des Verwaltungsapparats sowie auf die Kürzung von Beamtengehältern ab, was in Teilen der Bevölkerung zu heftigen Protesten führte. Einige kleinere und größere Straßenproteste verliefen friedlich, einzelne zogen jedoch im Januar eine Spur der Verwüstung durch die rumänische Hauptstadt Bukarest.

Rumänien als Teil der Europäischen Union, 2012

Durch Überläufer gestärkt schlossen sich die National-Liberale Partei (rumänisch Partidul Național Liberal, PNL), die Sozialdemokratische Partei (Partidul Social Democrat, PSD) und die Konservative Partei (Partidul Conservator, PC) Anfang Mai zum neuen Regierungsbündnis Sozialliberale Union (Uniunea Social Liberală, USL) unter dem sozialdemokratischen Premierminister Victor Ponta zusammen. Erklärtes Ziel war die Entmachtung des rumänischen Präsidenten Traian Băsescu von der Demokratisch-Liberalen Partei (Partidul Democrat Liberal, PD-L).
Ende Juni leitete die USL ein Amtsenthebungsverfahren gegen Băsescu ein. Ihm wurden Verstöße gegen die Verfassung, Anmaßung von Regierungsgewalt und Kompetenzüberschreitungen vorgeworfen. Die Abstimmung im Parlament führte zur Suspendierung des Präsidenten. Die Amtsgeschäfte führte indes der nationalliberale Senatspräsident Crin Antonescu.
Bei der Volksabstimmung (Referendum) zur Amtsenthebung Băsescus Ende Juli lag die Wahlbeteiligung von 46,2 Prozent unter den benötigten 50 Prozent der Wähler und die Abstimmung wurde von der Wahlleitung für ungültig erklärt. Die konservative Opposition hatte ihre Wähler aufgerufen, sich nicht an der Abstimmung zu beteiligen. Große Teile der Bevölkerung hatten das Gefühl, das kleinere Übel gewählt zu haben.
Die USL äußerte Zweifel an der Korrektheit der dem Referendum zugrunde liegenden Wählerlisten und verlangte eine Neuberechnung der Zahl der Wahlberechtigten. USL-Vertreter hatten angebliche 1,7 Millionen Falscheintragungen geortet, vor allem durch Tote und Ausgewanderte. Die Wählerlisten sollten nachträglich durch eine improvisierte Volkszählung „der Realität angepasst“ werden. Zur Erfüllung des Quorums hatten 1,5 Millionen Stimmen gefehlt. Nach Protestrücktritten von Ministern aus den eigenen Reihen sah sich Premierminister Ponta zu einer größeren Regierungsumbildung gezwungen.
Die neun Richter des von der USL angerufenen Verfassungsgerichts von Rumänien bestätigten dieses Ergebnis nicht sofort und verschoben ihre Entscheidung zuerst auf den 12. September, dann auf 29. August, bis sie das Referendum schließlich am 21. August mit 6 zu 3 Stimmen für ungültig erklärten. Die Verfassungsrichter berichteten von enormem Druck durch die Regierung und Interimspräsidenten Antonescu, wozu auch Drohungen gegen ihre Familien gehört hätten. Traian Băsescu kehrte am 27. August in sein Amt als Staatspräsident zurück.
Das politische Vorgehen der USL, welches von Kommentatoren oft als „Staatsstreich“ beschrieben wurde, zog heftige nationale und internationale Kritik nach sich. Hintergrund ist neben der weit verbreiteten Korruption in Rumänien ein Machtkampf von Politiker-Cliquen der verschiedenen Lager, der nicht immer im Einklang mit den Grundsätzen des Gesetzes steht. Im Zuge des Referendums wurde so auch die Fälschung von Bevölkerungszahlen und Wahlbetrug kritisiert. In der von Korruption durchsetzten politischen Welt Rumäniens machte sich Unbehagen breit, als ein früherer Ministerpräsident der PSD zu einer mehrjährigen Haftstrafe verurteilt wurde.
Die Weltpolitik zeigte sich besorgt über den Druck auf Verfassungsrichter und die bedrängte Rechtsstaatlichkeit, das willkürliche Regieren durch Notverordnungen sowie mangelndes Interesse an Werten der Europäischen Union (EU). Besonders die EU reagierte mehrfach mit deutlichen Worten und kritisierte das Land scharf, wobei sie sich entschlossen zeigte, die Unabhängigkeit der Justiz in Rumänien zu garantieren. Auch die Vereinigten Staaten von Amerika würden, sofern es anhaltende Zweifel an der Demokratie und Rechtsstaatlichkeit im Land gebe, früher oder später auch die strategische Partnerschaft zwischen den USA und Rumänien in Frage stellen, warnte das US-Außenministerium.

## Geschichte

### Vorgeschichte
Nach der Rumänischen Revolution 1989 konnte sich Rumänien nur langsam von den Folgen jahrzehntelanger kommunistischer Diktatur und Misswirtschaft erholen. Vorherrschende Partei in den Jahren nach der Revolution wurde die sozialdemokratische PSD unter dem neuen Staatspräsidenten Ion Iliescu. Die PSD rekrutierte sich größtenteils aus den alten kommunistischen Eliten. Alte Kader, auch Mitglieder des berüchtigten Geheimdienstes Securitate, waren die Profiteure des Machtwechsels. Sie bereicherten sich schamlos. Es fehlte an demokratischen Traditionen, und es gab kaum Dissidenten. Einige von ihnen, die sich einen wirklichen demokratischen Aufbruch erhofften, wandten sich sehr schnell wieder enttäuscht von der Politik ab.

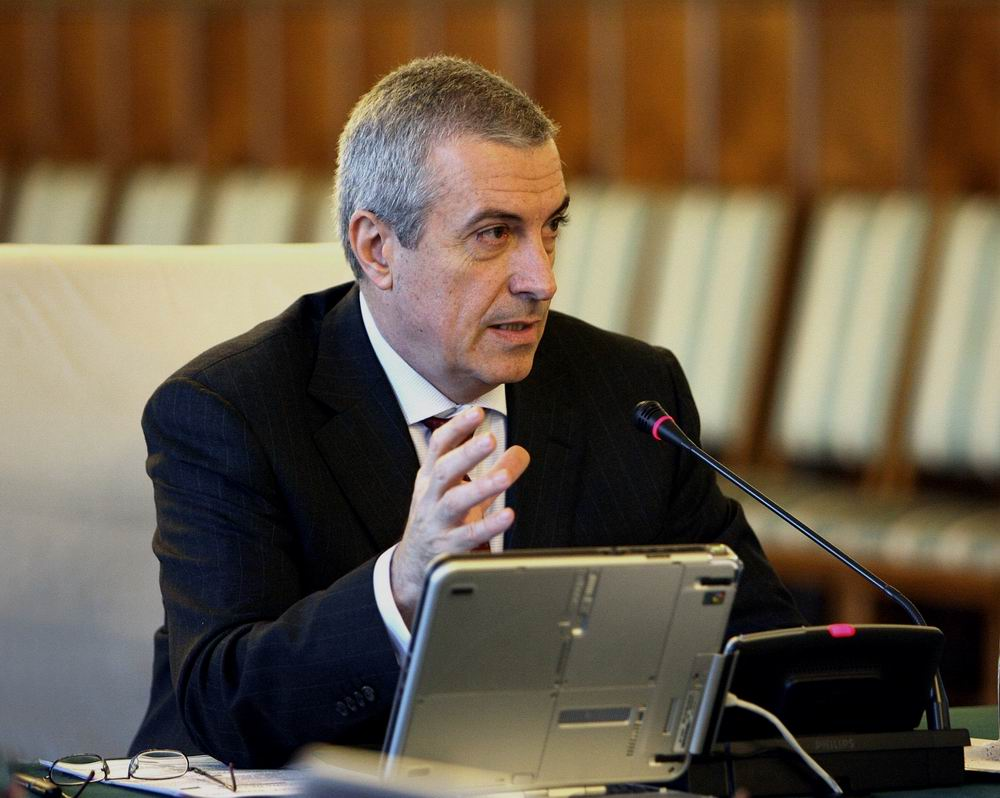
Călin Popescu-Tăriceanu, Ministerpräsident (Dezember 2004 – Dezember 2008)
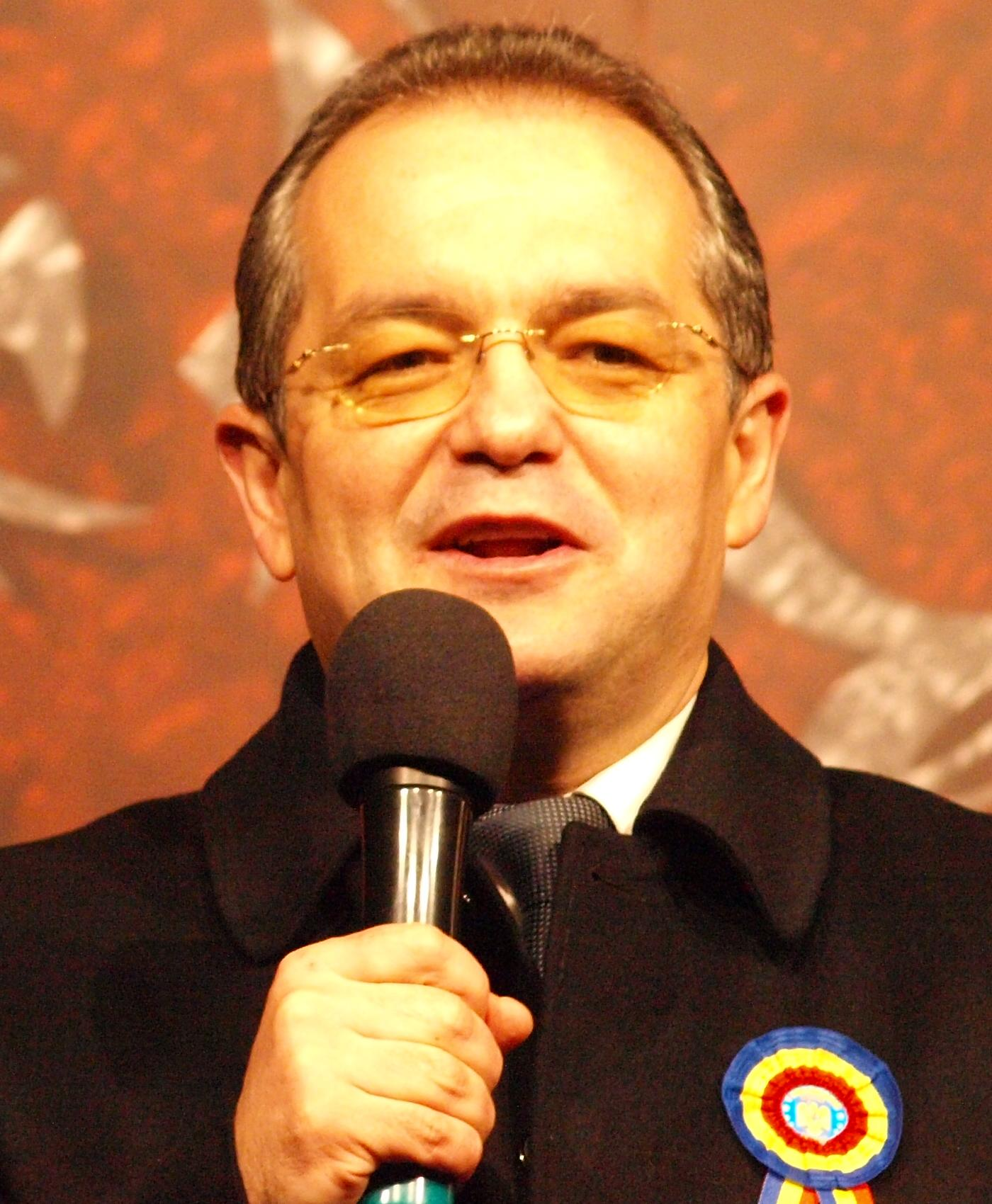
Emil Boc, Ministerpräsident (Dezember 2008 – Februar 2012)

Dennoch verfolgte Rumänien fortan einen demokratischen und marktwirtschaftlichen Kurs. Außenpolitisch orientierte es sich nach Westen. 1996 wurde Emil Constantinescu neuer Staatspräsident, seine Partei, die christdemokratische PNȚ-CD, wurde stärkste Kraft im Parlament. Sie scheiterte jedoch bei den Wahlen 2000 an der Fünfprozenthürde, was eine Rückkehr der PSD an die Regierung ermöglichte. Iliescu wurde wieder Staatspräsident, Adrian Năstase neuer Ministerpräsident. Bei den Präsidentschaftswahlen 2004 setzte sich Traian Băsescu durch, der sich auf eine Mitte-rechts-Koalition stützte. 2007 wurde Rumänien Teil der EU. Nach dem Beitritt wurden Justizreformen gestoppt und die Korruption stieg massiv an. Im selben Jahr kam es zu einem Machtkampf zwischen Băsescu und dem Ministerpräsidenten Călin Popescu-Tăriceanu von der nationalliberalen PNL. Băsescu wurde zeitweilig vom Parlament suspendiert, kehrte aber nach gewonnenem Referendum in sein Amt zurück. Die Parlamentswahlen in Rumänien 2008 fanden erstmals entkoppelt von den Präsidentschaftswahlen statt. Die PSD und die neu gegründete PD-L gingen daraus als Sieger hervor, woraufhin sie eine Regierung unter Emil Boc (PD-L) bildeten.
Nach der ersten wirtschaftlich recht erfolgreichen Periode begann infolge der Staatsschuldenkrise im Euroraum, die Rumänien wie viele andere europäische Länder traf, ab 2008 die Stimmung im Land zu kippen. Die eingeleiteten Sparmaßnahmen führten zu wochenlangen Straßenprotesten und massiv gesunkenen Umfragewerten. Nach Übertritten von Abgeordneten in ein Oppositionsbündnis und einem Misstrauensvotum im Parlament trat das Kabinett Boc II am 6. Februar 2012 zurück.
Kabinett Ungureanu
Mihai Răzvan Ungureanu, Direktor des rumänischen Geheimdienstes Serviciul de Informații Externe, wurde vom rumänischen Parlament am 9. Februar mit 237 : 2 Stimmen zum neuen Ministerpräsidenten gewählt und mit der Regierungsbildung beauftragt. Dem Kabinett Ungureanu gehörten weitere siebzehn Minister an, davon neun von der Partidul Democrat Liberal (PD-L), vier von der Demokratischen Union der Ungarn in Rumänien (UDMR), zwei von der PSD-Abspaltung Nationale Fortschrittsunion (UNPR) sowie zwei Unabhängige. Nach weniger als drei Monaten im Amt scheiterte Ungureanus Regierung an einem Misstrauensvotum im Parlament, das von den Parteien PSD und PNL eingebracht wurde. Dem Mitte-rechts-Bündnis wurde vorgeworfen, dass sich die Regierung bei der Vergabe öffentlicher Gelder von Lobbygruppen habe erpressen lassen. Die PD-L war aufgrund ihrer rigiden Sparpolitik der letzten vier Jahre, die Lohn- und Rentenkürzungen sowie Steuererhöhungen umfasste, in die Kritik geraten. Hierbei wurden die monatlichen Durchschnittsnettolöhne von 370 Euro um 25 Prozent gekürzt, die Einkommen der Beamten um den gleichen Prozentsatz, und die Renten um 15 Prozent. 185.000 Stellen wurden gestrichen, andere Quellen sprechen von 200.000 Beamten, die ihre Stellung verloren. Die Mehrwertsteuer stieg von 19 auf 24 Prozent. Verzeichnete Rumänien 2008 noch ein Budgetdefizit von 11,6 Prozent, so betrug die Lücke im Haushalt ein Jahr später nur noch 4,3 Prozent.
Präsident Băsescu
Băsescu hat großen Anteil an dem Beitritt Rumäniens zur EU, dem Beginn einer Justizreform und an den Erfolgen in der Korruptionsbekämpfung. Seine Leistungen für Rumänien fanden auch im Westen Anerkennung. Băsescu war wegen seines Verhandlungsgeschicks mit der westlichen Welt 2005 und 2006 in Rumänien noch angesehen, jedoch fiel seine Popularität im Verlauf der Krise stark ab. Viele Bürger empfanden Băsescus politisches Handeln bei der Umsetzung der Sparmaßnahmen und der Forderungen des IWF in den Jahren 2009 und 2010 als brutales und arrogantes Vorgehen.
Seine Rolle definierte er selbst mit dem Begriff jucator – ein rumänisches Wort, das zugleich Spieler und Akteur bedeutet. Die Zeit beschrieb ihn als keinen „zurückhaltenden Staatsmann, sondern einen polternden Populisten, der Kompetenzen an sich riss und versessen an der Macht festhält“.
Rumänien und seine westlichen Partner
Als ein Land mit Niedriglöhnen erlebte Rumänien lange Jahre einen Aufschwung, allerdings mit dem Beginn der Finanzkrise 2010 auch einen steilen Absturz. Das Austeritätsprogramm gilt als das ambitionierteste in Europa. Die von der EU und dem Internationalen Währungsfonds (IWF) verordneten Sparmaßnahmen werden in der Bevölkerung als wettbewerbsbeschränkend und bestrafend wahrgenommen.
Im Jahr 2012 erschien die EU vielen rumänischen Bürgern als zu dominierend. Rumänien war immer noch nicht Teil des Schengen-Raums, und so machte sich in der Folge auch im linken politischen Spektrum eine anti-europäische Stimmung breit. Nationalisten, die von „ausländischen Attacken“ gegen Land und Währung sprechen, finden zunehmend Gehör im Volk. Interimspräsident Crin Antonescu sagte am 20. Juli 2012: „Wir sind ein souveränes Volk. Wir nehmen keine Befehle aus dem Ausland an.“

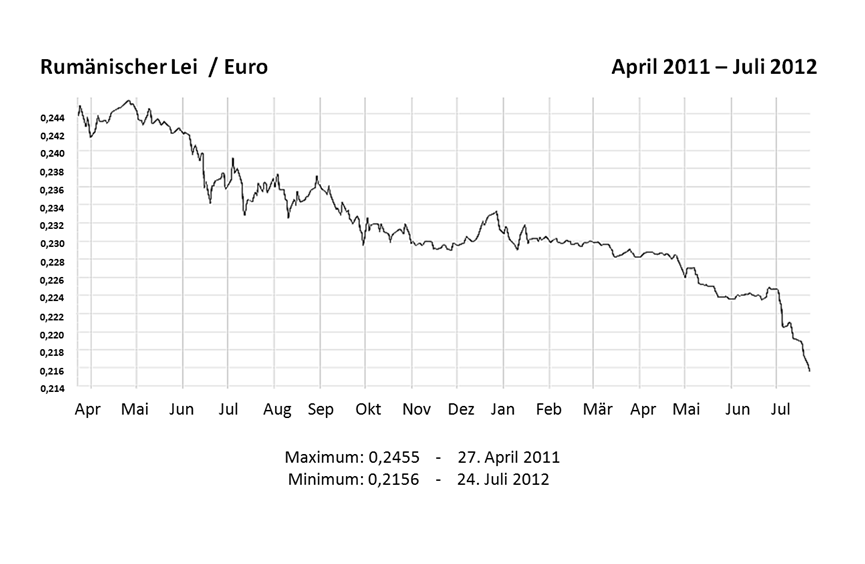
Rumänischer Leu / Euro, April 2011 – Juli 2012
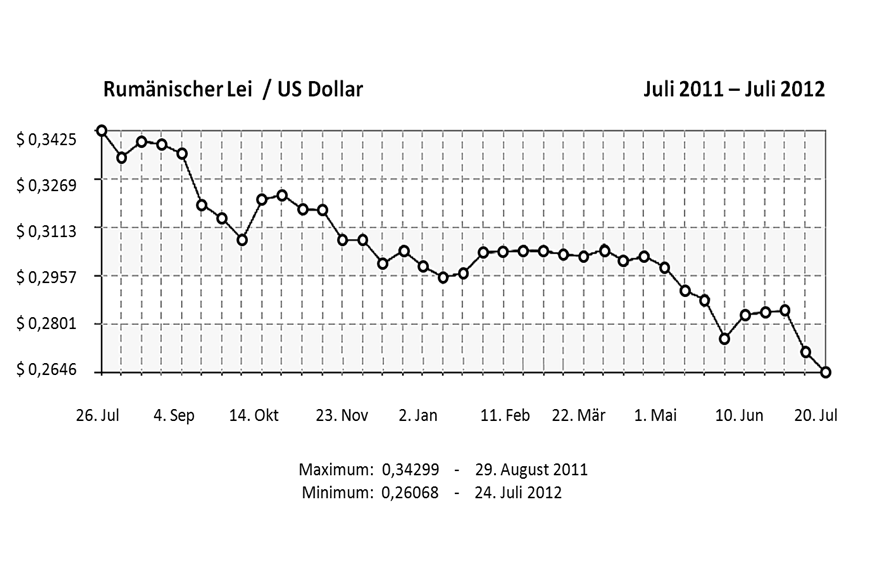
Rumänischer Leu / Dollar, Juli 2011 – Juli 2012
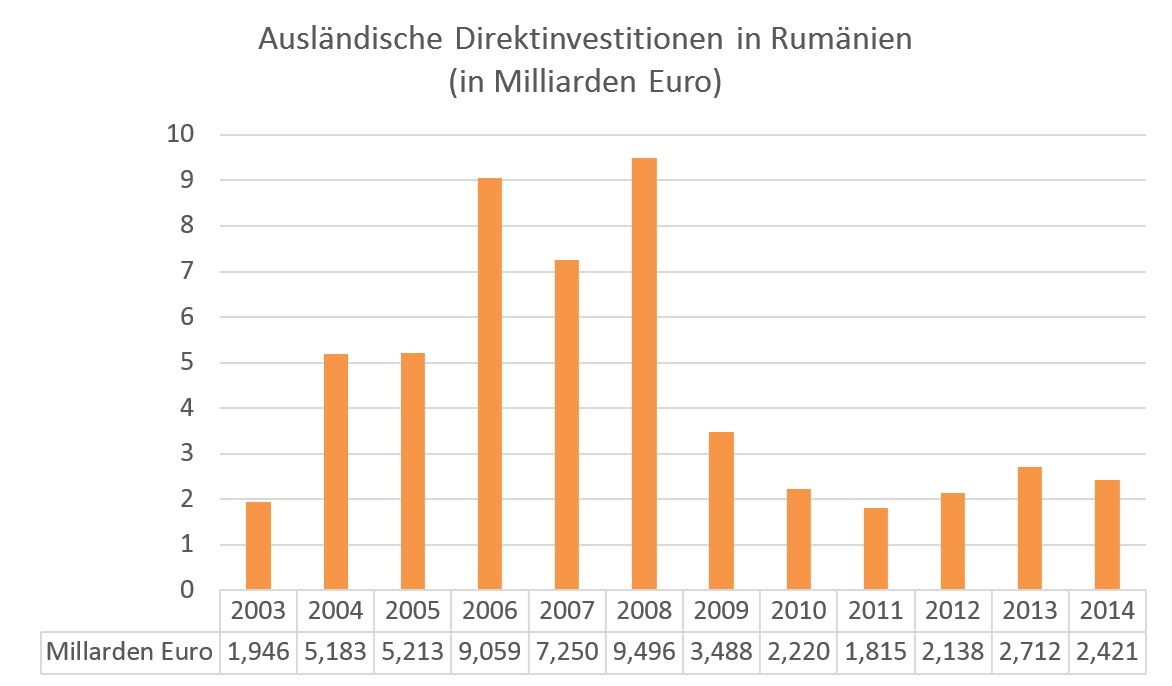
Ausländische Direktinvestitionen

Wirtschaftliche Situation
Das Land, das zweitärmste in der EU, ist berüchtigt für Schattenwirtschaft, Steuerhinterziehung und Schwarzarbeit; auf der Liste der korrupten Staaten von Transparency International belegt Rumänien zusammen mit Griechenland und Bulgarien die Spitzenplätze in Europa.
Das Land ist bei der EU, der Weltbank und dem IWF hochverschuldet, Ende Mai 2012 lag die Auslandsverschuldung bei rund 98,5 Milliarden Euro. Mit Blick auf die griechische Finanzkrise ist das Engagement griechischer Banken in Rumänien – mit einem Anteil von 13,3 Prozent am rumänischen Bankensektor – das zweitgrößte nach Bulgarien. Im Juni bestand dort eine Deckungslücke von 6,8 Milliarden Euro. Die Inflationsrate stieg im Juni auf 2,4 Prozent. Prognosen sehen das Leistungsbilanzdefizit für 2012 unter vier Prozent des Bruttoinlandsprodukts, und die Arbeitslosenquote bei 7,3 Prozent.
Die ausländischen Direktinvestitionen in Rumänien gingen in den ersten fünf Monaten 2012 im Vergleich zum Vorjahr etwa um die Hälfte zurück. Bereits 2011 hatte das Land einen Rückgang der ausländischen Direktinvestitionen von rund 13 Prozent und damit das niedrigste Volumen in neun Jahren verzeichnet.
Der rumänische Leu fiel im Juli auf ein Rekordtief, weltweit verlor nur das Sudanesische Pfund mehr an Wert. Mindestens 700.000 Bürger oder Familien, die Kredite in Euro zurückzuzahlen haben, sind von dieser Entwicklung betroffen, durch die sie immer mehr Leu für dieselben Raten in Euro aufbringen müssen.
Gemäß einem Vergleich der 27 EU-Mitgliedstaaten durch die Europäische Stiftung zur Verbesserung der Lebens- und Arbeitsbedingungen (EIRO) arbeiteten die Rumänen 2011 bei 27 Tagen Urlaub im Jahr mit durchschnittlich 41,6 Stunden die meisten Stunden pro Woche.

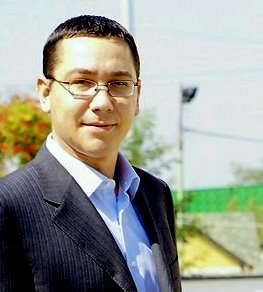
Victor Ponta
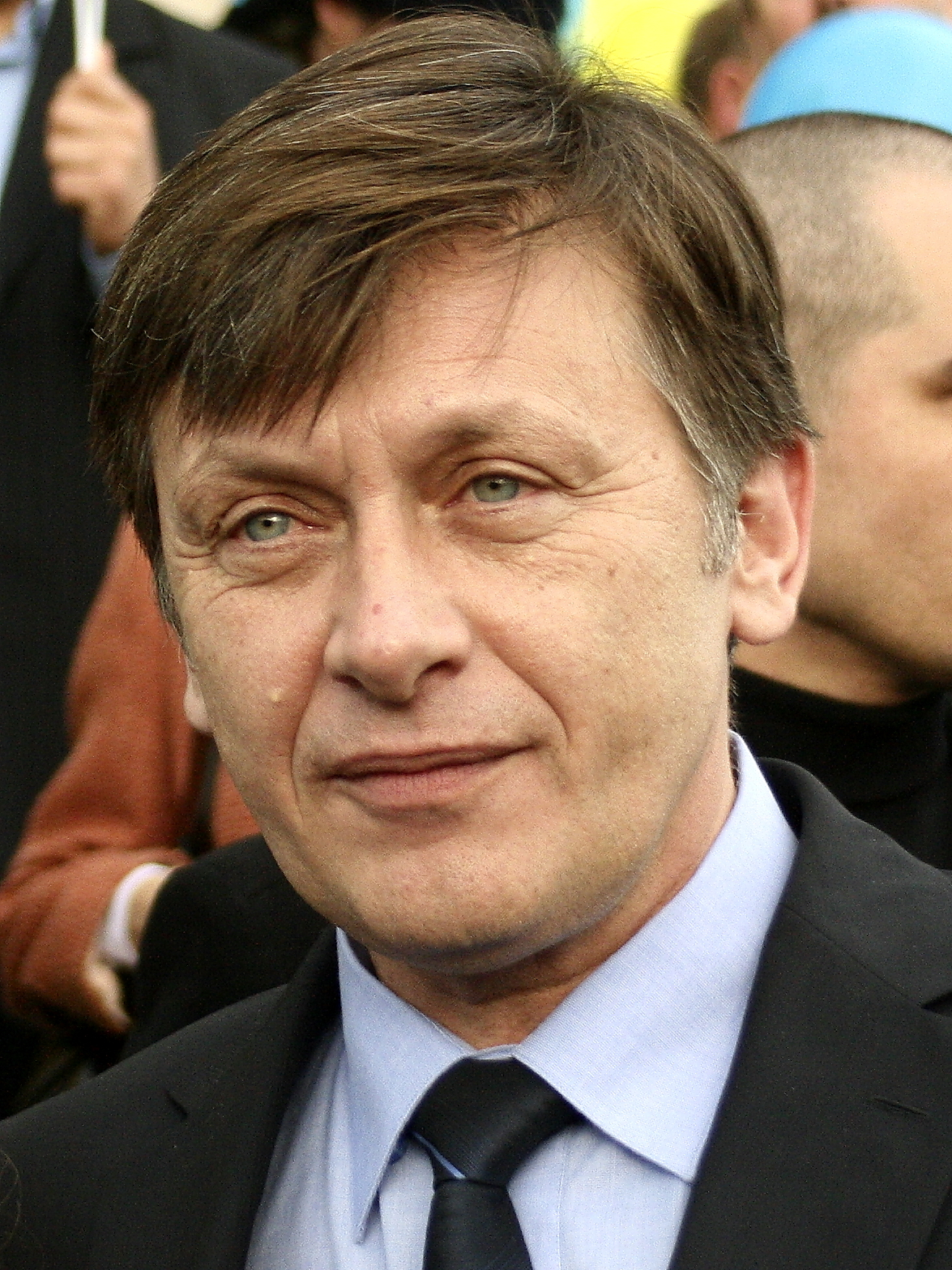
Crin Antonescu
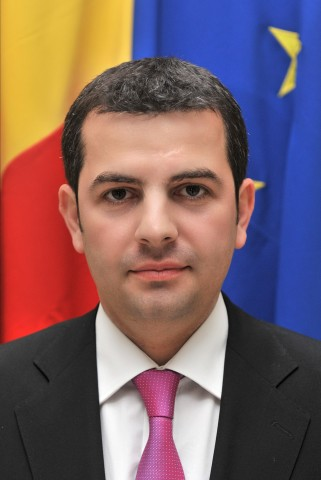
Daniel Constantin
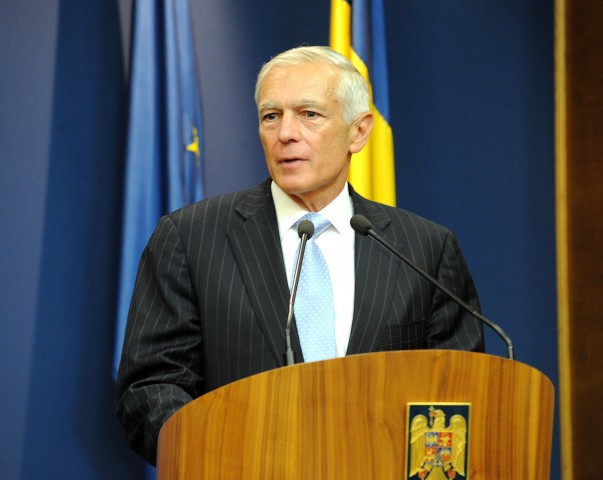
Wesley Clark

### Kabinett Victor Ponta
Im Februar 2011 formten die Sozialdemokratische Partei Rumäniens, die National-Liberale Partei unter Crin Antonescu, und die Konservative Partei unter Daniel Constantin die Koalition Uniunea Social Liberală (USL, deutsch Sozialliberale Union). Victor Ponta von der USL, wurde am 27. April von Staatspräsident Traian Băsescu mit der Bildung eines Kabinetts beauftragt.

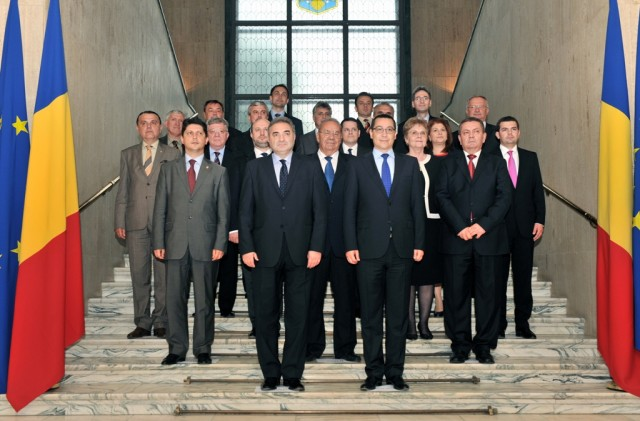
Kabinett Ponta

Am 7. Mai 2012 wurde das Kabinett des bisher dritten Premierministers des Jahres 2012, Victor Ponta, vom Parlament mit 284 Stimmen gegen 92 im Amt bestätigt. Ponta sollte die Regierungsgeschäfte einstweilen bis zur Parlamentswahl im Spätherbst führen.
Ponta ist mit 39 Jahren der jüngste Premierminister Europas.
Seit den Kommunalwahlen vom 10. Juni stellte die USL 36 der 41 Kreisratsvorsitzenden sowie die Mehrheit der Bürgermeister und Gemeinderäte. In vielen Städten des Landes konnte die USL die Bürgermeisterämter hinzugewinnen. Die konservative PD-L musste selbst in ihren Hochburgen starke Verluste hinnehmen.
Ponta sicherte sich die Unterstützung des früheren US-Generals Wesley Clark, der ihn in Fragen der Strategie, Sicherheit und Wirtschaft beraten soll. Foreign Policy România zufolge bräuchten „die Amerikaner […] eine Regierung, die die Förderung von Schiefergas durch die Firma Chevron [deren Lizenz unter dem Druck der öffentlichen Meinung im Frühjahr wieder gekündigt wurde] befürwortet, und eine Exekutive, die bereit ist, sich mit F-16-Jagdflugzeugen einzudecken.“ […] „Clark ist jetzt Lobbyist, es wird wohl sein Bestes tun, um den wachsenden Einfluss Deutschlands und der Europäischen Union in dieser Region aufzuwiegen, für die sich auch die Russen interessieren.“
Pontas Ehefrau ist Daciana Octavia Sârbu, Abgeordnete im Europäischen Parlament und PSD-Politikerin.

### Victor Ponta und Adrian Năstase

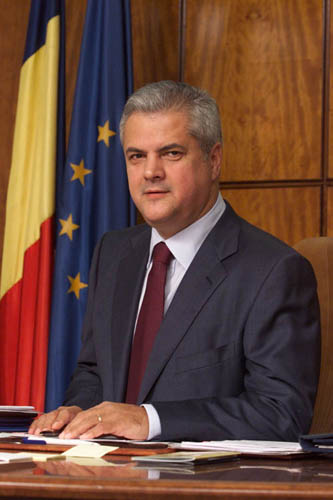
Adrian Năstase, ehemaliger Ministerpräsident

Adrian Năstase war Pontas politischer Ziehvater und Doktorvater, beide sind Mitglieder der sozialdemokratischen Partei Rumäniens, die als Nachfolgepartei der Rumänischen Kommunistischen Partei gilt. Năstase wurde im Januar wegen illegaler Parteienfinanzierung zu einer Freiheitsstrafe von zwei Jahren verurteilt. Am 30. März verurteilte ihn ein Gericht in Bukarest in erster Instanz zu drei Jahren Haft auf Bewährung. Das Gericht sah es als erwiesen an, dass Năstase einen ehemaligen rumänischen Konsul in Hongkong erpresst hatte. Năstase beteuerte seine Unschuld und vermutete politische Beweggründe hinter dem Urteil. Er wurde für schuldig befunden, eine Sammelaktion von Geldern für den Wahlkampf 2004 als Tagung getarnt zu haben, für die Geschäftsleute hohe Teilnahmegebühren bezahlten. Damit habe Năstases Partei illegale Parteispenden in Höhe von 1,6 Millionen Euro angenommen. Nach seiner rechtskräftigen Verurteilung am 21. Juni soll er bei der Überführung in die Haft einen Selbstmordversuch unternommen haben.
Ponta ließ den Leiter des Bauinspektorats durch einen Vertreter der PSD ersetzen. Der neue Leiter des Bauinspektorats, das im Năstase-Prozess der wichtigste Teilkläger war, ließ als erste Amtshandlung die Klage zurückziehen. Dieses führte in der Zivilgesellschaft zu großer Empörung, da Kritiker der Ansicht waren, Ponta habe damit versucht in das langjährige Korruptionsverfahren gegen Năstase einzugreifen.
Untersuchungskommissionen, die die Aufklärung von undurchsichtigen Affären zum Ziel haben, wurden regelmäßig behindert. So wurde beispielsweise schon 2001 der Sohn des Präfekten des Kreises Bihor, Adrian Tarau, wegen Verwicklungen in Erdölgeschäften verhaftet. Noch am Abend seiner Vorladung erklärte der damalige Ministerpräsident Adrian Năstase im Fernsehen – ohne Namen zu nennen –, er glaube nicht an „Verhaftungen, die an einem Freitagabend vorgenommen werden“. 48 Stunden später war Tarau frei. Der Staatsanwalt Alexandru Lele, der die Untersuchung geleitet hatte, wurde seiner Ämter enthoben, und das Kanzleramt ordnete eine Überprüfung gegen ihn an. 2002 nahm sich Staatsanwalt Cristian Panait, der mit ebendieser Überprüfung betraut war, angeblich das Leben. Seine Familie prangerte daraufhin das Verhalten des Justizministeriums und den auf Panait ausgeübten Druck an.
Victor Ponta hatte sich 2002 als junger Staatsanwalt der sozialdemokratischen PSD angeschlossen. Der Fall Panait war einer von jenen mysteriösen Todesfällen, die sich in der Ära Năstase auffällig häuften. Pontas Kollege Panait, der sich mit Korruptionsaffären im Umfeld Năstases befasste, kam unter nie geklärten Umständen beim Sturz aus dem Fenster seiner Wohnung ums Leben. Rasch war von einem Suizid die Rede. Den Recherchen der rumänischen Journalistin Ela Simona Fica zufolge war dem Sturz ein Streit zwischen Ponta und Panait vorausgegangen, in dem Ponta seinen Kollegen zur Einstellung seiner Ermittlungen bewegen wollte. Ponta hatte Panait kurz vor dem tödlichen Sturz als letzter besucht, angeblich in der Absicht sich mit ihm zu versöhnen. Bei der Obduktion Panaits wurden Spuren von Drogen festgestellt. Ein Staatsanwalt, der in dem Fall ermittelte, wurde von einem Auto überfahren und getötet, der Täter wurde nie gefasst. Zu dieser Zeit trat Ponta als Staatssekretär in die Regierung Năstase ein. Der Staatsanwalt, der das Verfahren damals einstellte, steht nun selbst im Fadenkreuz der Ermittlungen der Antikorruptionsbehörde DNA und wurde suspendiert unter dem Verdacht sich gegen den Austausch von geheimen Informationen für Spitzenpositionen in der Justiz in Stellung gebracht zu haben, unter anderem bei einem Treffen mit Ponta. Die Verträge des DNA-Direktors Daniel Morar und der Generalstaatsanwältin Laura Codruța Kövesi, die beide von Băsescu eingesetzt wurden und bis dato auch das Vertrauen der EU-Kommission genossen, laufen im August und Oktober aus.

### Victor Ponta und die „Gewerkschaft der abgerüsteten militärischen Kader“
Am 13. Juli bekräftigte Ponta mit seiner Unterschrift ein Dokument, das radikale Angriffe auf die Institutionen des rumänischen Staates in Aussicht stellte. Das 15 Seiten umfassende Abkommen trägt deutliche Züge eines sozialistisch-repressiven Programms und sollte einer künftigen PSD-Regierung nach den Parlamentswahlen im November als Leitlinie dienen. Das Abkommen wurde zwischen der USL und einem 2007 gegründeten „Nationalen Rat der Zivilgesellschaft“ (Consiliul Naţional al Societăţii Civile, CNSC) geschlossen, einem Dachverband von 53 Nichtregierungsorganisationen. Vermittelt wurde es von Mircea Dogaru, dem Vorsitzenden der „Gewerkschaft der abgerüsteten militärischen Kader“ (Sindicatul Cadrelor Militare Disponibilizate, în Rezervă și în Retragere, SCMD), die vorwiegend aus Offizieren besteht, die wegen ihrer Zusammenarbeit mit dem kommunistischen Geheimdienst Securitate und ihrer Beteiligung an der Verfolgung von Gegnern des Ceaușescu-Regimes aus dem Dienst entlassen wurden. Auf der Titelseite trägt das Abkommen, das dort als „definitiv“ bezeichnet wird, die Unterschrift der drei Vorsitzenden Victor Ponta für die PSD, Daniel Chițoiu für die PNL und Daniel Constantin für die „Konservative Partei“ (PC), die Partei des „Medienmoguls“ Dan Voiculescu. Die Frankfurter Allgemeine Zeitung berichtete: „In einer Präambel wird als vorrangiges Ziel die Absetzung Präsident Băsescus genannt, auf die vorgezogene, von den Parlamentswahlen im Herbst getrennte Präsidentenwahlen folgen sollten. Unter der Überschrift „Unmittelbare Ziele“ führt es dann eine Reihe von Maßnahmen an, die notwendig seien, um den Staatsapparat zu „entpolitisieren“ und zu „entstalinisieren“. Damit ist die Abschaffung sämtlicher Institutionen gemeint, die dem Machtstreben der USL noch entgegenstehen. Im Besonderen erwähnt das Dokument den Verfassungsgerichtshof, die Sonderabteilung der Staatsanwaltschaft für die Bekämpfung der Korruption (DNA), die für die Überwachung der Einhaltung der Unvereinbarkeitsbestimmungen verantwortliche Behörde ANI sowie die für die Aufbewahrung, Sichtung und wissenschaftliche Aufarbeitung der Securitate-Archive zuständige Institution CNSAS. Alle diese Einrichtungen seien sofort aufzulösen. Die Reformen auf den Gebieten der Verwaltung und der Justiz müssten gestoppt werden. Im öffentlichen Fernsehen sei der Einfluss des „Nationalen Rates der Zivilgesellschaft“ (CNSC) durch die Entsendung seiner Vertreter in den Verwaltungsrat sicherzustellen. Auf sozialem und wirtschaftspolitischem Gebiet stellt das Abkommen massive staatliche Interventionen vor. Praktisch alle Liberalisierungsmaßnahmen der bisherigen konservativen Regierungen sollen zurückgenommen, Lohn- und Preiskontrolle wiedereingeführt, die Privatisierungen von großen Unternehmen eingestellt werden.“ Ponta beteuerte, dass er hierzu keine Zusagen gemacht, sondern „nur Gesprächsbereitschaft bekundet“ habe, und lediglich „seine Unterschrift auf eine leere Mappe geschrieben“ habe. Oberst Mircea Dogaru hingegen bestätigte die Existenz des Papiers, lediglich Einzelheiten müssten noch verhandelt werden.

### Plagiatsaffären

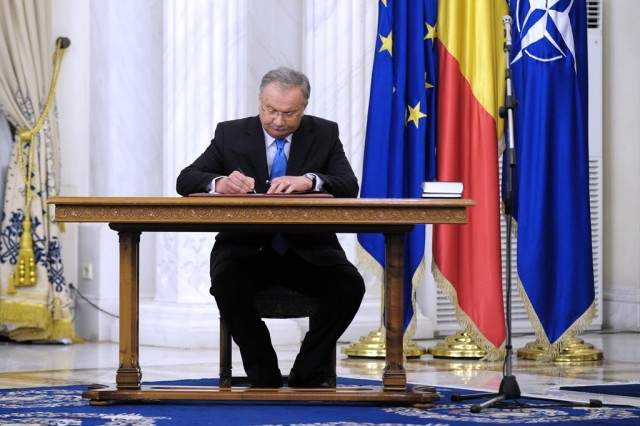
Ioan Mang
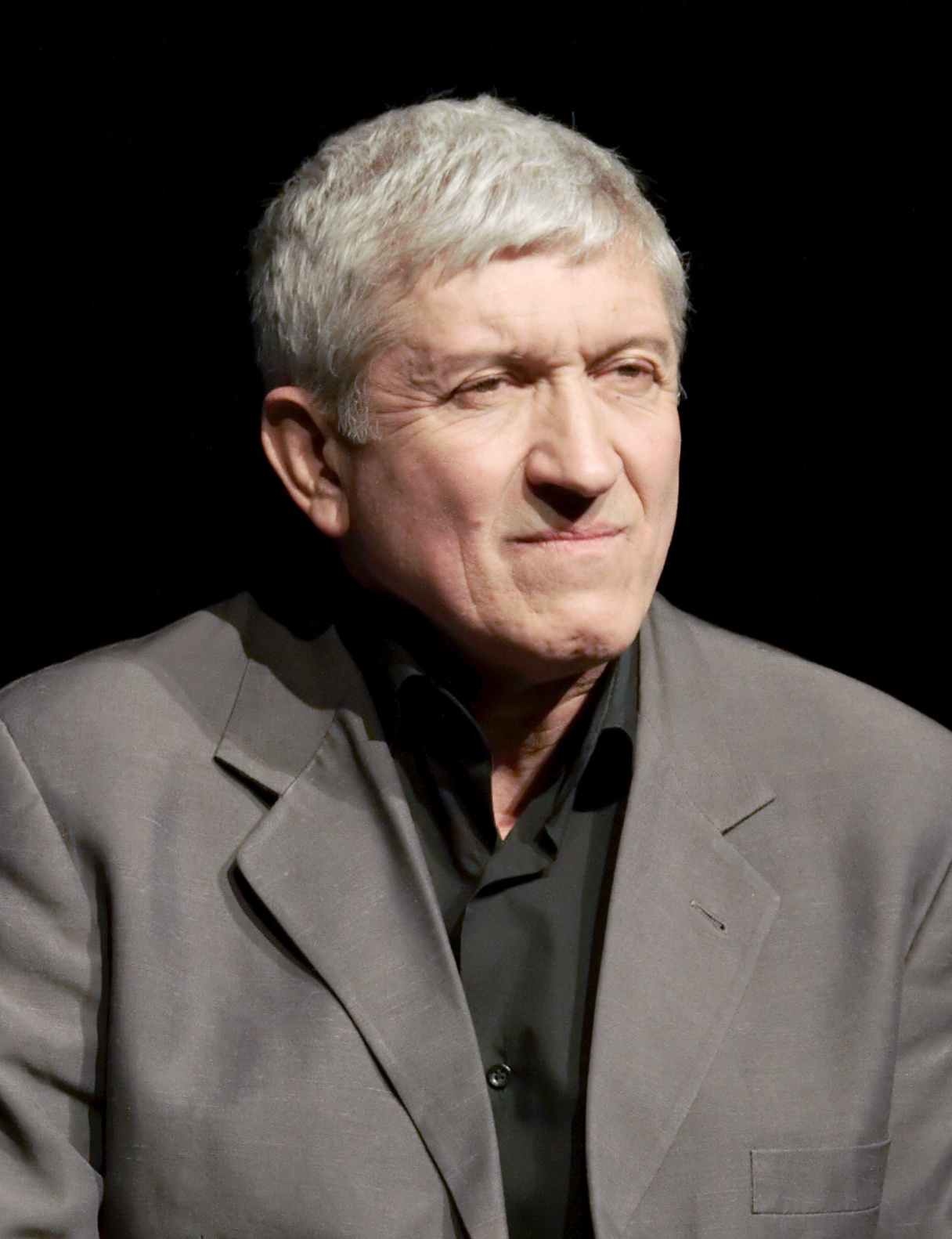
Mircea Diaconu

Die von Ponta kurz vor seiner Regierungsübernahme bereits designierte Bildungsministerin trat ihren Posten nicht an, nachdem publik geworden war, dass sie ihren Lebenslauf gefälscht hatte. Sie hatte angegeben, an der Stanford University studiert zu haben, was dort bestritten wurde. Nach schweren Plagiatsvorwürfen trat Bildungsminister Ioan Mang acht Tage nach seiner Ernennung zurück. Kulturminister Mircea Diaconu war vor seiner Berufung ins Kabinett die Ausübung öffentlicher Ämter gerichtlich verboten worden, da er in früheren Funktionen private und öffentliche Interessen zu seinem Wohl vermischt hatte. Er verlor sein Amt aber erst auf öffentlichen Druck, nachdem dieses Urteil auch in der obersten Instanz bestätigt worden war. Danach musste Ponta nacheinander die zwei Kandidaten für das Amt des Unterrichtsministers zurückziehen, weil ihnen Plagiate in wissenschaftlichen Arbeiten nachgewiesen werden konnten. Ponta ließ anschließend die Ethikkommission des Unterrichtsministeriums, welche die Fälle untersucht hatte, neu besetzen.

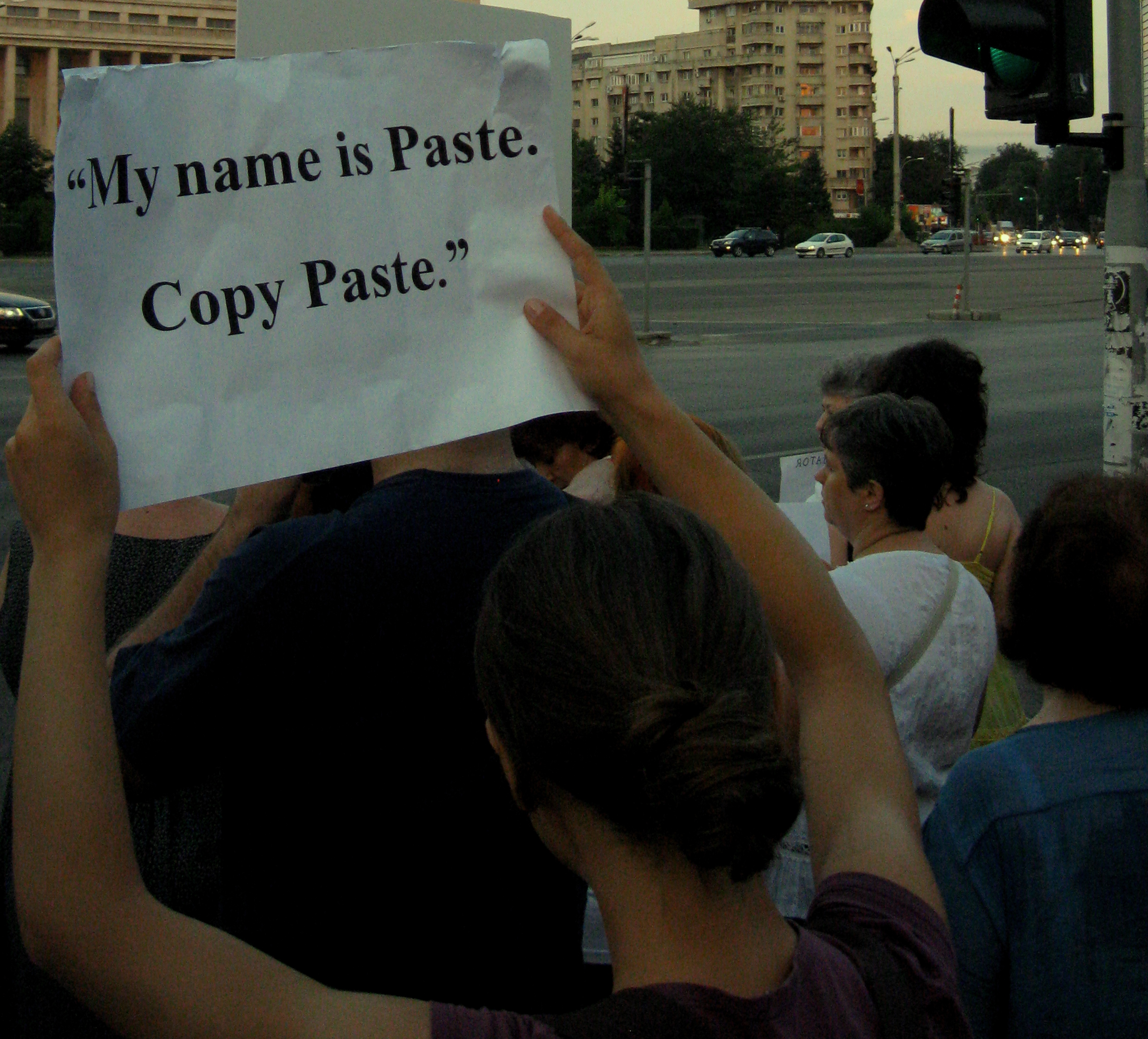
Straßenprotest gegen Ponta

Victor Ponta wurde von der britischen Wissenschaftszeitschrift Nature und von der Frankfurter Allgemeinen Zeitung nach anonymen Tipps beschuldigt, einen großen Teil seiner Doktorarbeit aus Rechtswissenschaftsbüchern abgeschrieben zu haben. Außerdem soll er fiktive Masterabschlüsse in seinem Lebenslauf angegeben haben, so einen Master der italienischen Universität Catania und einer englischen Universität. Auch die oberste Staatsanwältin Laura Codruța Kövesi soll nach dem gleichen Modell ihre Doktorarbeit geschrieben haben. Die nach dem Bekanntwerden der Vorwürfe laut werdenden Forderungen nach seinem Rücktritt wies Ponta zurück. Er erklärte, dass es sich hierbei um eine politische Intrige gegen ihn handle, die Präsident Băsescu eingefädelt habe. Er versprach, dass er zurücktreten werde, sollte ihm offiziell ein Plagiat nachgewiesen werden. Am Tag darauf kam die Nationale Kommission zur Bescheinigung akademischer Titel, Diplome und Zertifikate (CNATDCU) einstimmig zu dem Schluss, dass ein Drittel der rund 300 Seiten seiner Doktorarbeit wörtlich aus anderen Werken übernommen worden seien, und befand ihn des Plagiats schuldig. Die Universität von Bukarest hatte Plagiatsvorwürfe gegen Ponta in einer eigenen Ethikkommission untersucht und bestätigt. Ponta wollte nicht auf den Titel verzichten, da die Entscheidung des Rates auf eine „mafiaähnliche Exekution“ zurückgehe. Er behauptete, dass 2003 seine Verfahrensweise nicht als Plagiat gegolten habe, worauf ein Mitglied der Kommission antwortete, dass Zitate seit 200 Jahren gekennzeichnet werden müssten. Parallel zur Entscheidung der Kommission ließ der Bildungsminister diese auflösen und änderte deren Zusammensetzung und Statuten, so dass die Verurteilung des Ministerpräsidenten nie offiziell wurde. Ende Juni hatte Ponta eingestanden, die nötigen Fußnoten vergessen zu haben. Băsescu betitelte Ponta als „Mister Copy-Paste“. Innenminister Ioan Rus erklärte, dass „seit Plato und Aristoteles jeder, der jemals eine Doktorarbeit in Philosophie oder Sozialwissenschaft geschrieben hat, Anleihen bei fremder geistiger Leistung“ gemacht hätte. Am 23. August reichte eine Bürgerplattform gegen Ponta bei der Staatsanwaltschaft eine Plagiatsklage ein.

### Soziale Unruhen
Am 23. Dezember 2010 stürzte sich während einer Parlamentssitzung in Bukarest der Elektriker und Vater von zwei Kindern Adrian Sobaru von einem Balkon. Er trug ein weißes T-Shirt, auf das er geschrieben hatte:

„Ihr habt uns niedergemäht. Ihr habt die Zukunft unserer Kinder zerstört. Ihr könnt uns Geld und Leben nehmen, aber nicht die Freiheit.“

Sobaru überlebte den Sturz mit Knochenbrüchen.

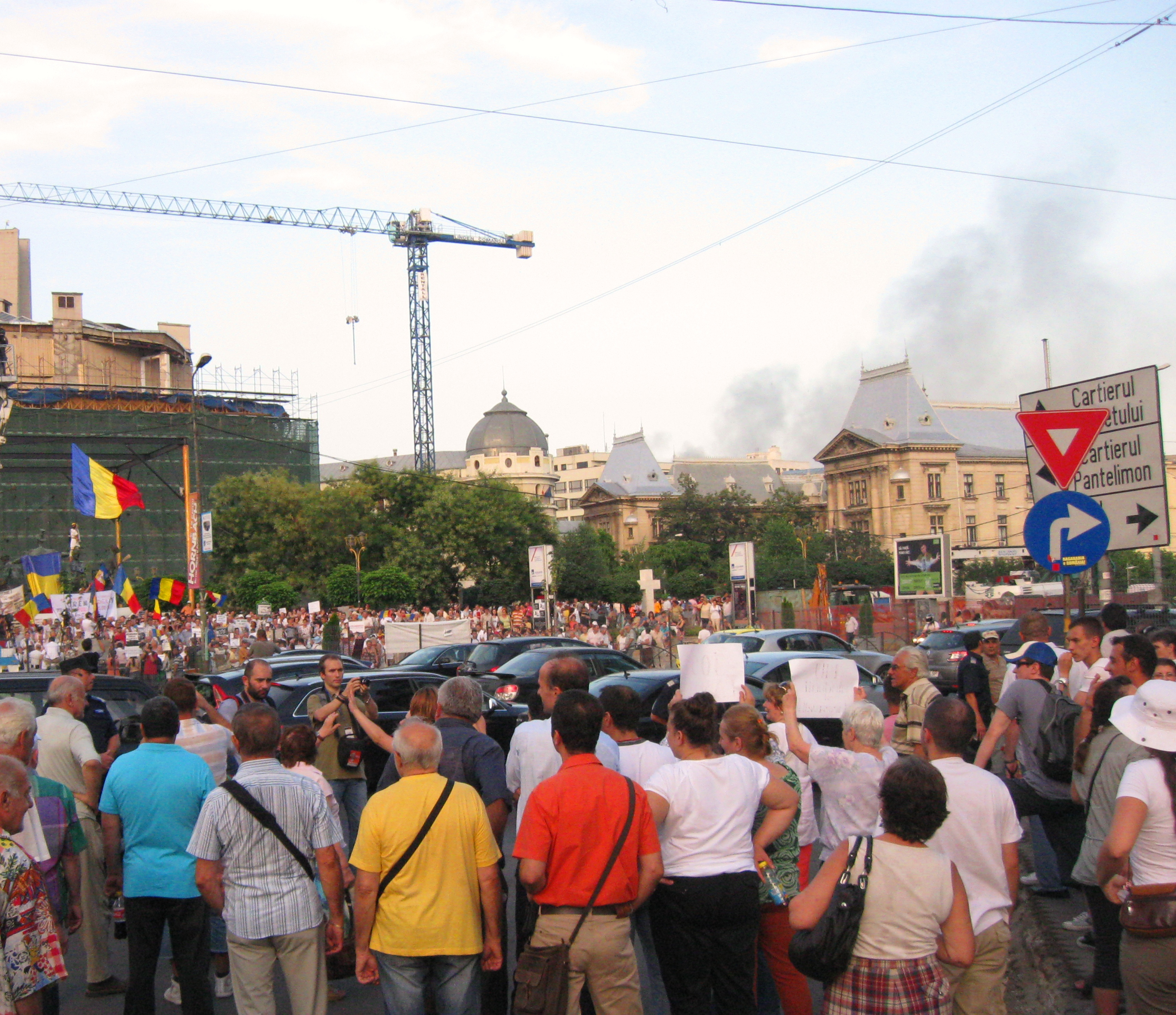
Demonstration gegen die Amtsenthebung Băsescus Universitätsplatz in Bukarest, 5. Juli 2011
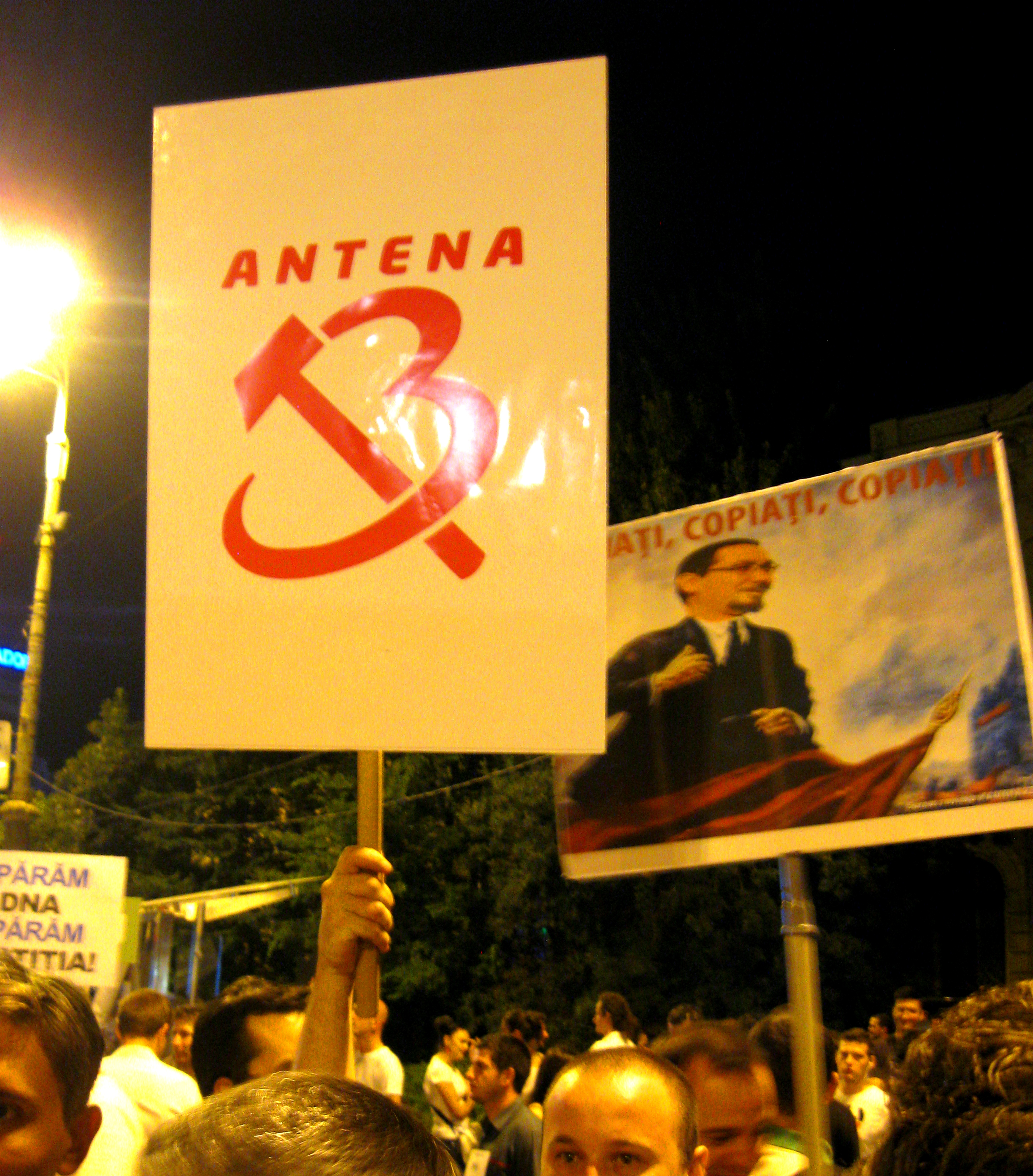
Demonstration gegen die Amtsenthebung Băsescus, Piața Victoriei, 5. Juli 2012
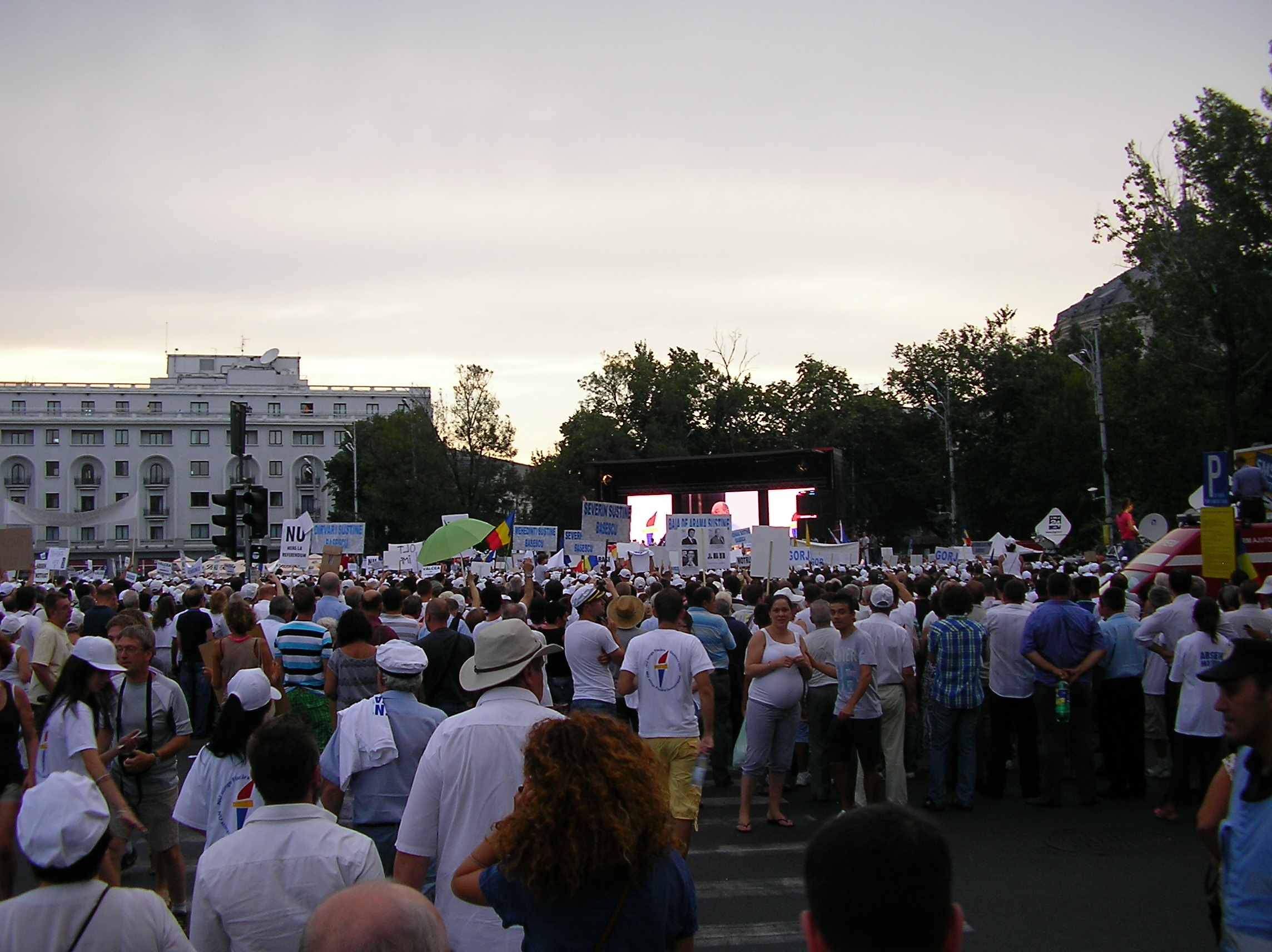
Kundgebung vor Băsescus Anhängern, Piaţa Revoluţiei, 26. Juli 2012
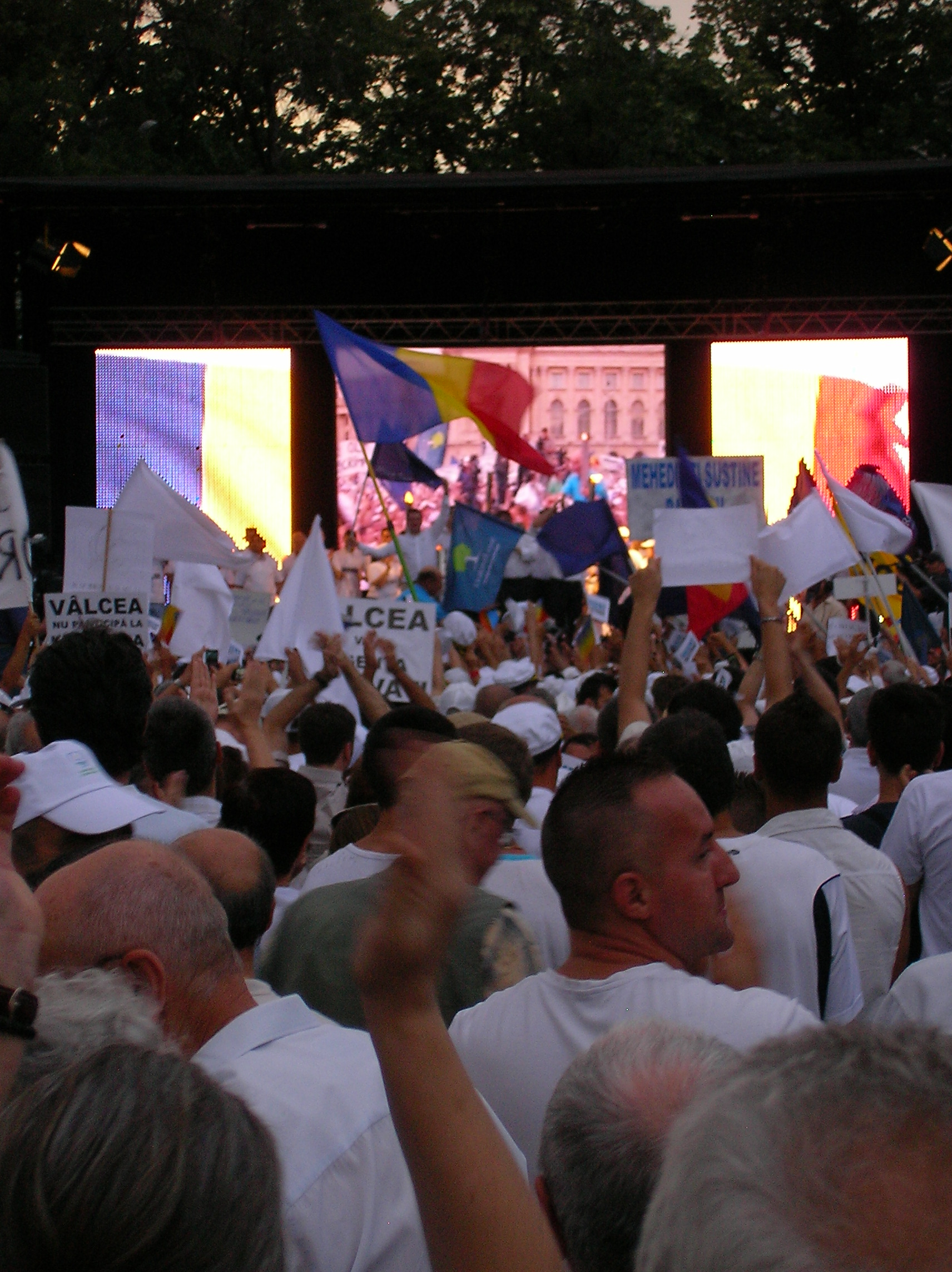
Proteste gegen die Regierung auf dem Piaţa Revoluţiei, Bukarest, 26. Juli 2012

Im Herbst 2011 kam es in Rumänien zu Demonstrationen gegen die Sparmaßnahmen der Regierung. Im Zuge der Demonstrationen musste Finanzminister Gheorghe Ialomițianu vor aufgebrachten Finanzbeamten, die ihm die Kürzungen übelnahmen, in sein sicheres Ministerbüro flüchten. Die am 12. Januar in Bukarest zunächst friedlich begonnenen massiven Proteste gegen den Sparkurs der Regierung eskalierten am 16. Januar, nachdem sich mit Einbruch der Dunkelheit gewalttätige Fußballfans den Demonstranten angeschlossen hatten. Bei Straßenschlachten zwischen Demonstranten und der Polizei wurden 59 Menschen verletzt. Die schwersten Ausschreitungen in Rumänien seit 20 Jahren hinterließen in der Hauptstadt eine Spur der Verwüstung. Am 6. Februar trat das seit Ende 2009 unter Emil Boc amtierende Kabinett Boc II zurück.
Im Juli demonstrierten Studenten, Professoren und Kulturschaffende über mehrere Wochen hinweg nahezu täglich vor dem Parlamentspalast gegen die Politik der USL. Daran nahmen jeweils 200 bis 500 Menschen teil. Auch in Arad gab es gewalttätige Proteste, in denen sich Gegner und Befürworter Băsescus gegenüberstanden; die Demonstration konnte durch die Polizei aufgelöst werden. In anderen Städten wie Timișoara (300 Teilnehmer), Cluj-Napoca, Craiova (20.000 Teilnehmer), Iași (15.000 Teilnehmer), Brașov (5000 Teilnehmer), Oradea (8000 Teilnehmer), oder Sibiu blieben die Kundgebungen, teilweise durch Interventionen der Polizei, weitgehend friedlich.
Die Polizei identifizierte am 22. August 106 Demonstranten, die am 21. und 22. August den Verkehr auf dem Universitätsplatz blockiert hatten. Ihnen wurde vorgeworfen, dass sie „nicht friedlich demonstriert“ und den öffentlichen Frieden „durch Ruhestörung mit verschiedenen Geräten und Objekten sowie durch Schreien“ gestört hätten. 50 Personen erhielten Geldstrafen zwischen 200 und 1000 Lei.
Mehr als 300 Personen versammelten sich am 1. September vor dem Rathaus des Zweiten Bezirks in Bukarest anlässlich der Hochzeit von Elena Băsescu, die zusammen mit ihrem Vater Traian von der Menge bei ihrer Ankunft ausgebuht wurde. Aus der Menge wurden Rufe wie „Rücktritt!“ oder „Nieder mit Băsescu!“ laut. Auch Bräutigam Bogdan Ionescu und seine Familie wurden mit „Diebe!“– und „Buh“–Rufen empfangen. Vor der Ankunft der Familie Băsescu war zwischen den Demonstranten und einigen Sympathisanten des Präsidenten ein Handgemenge ausgebrochen, bei dem die Polizei intervenierte. Zur Verhinderung weiterer öffentlicher Unruhe wurde bei der kirchlichen Trauung die Kirche des Heiligen Spiridon von der Polizei mit Zäunen abgeriegelt.
Am 18. September versammelten sich Hunderte von Demonstranten vor dem Cotroceni-Palast in Bukarest und skandierten Parolen gegen Băsescu.
An der Militärparade zum rumänischen Nationalfeiertag am 1. Dezember nahmen mehr als 20.000 Besucher teil. Während dieser Veranstaltung wurde Băsescu zeitweilig von Teilen der Zuschauer ausgebuht. Auf derselben Veranstaltung kam es zu Auseinandersetzungen zwischen einigen der Demonstranten und der Polizei.
Bis auf wenige handelte es sich allerdings um Manifestationen mit relativ bescheidener Teilnehmerzahl, es bestand damals keine großflächige Entrüstung. Bukarester Kommentatoren erklärten die herrschende Stimmung damit, dass es nicht um eine Frage von Gut oder Böse gehe, sondern nur um die Wahl zwischen zwei schlechten Varianten. Băsescu verkörpere dabei nicht nur die Sparpolitik der gestürzten liberaldemokratischen Regierung, sondern auch Intrigen, Eitelkeit und Machthunger, die sein Agieren als Präsident kennzeichneten.
Der rumäniendeutsche Autor und Journalist Werner Kremm bemerkte: „Die von der EU gerügte Untergrabung der Rechtsstaatlichkeit durch die juristisch tönernen Maßnahmen der Regierung Ponta […] wird von den Bürgern weithin fatalistisch beurteilt: Die da oben tun sowieso immer nur das, was sie wollen. Solange uns das politische Chaos nicht direkt trifft, interessiert es uns auch nicht.“
Die Siebenbürgische Zeitung schrieb am 25. Januar: „Als Grund der sozialen Unruhen nennen ausländische Medien, refrainartig, den drastischen Sparkurs der rumänischen Regierung. Allerdings ist das nur eines der Motive, die die Menschen auf die Straße treiben. Sparmaßnahmen wurden entsprechend den Auflagen des Internationalen Währungsfonds (IWF) umgesetzt und haben die finanziellen Eckdaten Rumäniens verbessert. Doch große Teile der Bevölkerung sind durch Lohn- und Rentenkürzungen, Entlassungen und erhöhte Mehrwertsteuer, um nur einige Schritte zu nennen, auf lange Sicht überfordert. […] Die Unzufriedenheit richtet sich generell gegen die Sparmaßnahmen, gegen die Regierung und Präsident Băsescu und zunehmend auch gegen die Opposition und die früheren Regierungen, also gegen die gesamte politische Klasse, die durch viele Korruptionsfälle in Misskredit geraten ist. Die Forderungen reichen von Rentenerhöhungen bis zum Stopp des Goldprojektes in Roșia Montană, von der Wiedereinführung einer rumänischen Monarchie bis zur Gründung einer ‚Piratenpartei‘.“

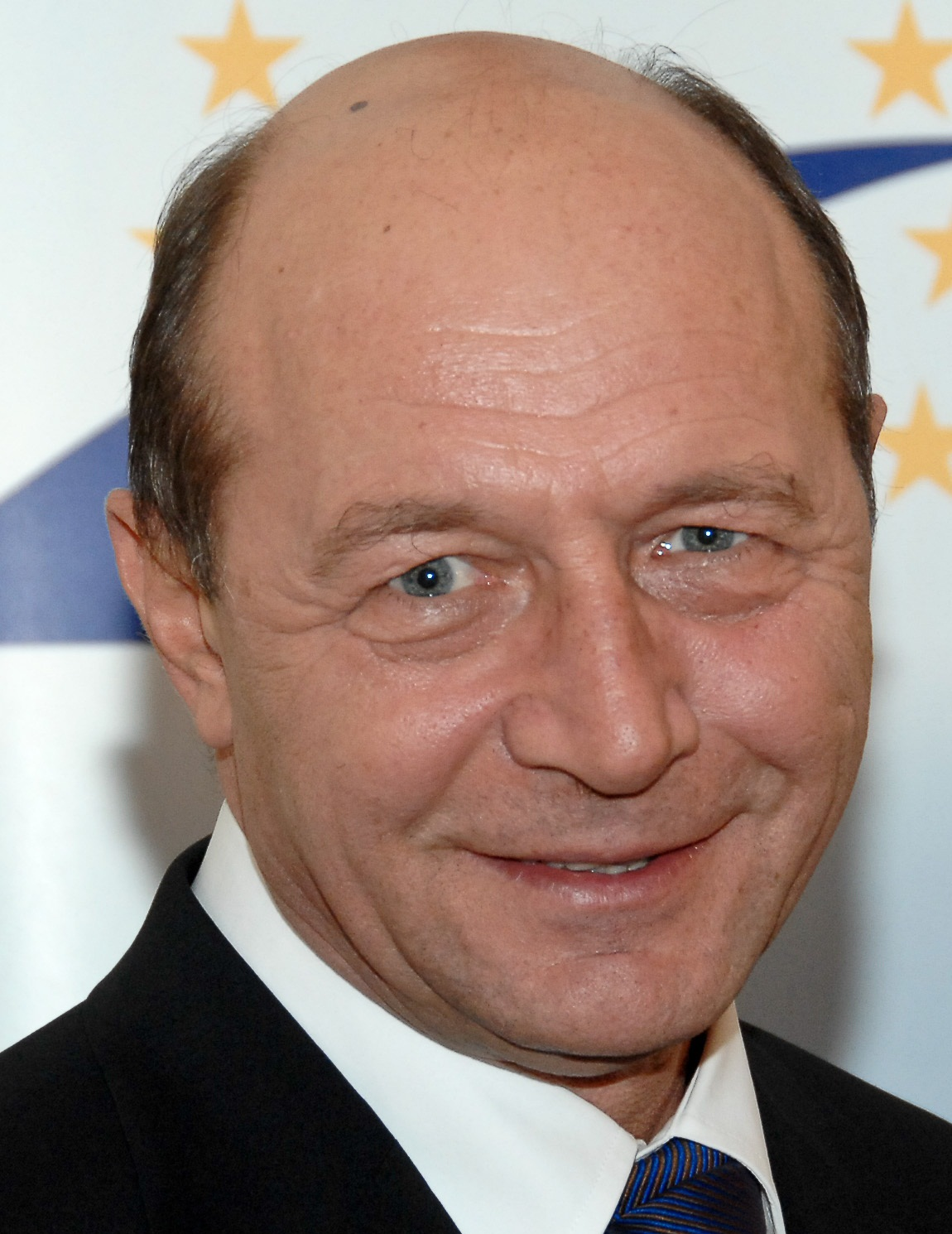
Traian Băsescu
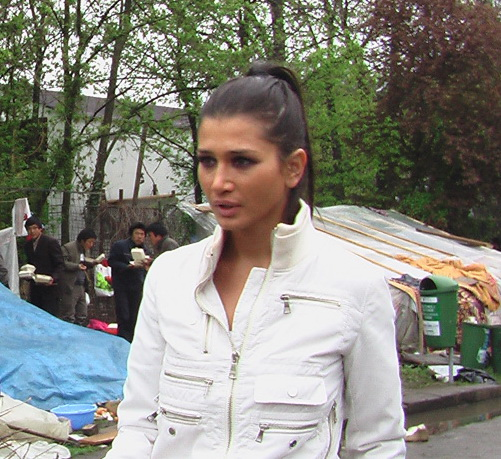
Elena Băsescu

### Amtsenthebungsverfahren gegen Traian Băsescu
Präsident Traian Băsescu war vor der Rumänischen Revolution 1989 Mitglied der Kommunistischen Partei (PCR). Immer wieder tauchte die Frage um seine Beziehung zum ehemaligen Geheimdienst Securitate auf, denn als Kapitän des größten Schiffes innerhalb der kommerziellen Flotte und zuletzt als Chef des Büros der rumänischen Schifffahrtgesellschaft in Antwerpen waren ihm immer wieder Auslandsaufenthalte gestattet worden. Auch wird ihm nachgesagt, bei der Raubprivatisierung der rumänischen Handelsflotte seine Hand im Spiel gehabt zu haben, jedoch konnte ihm von der Justiz kein Vergehen nachgewiesen werden.
Băsescu war bereits 2007 von seinem Amt suspendiert worden, überstand jedoch das darauf folgende Referendum. Im gleichen Jahr hatte er eine missliebige Journalistin als „stinkende Zigeunerin“ und „Nutte“ tituliert. Im Juli 2011 vertrat Băsescu die umstrittene Meinung, dass der ehemalige König Michael I. ein „Verräter“ und „Russenknecht“ sei, und ferner mitschuldig am Holocaust in Rumänien. Die Zeitung Die Welt wertete die Bemerkungen als Widerspruch zu „verbürgten historischen Tatsachen“.
Den Rentnern warf er vor, dass sie zu teuer seien, den Ärzten des maroden Gesundheitssystems empfahl er, auszuwandern. Strittig war auch Băsescus Entwurf für eine Gesundheitsreform. Băsescu hatte für jedes Ressort Berater engagiert, die wie Minister agierten und den Fachministerien die Direktiven vorgaben. Gemäß der rumänischen Verfassung hat der Präsident kein Recht zu Gesetzesinitiativen, tatsächlich aber baute Băsescu sein Büro in seiner siebenjährigen Amtszeit zum eigentlichen Machtzentrum aus. Er ernannte de facto Minister und setzte sie ab. Über seine Partei steuerte er Regierung und Parlament. Zu den umstrittenen Handlungen Băsescus zählt die Entlassung des Vize-Staatssekretärs im Gesundheitsministerium, Raed Arafat, der nach Massenprotesten wieder eingestellt wurde.
Nach Darstellung des Europarats wusste Băsescu zudem von Geheimgefängnissen des US-Auslandsgeheimdienstes CIA auf rumänischem Boden. Weiterhin soll er unrechtmäßig eine Immobilie erworben haben. Er gilt auch als Mann, der seinen Helfern das Auskommen sichert. Ihm wurde außerdem vorgeworfen, er habe durch die damalige Regierungspartei die Wahl seiner Tochter Elena Băsescu (von den Medien als „Barbie-Puppe“, „Party-Prinzessin“ oder „Paris Hilton der Karpaten“ betitelt) in das Europäische Parlament 2009 sponsern lassen. Die Presse kritisierte, sie habe keinerlei politische Erfahrung, sei der rumänischen Grammatik nicht mächtig und sei nicht in der Lage, das Land in Europa zu vertreten. Ihr Vater saß die öffentliche Empörung darüber aus.
Ende Juni wurde ein erneutes Amtsenthebungsverfahren gegen Băsescu eingeleitet, in dem ihm in 14 Punkten Verfassungsbruch und massive Verfassungsverstöße vorgeworfen wurden. Pontas Regierung bezichtigte Băsescu der politischen Einflussnahme auf das Justizwesen. Er habe mit seinem feudalen, oft launischen und autoritären Führungsstil seine Kompetenzen überschritten, indem er politische Verbündete vor Strafverfolgung beschützt und die Antikorruptionsbehörde vor allem mit Anhängern besetzt habe. Băsescu habe Sparmaßnahmen der Vorgängerregierung unterstützt, „durch die das Volk verarmt“. Außerdem wurde ihm vorgeworfen rassistische Bemerkungen über Roma sowie behinderte Menschen gemacht zu haben.
Die Abstimmung im Parlament führte zur Suspendierung des Präsidenten. Die Amtsgeschäfte führt indes der nationalliberale Senatspräsident Crin Antonescu. Der 29. Juli wurde für eine Volksabstimmung zur Amtsenthebung festgelegt. Beim EU-Gipfel am 28. und 29. Juni nahm Ponta als Vertreter Rumäniens teil, entgegen einer Entscheidung des Verfassungsgerichts, das Präsident Băsescu das Recht zugesprochen hatte, Rumänien wie bisher auch beim Gipfel zu vertreten, indem es urteilte, Traian Băsescu habe seine Befugnisse nicht überschritten. Băsescus zweites Präsidentenmandat würde regulär im Jahr 2014 ablaufen. Ein drittes Mal darf er laut rumänischem Gesetz nicht kandidieren.

#### Eilverordnungen und Umbesetzungen
Die USL verabschiedete innerhalb weniger Wochen mehr als 40 Notfalldekrete.
Abänderung des Quorumsgesetzes
Mit Eilverordnung 38 vom 4. Juli beschnitt die Regierung die Kompetenzen des Verfassungsgerichts und entzog den Verfassungsrichtern das Recht, über die Verfassungsmäßigkeit von Entscheidungen der beiden Parlamentskammern zu urteilen. Das Gericht konnte damit nicht mehr darüber befinden, ob das durch einen Parlamentsbeschluss eingeleitete Amtsenthebungsverfahren gegen Präsident Băsescu rechtmäßig ist. Mit einer weiteren Eilverordnung 41 vom 5. Juli wurde nach Beginn des Amtsenthebungsverfahrens das Referendumsgesetz novelliert. Nach der neuen Rechtslage kann der Präsident des Landes im Rahmen einer Volksbefragung mit der einfachen Mehrheit der daran teilnehmenden Bürger seines Amtes enthoben werden. Bis zu diesem Zeitpunkt mussten mehr als die Hälfte der wahlberechtigten Bürger einer Amtsenthebung zustimmen – was angesichts der niedrigen Beteiligung an früheren Abstimmungen fraglich wäre. Das Verfassungsgericht hatte am 27. Juni das einfache Mehrheitswahlrecht vom 23. Mai als verfassungswidrig erklärt.

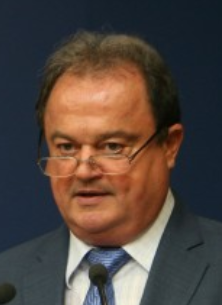
Vasile Blaga
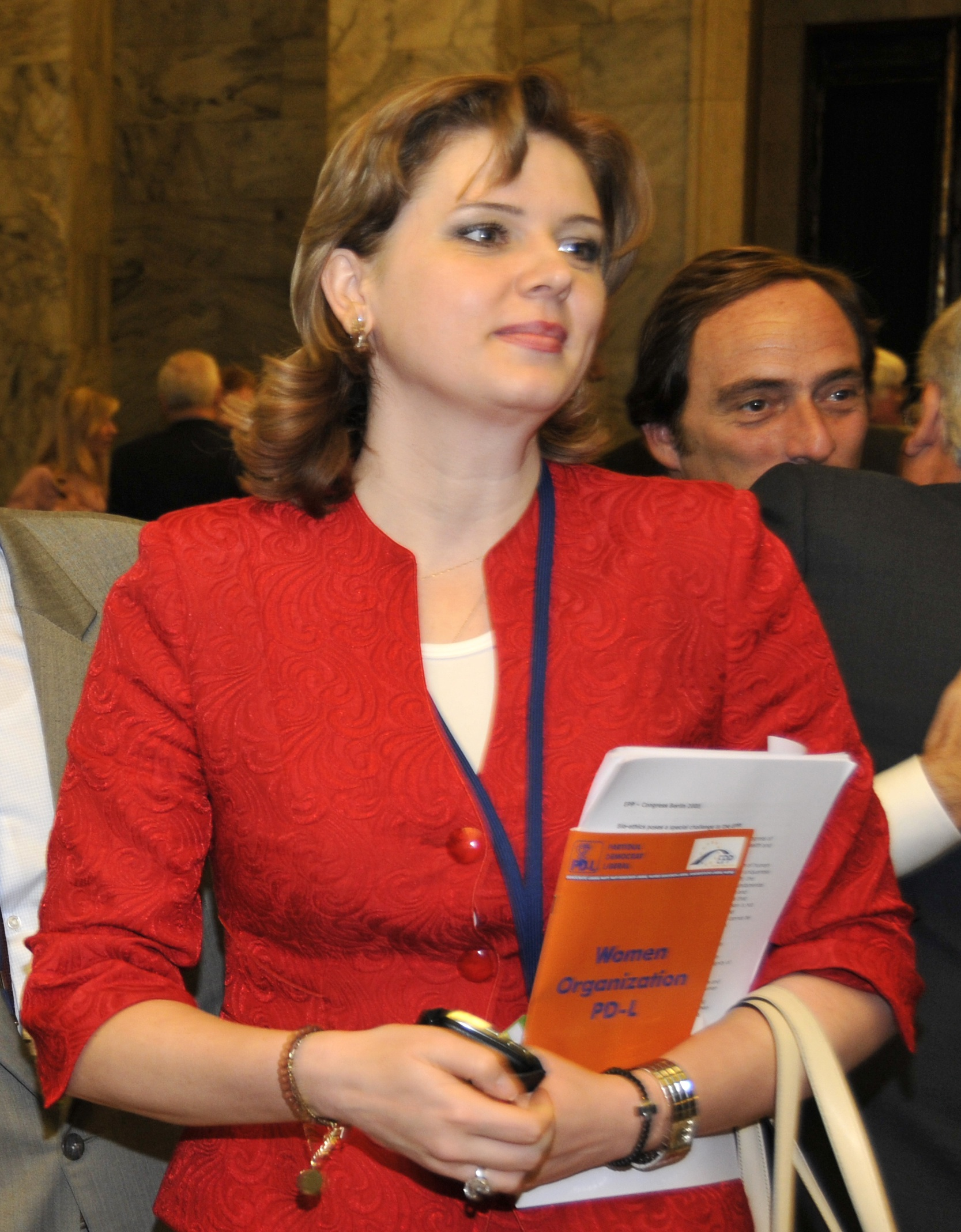
Roberta Anastase

Umbesetzungen von öffentlichen Ämtern
Am gleichen Tag entließ Ponta zwei stellvertretende Behördenleiter des Nationalen Statistikamtes. Zur Begründung wurde die nicht zeitgerechte Validierung der Ergebnisse der Volkszählung von Ende 2011 genannt, durch die drei Millionen mehr Wahlberechtigte in der Statistik ausgewiesen wurden. Im Mai hatte die Behörde eine Validierung zum zweiten Mal aus organisatorischen Gründen aufgeschoben. Nach der Abberufung des Volksanwalts Gheorghe Iancu, der verfassungsgemäß als Einziger gegen Eildekrete der Regierung einschreiten kann, wird diese Position seit dem 3. Juli von dem Sozialdemokraten Valer Dorneanu besetzt. Bei der Abberufung wurde zwar gegen das Gesetz verstoßen, es handelte sich dabei aber um eine Entschließung des Parlaments, die der Kompetenz des Verfassungsgerichts entzogen worden war. Das Lager von Băsescu legte Klage gegen das entsprechende Gesetz ein. Als darauf die Verfassungsrichter die Beschneidung ihrer Kompetenzen durch das Parlament für verfassungswidrig erklärten, war allerdings die entsprechende Notverordnung bereits in Kraft. Auch die Vorsitzenden beider Parlamentskammern wurden in einer zweifelhaften Prozedur gegen Vertreter der USL ausgetauscht.
Der Senatspräsident Vasile Blaga wurde abgesetzt. Der Senat wählte anschließend Crin Antonescu zum neuen Präsidenten der Kammer. Die Liberaldemokratin Roberta Alma Anastase wurde aus ihrem Amt als Präsidentin des rumänischen Abgeordnetenhauses abgewählt; ihren Platz nahm der Sozialdemokrat Valeriu Zgonea ein. Die Redaktion des amtlichen Gesetzblatts Monitorul oficial wurde der Bestimmungsgewalt der Regierung unterstellt, um Veröffentlichungstermine für Gesetze und damit deren Inkrafttreten besser kontrollieren zu können. Auch wurde die ausschließliche Kontrolle über das öffentlich-rechtliche Fernsehen übernommen.

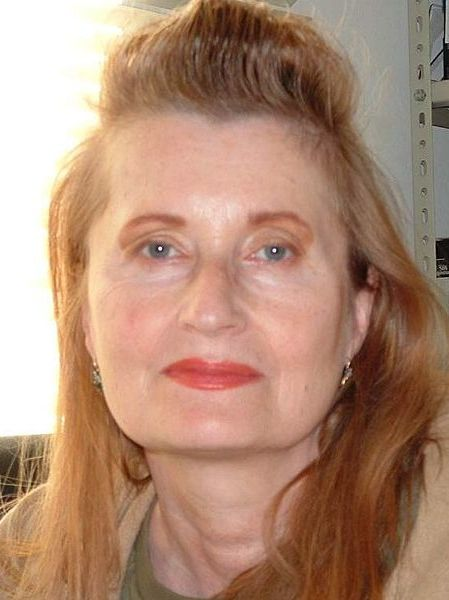
Elfriede Jelinek
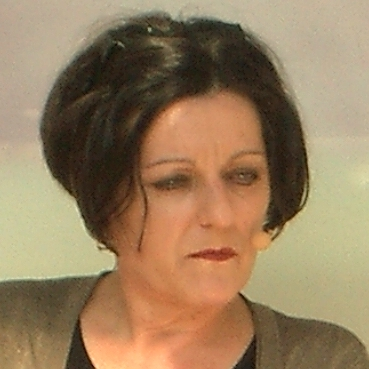
Herta Müller
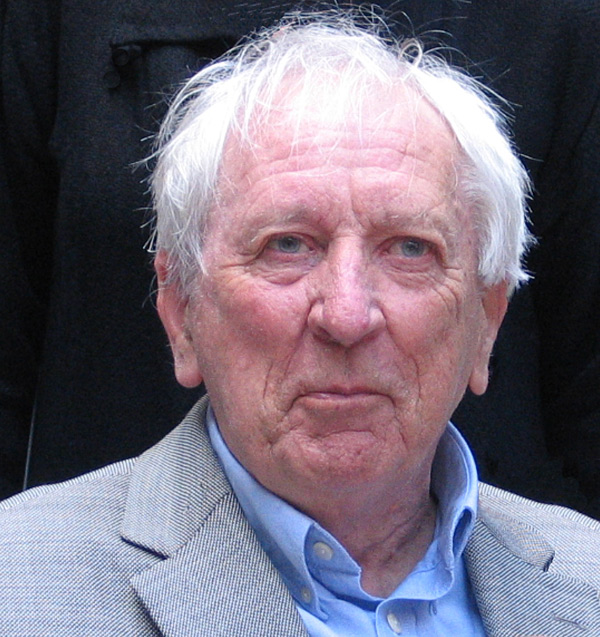
Tomas Tranströmer
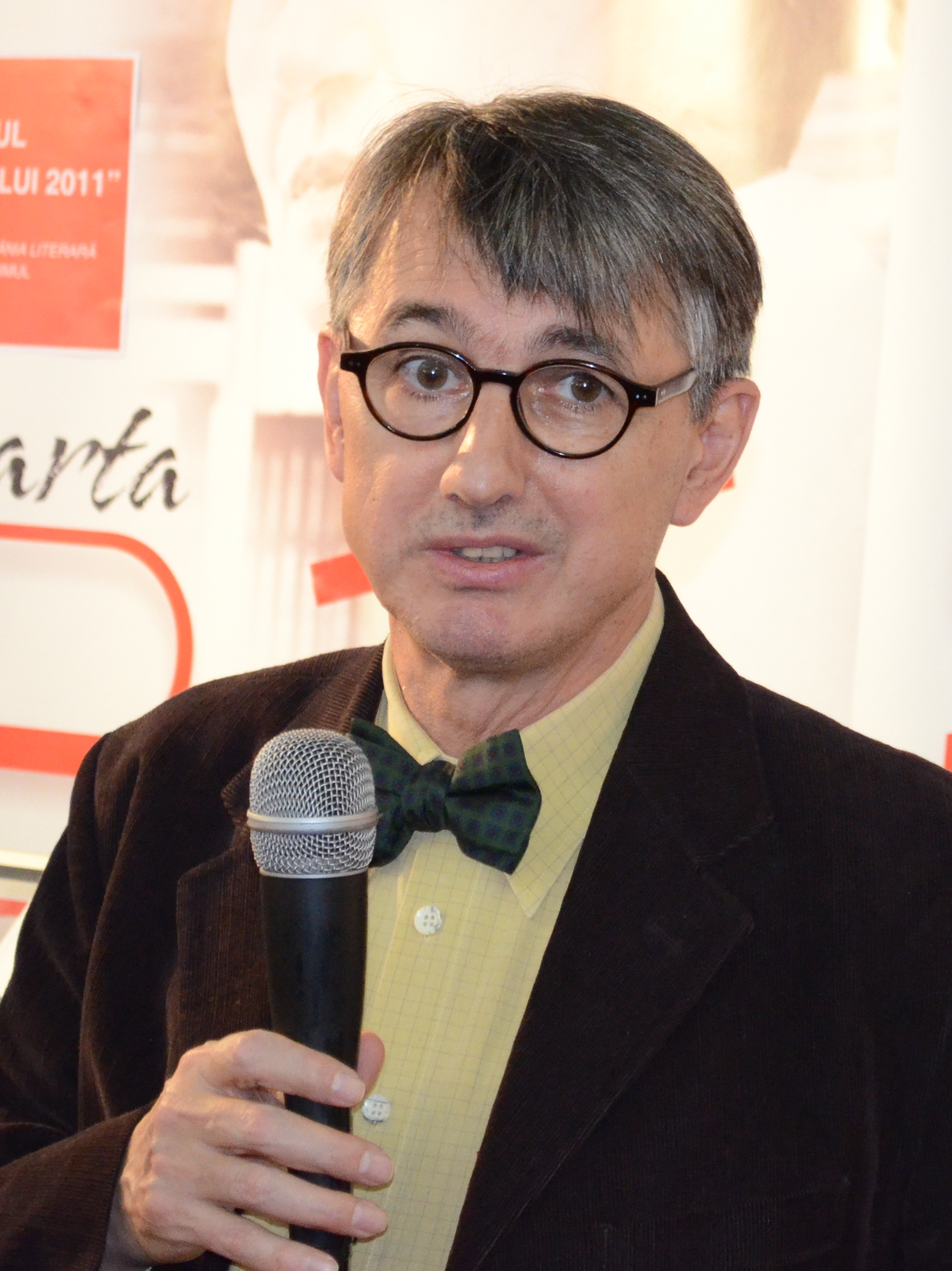
Horia Roman Patapievici

Umorientierung des rumänischen Kulturinstituts
Mitte Juni verfügte Ponta per Eildekret, dass das Rumänische Kulturinstitut (Institutul Cultural Român, ICR) der Autorität des Staatspräsidenten Băsescu entzogen und dem von den Sozialisten dominierten Senat unterstellt wurde. Zugleich besagte das Dekret, dass das ICR fortan vor allem die bisher „vernachlässigte“ nationale Identität der im Ausland lebenden Rumänen fördern solle.
Außerdem sollte die Führungsmannschaft ausgetauscht werden. Das ICR förderte nach dem Modell des British Council und des Goethe-Instituts rumänische Künstler im Ausland und wurde vielfach von den internationalen Institutionen für seinen Beitrag zum interkulturellen Austausch gelobt.
Tausende von Kulturschaffenden – darunter auch die Literatur-Nobelpreisträger Elfriede Jelinek, Herta Müller und Tomas Tranströmer, sowie die Kuratoren des New Yorker Museum of Modern Art – befürchteten, dass das ICR seine kulturelle Autonomie verlieren könnte. Hunderte rumänische Künstler richteten aus Protest gegen eine Umstrukturierung eine Petition an die Regierung.
Die Künstler und Intellektuellen äußerten Bedenken hinsichtlich der Unabhängigkeit der kulturellen Einrichtungen in Rumänien und befürchteten, dass die Regierung sie als „Propaganda-Werkzeug“ zu nationalistischen Zwecken nutzen will.

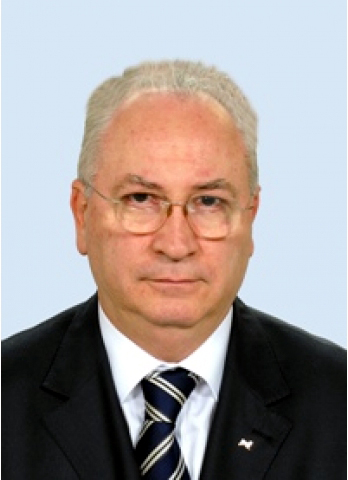
Puiu Hașotti

Der Regisseur Cristi Puiu kritisierte, die Regierung ignoriere, dass es dem ICR erstmals gelungen sei, ein neues Bild von Rumänien zu zeigen. Es sei nun nicht mehr nur von Dracula, Ceaușescu und Straßenkindern geprägt. „Es ist ein trauriger Tag für die Kultur“, sagte Puiu.
Aus Protest gegen Pläne der Regierung hatte die Leitung des ICR am 24. Juli ihren Rücktritt angekündigt. „Eine [bisher] europäische Agenda wurde durch eine nationalistische ersetzt“, sagte der Direktor des ICR, Horia Roman Patapievici. Er befürchtete, dass das Programm des ICR „provinzieller“ werde. „Wir können nicht mehr gegen den Willen der Regierung kämpfen, das Rumänische Kulturinstitut in ein Propaganda-Werkzeug für nationalistische Zwecke umzugestalten“, sagte der scheidende Leiter des Instituts. „Dieser ‚Blitzkrieg‘ gegen staatliche Institutionen zeigt, wie fragil der rumänische Staat ist.“ Er zeigte sich „sehr pessimistisch“ und glaubte, dass die Krise in Rumänien noch Monate andauern werde. „Leider sind den meisten rumänischen Politikern Grundsätze wie Respekt für das Gesetz und maßvolles Handeln unbekannt.“
Ministerpräsident Ponta hatte einen „Mangel an Dialog“ eingeräumt, weigerte sich aber nachzugeben und sagte, dass das Institut nicht unter der Vormundschaft des suspendierten Präsidenten bleiben sollte.
Der rumänische Minister für Kultur, Puiu Hașotti erklärte, dass die Änderungen in den Statuten des ICR keinen Einfluss auf die Tätigkeit des Instituts haben werde. Das ICR steht jedoch nach eigenen Angaben vor dem Ruin, nachdem die Regierung bei ihrer Haushaltsumschichtung den Etat der Kultureinrichtung um ein fast ein Drittel (14,5 Millionen Lei, Etat 2012 war ursprünglich 43 Millionen Lei) gekürzt hat. Man werde die meisten der anvisierten oder bereits eingeleiteten Projekte umgehend einstellen müssen, teilte Generalsekretär Dan Croitoru letzte Tage mit.

#### Europäische Union stellt Rumänien unter Aufsicht

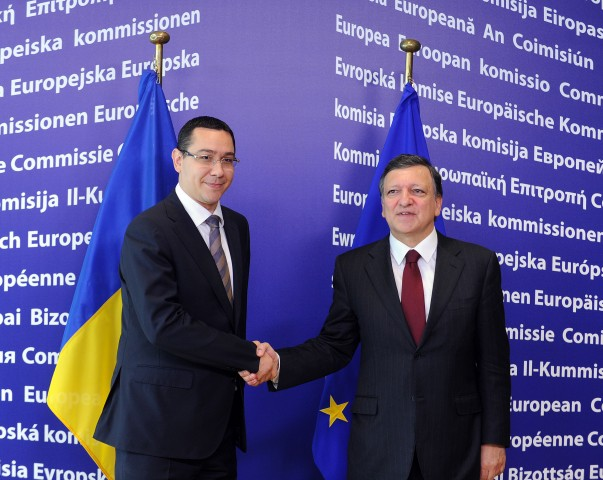
Ponta und Barroso im Juli 2012

Am 12. Juli fand ein Gespräch zwischen dem EU-Kommissionsvorsitzenden José Manuel Barroso und Victor Ponta statt. Der rumänischen Regierung wurde ein Fragen- und Auflagenkatalog zur umgehenden Beantwortung und Umsetzung bis Jahresende vorgelegt. Der Katalog verlangte den Rücktritt von Ministern, deren Integrität in Frage steht, sowie die Rücknahme der wesentlichen Schritte, mit denen das Bündnis USL wesentliche Machtstellen im rumänischen Staat übernommen und Kontrollmechanismen ausgeschaltet hatte. So solle das Parlament die Zuständigkeit für das Amtsblatt zurückerhalten. Zudem solle ein parteiübergreifend akzeptierter Volksanwalt zur Korruptionsbekämpfung eingesetzt sowie der Generalstaatsanwalt und der Chef der Anti-Korruptionsbehörde transparent bestimmt werden. Weiterhin wurde die endgültige Annullierung zweier Dekrete verlangt, gegen die sich inhaltlich bereits vorher das rumänische Verfassungsgericht ausgesprochen hatte. Das eine Gesetz sah vor, dass das Verfassungsgericht nicht mehr über Parlamentsbeschlüsse urteilen darf; das andere gab vor, dass es keine Mindestbeteiligung der Wahlberechtigten an Referenden geben müsse. Die Kommission teilte mit, Ponta habe inzwischen schriftlich zugesagt, alle Reformen umzusetzen. Die Kommission werde dies durch „regelmäßige Missionen“ vor Ort überprüfen und im Dezember einen neuen Bericht vorlegen. Jedoch meldete die Frankfurter Allgemeine Zeitung am 26. Juli, dass die Eilverordnung 41 noch immer in Kraft sei und dass dadurch am 29. Juli, dem Tag des Referendums, „dem Wahlbetrug Tür und Tor“ geöffnet sei. Reuters meldete am Tag des Referendums, dass auch die Position des Volksanwalts bisher nicht mit einer neutralen Person besetzt worden sei.
Mitte Juli kündigte EU-Kommissionschef Jose Manuel Barroso an, das Land bis Jahresende unter verschärfter Beobachtung zu behalten. „Rumänien ist vom Abgrund zurückgewichen, aber wir können noch nicht sagen, dass wir das Ende des Prozesses erreicht haben. Die Umsetzung der Verpflichtungen muss nun beobachtet werden – was im Sinne der rumänischen Bürger ist.“

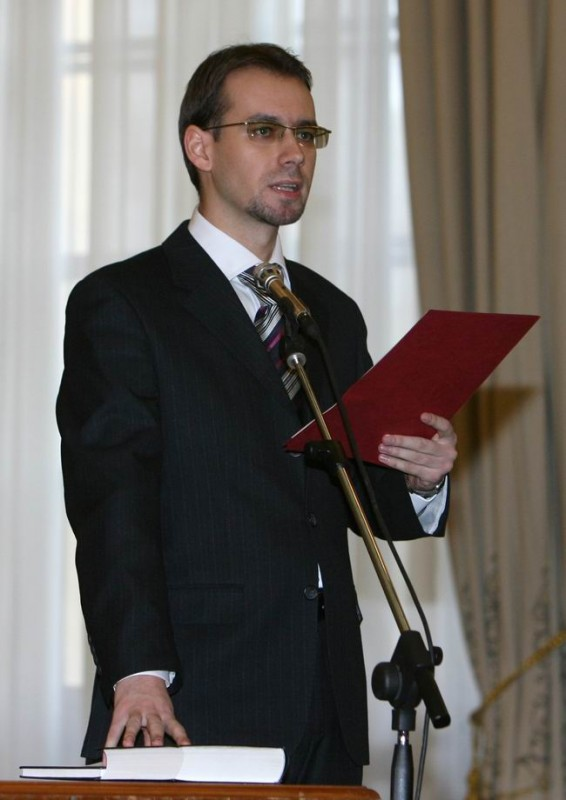
Tudor Chiuariu

Der halbjährliche Fortschrittsbericht Rumänien der Europäischen Kommission vom 18. Juli besagte, dass die jüngsten politischen Turbulenzen in Bukarest „Bedenken verstärkt“ hätten, dass Rumänien sein Staatswesen wirklich „unumkehrbar und nachhaltig“ reformiere. Die Rechtsstaatlichkeit und das demokratische Prinzip der Gewaltenteilung seien in Gefahr, erklärte Barroso in Brüssel. „Die Ereignisse in Rumänien haben unser Vertrauen erschüttert.“ Der Glaube an Rumänien könne „nur zurückgewonnen werden durch den Beweis, dass Recht über Parteiinteressen stehe, durch Respekt vor Rechtsstaatlichkeit und nachhaltigen Reformen“. Der Bericht löste am Folgetag zum Teil heftige Reaktionen in Rumänien aus. Der ehemalige Justizminister Tudor Chiuariu nannte den Bericht eine „Kränkung des rumänischen Volkes“, dieser könne als „Waffe“ missbraucht werden.
Übergangspräsident Crin Antonescu behauptete, es gebe keine Liste von Forderungen der EU an Rumänien, denn „das wäre eine unannehmbare und unvorstellbare Überschreitung der Kompetenzen von Herrn Barroso.“ Er verwahrte sich gegen jegliche Kritik des Auslands, er akzeptiere „keine Befehle“ von außen. „Wir sind keine Brüsseler Kolonie.“ „Die rumänischen Gesetze werden in Rumänien geschrieben – und nicht woanders verhandelt.“ Antonescu erklärte, die Regierung werde den anstehenden Entscheid des Verfassungsgerichts über die Gültigkeit des Referendums anerkennen: „Wir werden auf der Grundlage des Respekts aller zuständigen Institutionen handeln, ob es sich um die Wahlkommission oder das Verfassungsgericht handelt.“
Ponta hatte in Brüssel abgewiegelt: „Ich werde auf alle zulässigen Bedenken unserer europäischen Partner reagieren. Und ich versichere im Namen der Regierung, dass alle notwendigen Maßnahmen unternommen werden, damit wir das Vertrauen wiederherstellen, dass die rumänischen Institutionen demokratisch und verfassungsgemäß arbeiten.“ Ponta bezeichnete die öffentlich gewordene Liste mit elf Forderungen als „Liste von Fragen“, auf die er schriftlich antworten werde. Ponta sagte, bei seinem Besuch in Brüssel habe er zeigen müssen, dass Präsident Băsescu eine „lügnerische Verleumdungskampagne gegen Rumänien führt“. Băsescu wehre sich gegen seine Absetzung, weil er wisse, dass er danach vor Gericht gestellt werde; Băsescu kämpfe um seine Freiheit und sein Leben. Seinen internen Kritikern warf er „faschistische Propaganda“ vor. Auch der zu dieser Zeit amtierende Justizminister Titus Corlățean sprach von einer Kampagne gegen Rumänien. Manche EU-Staaten wollten die Krise nutzen, um den Beitritt Rumäniens zum Schengen-Gebiet zu erschweren.

##### Reaktion der politischen Welt

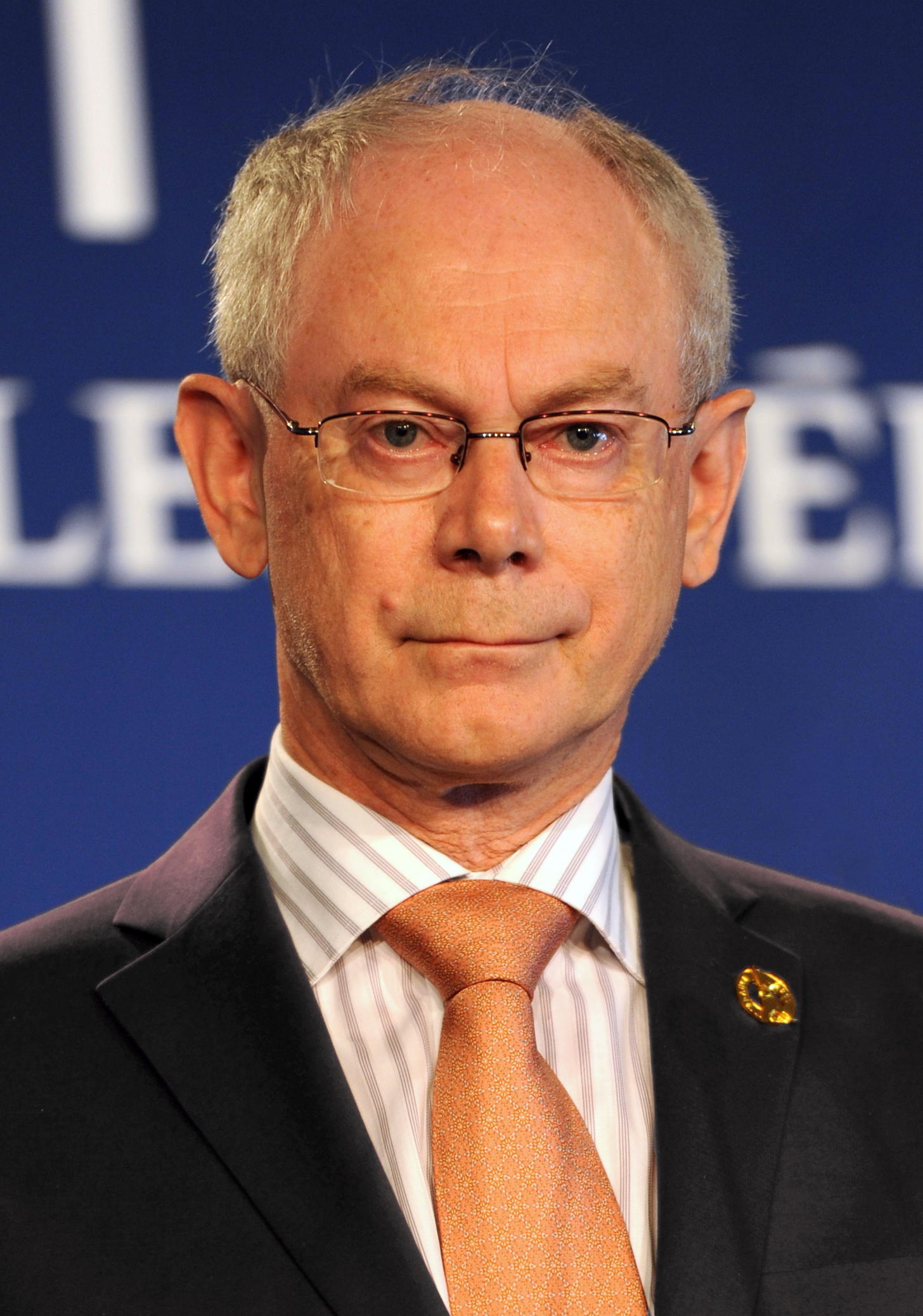
Herman Van Rompuy
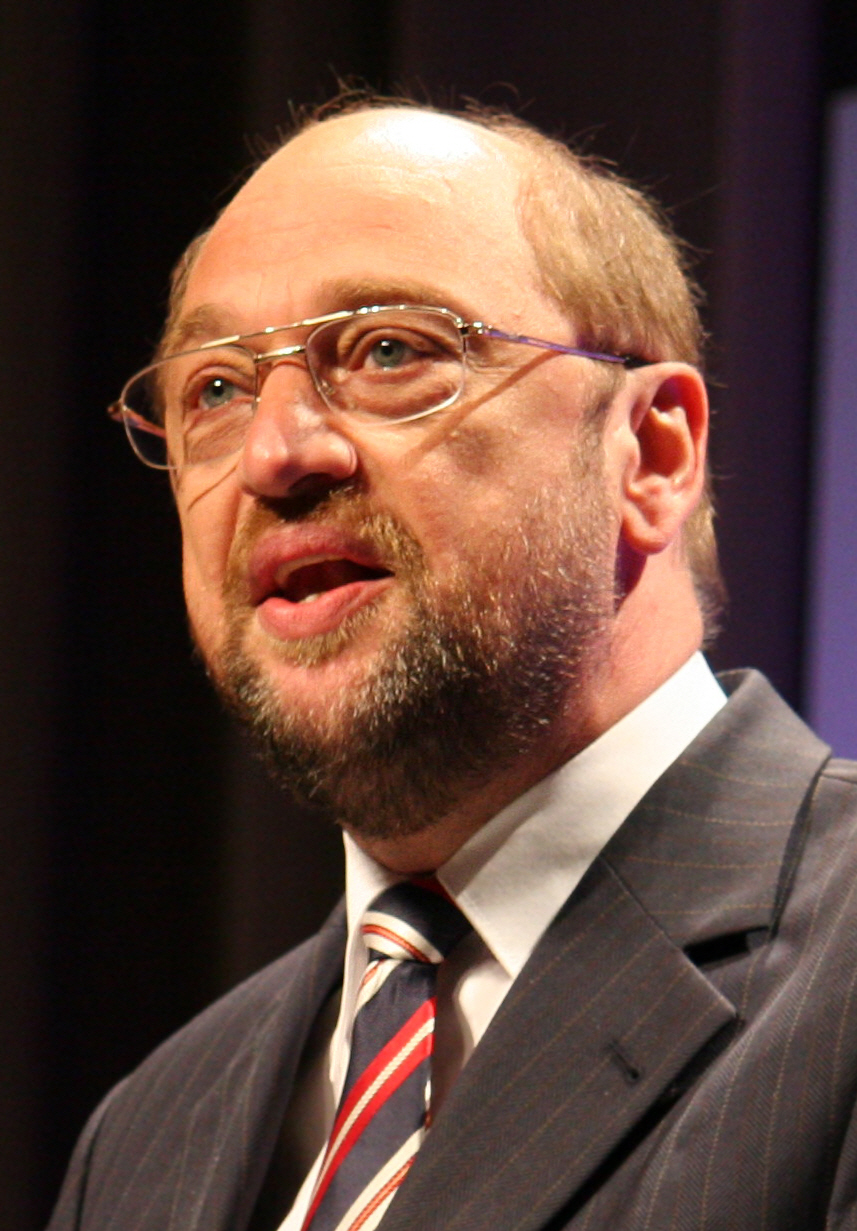
Martin Schulz
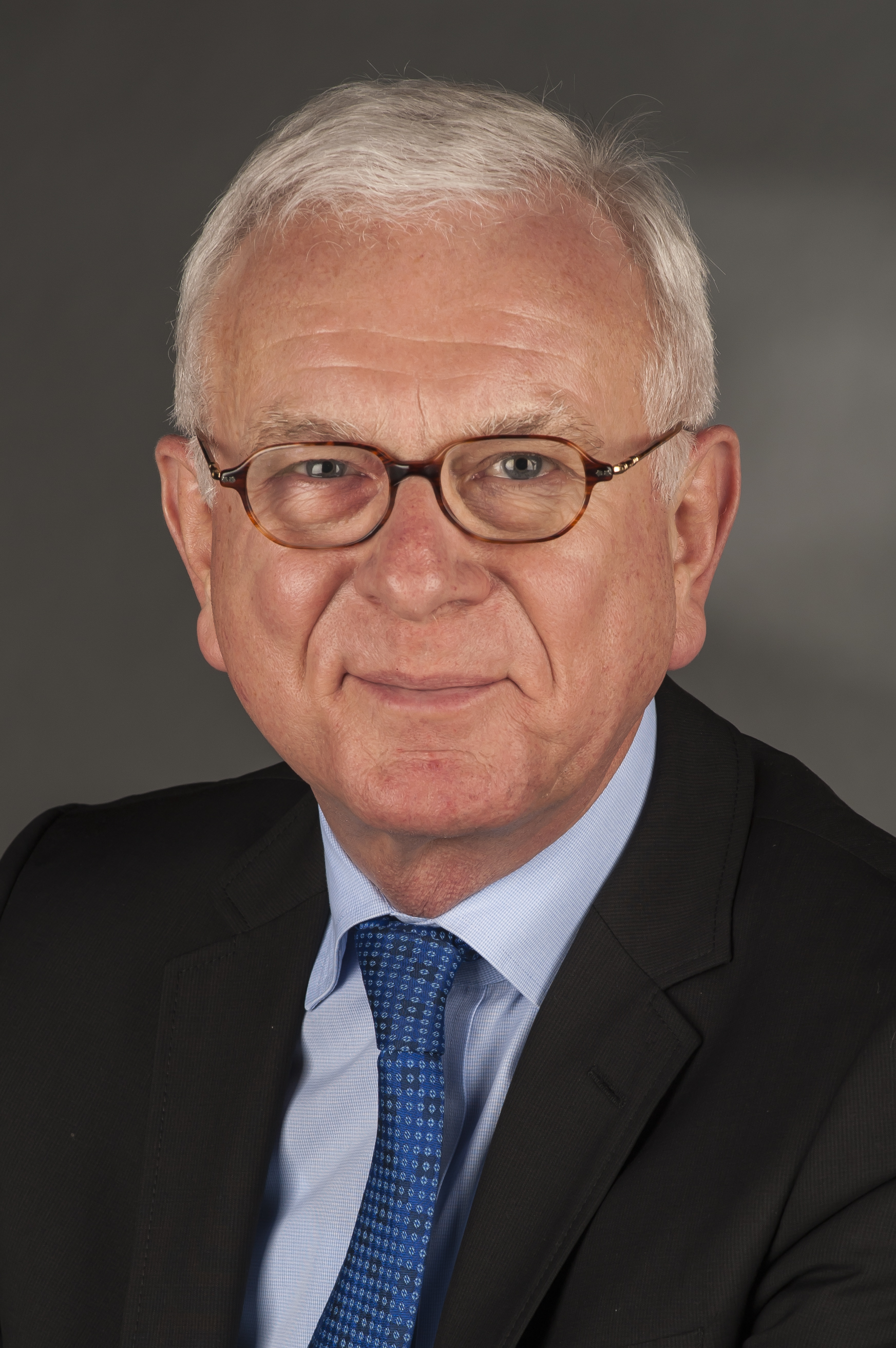
Hans-Gert Pöttering

- Europäische Union

In einem Bericht der EU-Kommission wurde die Rechtsstaatlichkeit in Rumänien kritisiert und festgestellt, dass nach fünf Jahren EU-Mitgliedschaft Rumäniens und Bulgariens beide Länder noch keine überzeugenden Reformen ihres Justizsystems vorweisen können. Der Präsident des Europäischen Rates Herman Van Rompuy sagte, er sei „sehr besorgt“, was die Rechtsstaatlichkeit und die Unabhängigkeit des Justizwesens betreffe.
Der Präsident des Europäischen Parlamentes, Martin Schulz (SPD), übermittelte dem rumänischen Ministerpräsidenten Victor Ponta seine Sorge über rechtsstaatliche Defizite des Landes: „Wichtige Gesetze sollten nicht durch Notverordnungen geändert werden“, sagte Schulz nach dem Treffen der beiden Sozialdemokraten in Brüssel. Demokratie und Rechtsstaatlichkeit seien Teil des europäischen Wertefundaments und duldeten „keine Ausnahme“. Zugleich warf er den EU-Staaten vor, den rumänischen Präsidenten und Ponta-Rivalen Traian Băsescu in einem vergleichbaren Fall 2009 nachsichtiger behandelt und damit „Doppelstandards“ angelegt zu haben.
Der frühere Präsident des Europäischen Parlamentes, Hans-Gert Pöttering (CDU), urteilte: „Rumänien ist ganz offensichtlich zu früh Mitglied der Europäischen Union geworden“.
Der österreichische Europapolitiker Hannes Swoboda, Vorsitzender der Sozialdemokratischen Parteien im EU-Parlament, trat am 16. Juli als energischer Verteidiger der Regierung in Bukarest in Erscheinung und gab Staatsoberhaupt Traian Băsescu alle Schuld an den Turbulenzen. Er wies darauf hin, dass das Amtsenthebungsverfahren in der rumänischen Verfassung verankert sei. Die Fraktion werde jedoch „die Empfehlungen der Kommission unterstützen, vor allem jene, die sich auf die Justizreform und die Einhaltung der Rechtsstaatlichkeit beziehen“, betonte Swoboda am 18. Juli. „Manche von den kürzlich getroffenen problematischen Entscheidungen müssen rückgängig gemacht werden.“ Pontas Regierung solle die verschiedenen Empfehlungen „so rasch wie möglich umsetzen, um eine neue und moderne verfassungsrechtliche Basis zu schaffen“. Den Bericht solle sie „als Leitlinie verstehen und die historische Chance ergreifen, ein funktionsfähiges und unabhängiges Justizsystem zu etablieren“.
Joseph Daul, Vorsitzender der Fraktion der Europäischen Volkspartei (Christdemokraten) nannte die Einleitung des Amtsenthebungsverfahren und den Austausch beider Parlamentspräsidenten einen „Staatsstreich“. „Die europäischen Institutionen müssen geeignete Maßnahmen ergreifen, um den Rechtsstaat in allen Mitgliedstaaten der Union zu garantieren.“ Auch Elmar Brok (CDU), Vorsitzender des Ausschusses für auswärtige Angelegenheiten, Menschenrechte, Gemeinsame Sicherheit und Verteidigungspolitik, sprach von einem „Staatsstreich“. Susanne Kastner (SPD), Vorsitzende der Deutsch-Rumänischen Parlamentariergruppe: „Von einem Staatsstreich zu sprechen, halte ich schon für sehr vermessen“. Gemäß Daniel Cohn-Bendit, (Bündnis 90/Die Grünen und Europe Écologie-Les Verts), Leiter der Grünen-Fraktion im Europaparlament, „zeigen SPD wie Union wahlweise Beißhemmung“, wenn es um die Frage geht, wie das Vorgehen der rumänischen Parteifreunde Ponta und Băsescu zu bewerten ist.
Der Europaabgeordnete und stellvertretende Vorsitzende der christdemokratischen Europäischen Volkspartei-Fraktion Manfred Weber (CSU) machte Ponta für die Entfremdung seines Landes von der EU verantwortlich. „Wir waren definitiv schon weiter mit Rumänien und Bulgarien und wir erleben jetzt einen Rückschritt, den Ponta zu verantworten hat. […] Ponta hat dem Land einen Bärendienst erwiesen.“ Um Bukarest zum Einlenken zu zwingen, schlug Weber vor, EU-Gelder auf Eis zu legen. „Es gibt ja auch andere Möglichkeiten, das Handeln zu erzwingen. Dafür könnte man EU-Gelder sperren im letzten Schritt.“
Führende Mitglieder des Europäischen Parlaments von der Europäischen Volkspartei, darunter Markus Ferber, Elmar Brok, und Alain Lamassoure erörterten eine mögliche Suspendierung des Stimmrechts Rumäniens im Rat der Europäischen Union nach Artikel 7 des EU-Vertrags. Dieser sieht bei einer „schwerwiegenden und anhaltenden Verletzung“ der Grundwerte der EU die Aussetzung der Mitgliedsrechte eines Staates vor. Dies müsste von den anderen EU-Staaten einstimmig beschlossen werden. „Falls die Lage sich verschlechtert, weil die rumänischen Stellen die von ihnen übernommenen Verpflichtungen nicht ernst nehmen, dann stehen den EU-Institutionen Waffen zur Verfügung und dazu gehören dann auch alle Artikel des Vertrages“.
Als Reaktion auf die „rechtsstaatlich bedenklichen Vorkommnisse in Rumänien“ will die Kommissarin für Justiz, Grundrechte und Bürgerschaft Viviane Reding das Amt eines europäischen Justizministers schaffen. Dieser solle das Recht haben, vor dem Europäischen Gerichtshof zu klagen, wenn die Unabhängigkeit der Justiz in einem Mitgliedsstaat gefährdet sei. Reding sagte: „Wir erwarten, dass unsere Forderungen eins zu eins umgesetzt werden. Bisher ist ja noch nichts geschehen. Rumänien hat zwar in den vergangenen Jahren Fortschritte bei der Justizreform gemacht. Jetzt aber wurde das alles durch eine Art Notverordnungsputsch in einem Handstreich in ein, zwei Wochen null und nichtig gemacht. Was in Rumänien geschehen ist, widerspricht allen rechtsstaatlichen Regeln, die wir in der EU haben.“ Am 25. Juli legte Reding nach: „Ich bin immer noch sehr besorgt über den Zustand der Demokratie in Rumänien – und die EU-Kommission ist es auch“. Sie erhalte nach wie vor Hunderte Briefe, in denen von schockierenden Zuständen die Rede sei. Da sich die Regierung des umstrittenen Ministerpräsidenten Victor Ponta zudem „an Taten und nicht bloß an Worten“ messen lassen müsse, werde Brüssel die Entwicklung vor Ort genau im Auge behalten.
- Europarat

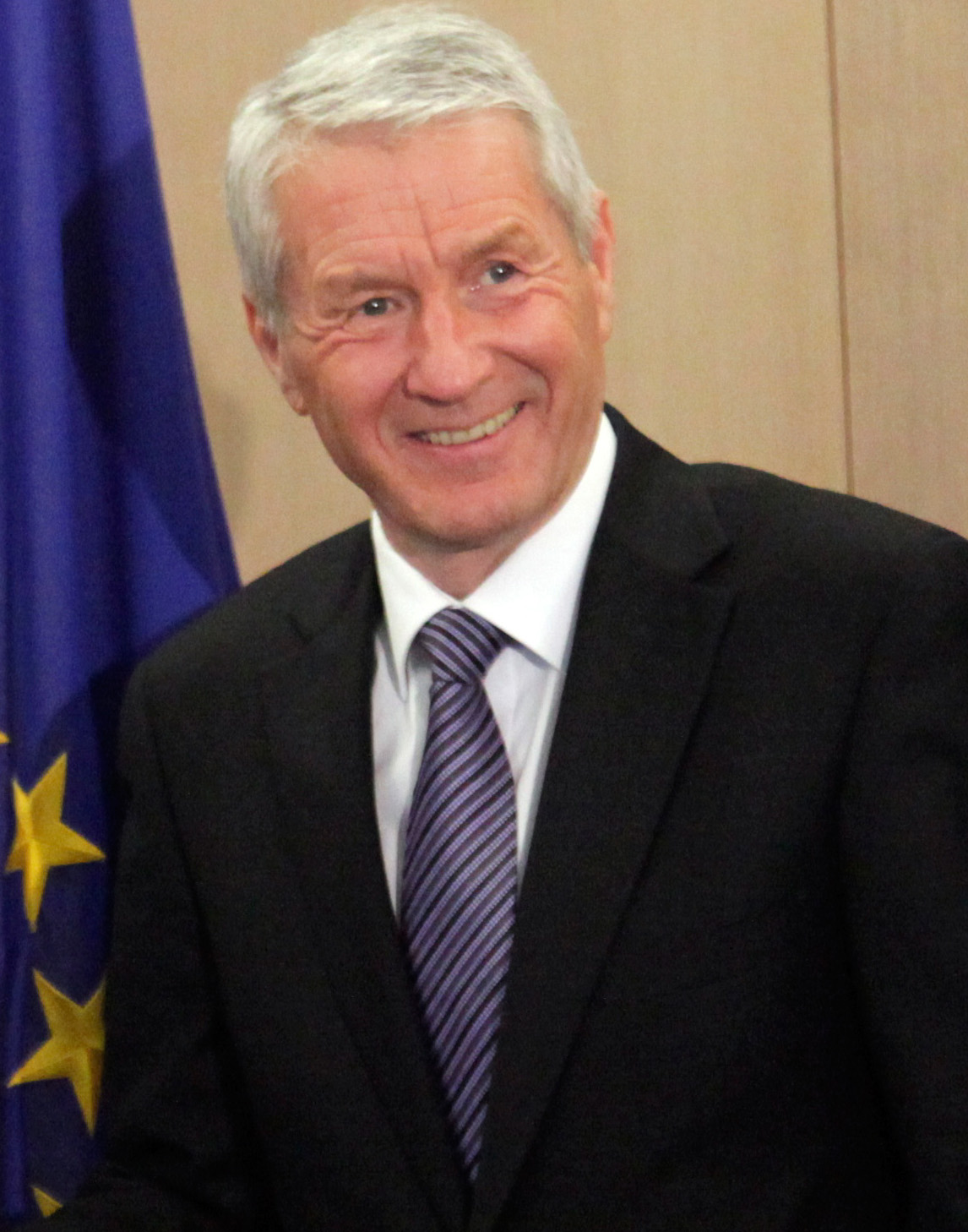
Thorbjørn Jagland

Thorbjørn Jagland, der Generalsekretär des Europarates, zeigte sich „sehr besorgt“ über die jüngsten Entwicklungen in Rumänien, „besonders über Maßnahmen der Regierung und des Parlaments gegenüber demokratischen Schlüsselinstitutionen“. Jean-Claude Mignon, Präsident der Parlamentarischen Versammlung des Europarates (PACE), zeigte seine Besorgnis über die Entwicklungen in Rumänien: „Als Mitgliedsstaat des Europarates muss Rumänien seine eingegangenen Verpflichtungen und die europäischen Normen einhalten. Die Unabhängigkeit der Justiz, insbesondere die des Verfassungsgerichts, ist eine grundlegende Voraussetzung für die Gewährleistung der Rechtsstaatlichkeit in jedem Land“.
Die Venedig-Kommission (Europäische Kommission für Demokratie durch Recht) wurde beauftragt zu prüfen, ob die Maßnahmen in Rumänien mit den Prinzipien der Demokratie und der Rechtsstaatlichkeit vereinbar sind. Die Kommission sah Beteiligungsquoren bei Volksabstimmungen kritisch und empfahl, auf solche Regelungen zu verzichten, da Quoren die Gegner zur Stimmenthaltung anspornen würden.
Der Fraktionspräsident der Sozialdemokraten im Europarat, der Schweizer Andreas Gross, sah Rumänien in einer Staatskrise, für die der EU die passenden Instrumente zur Lösung fehlen. In Rumänien werde die Demokratie auf die Mehrheit reduziert. „Es gibt [in Rumänien] überhaupt keine Kultur des Dialoges, keine Kultur des Kompromisses. Mehrheit bedeutet, alles durchsetzen können.“ Die EU habe keine Kompetenz, sie könne nur indirekt mit dem Beitritt zu Schengen usw. drohen. Dieses sei aber eine sehr autoritäre Art, und es sei auch der Demokratie nicht sehr förderlich, wenn man einfach wie ein Schulmeister auftrete. Im Gegensatz zu den Menschenrechten gebe es bei der Demokratie kein System, kein Frühwarnsystem, „keine 20, 30 Faktoren, mit denen man die Situation eines Landes, die Demokratiehaltigkeit, die Qualität der Demokratie messen kann“.

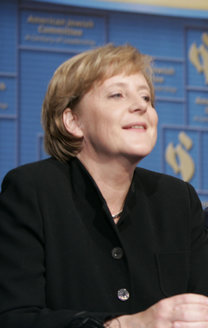
Angela Merkel
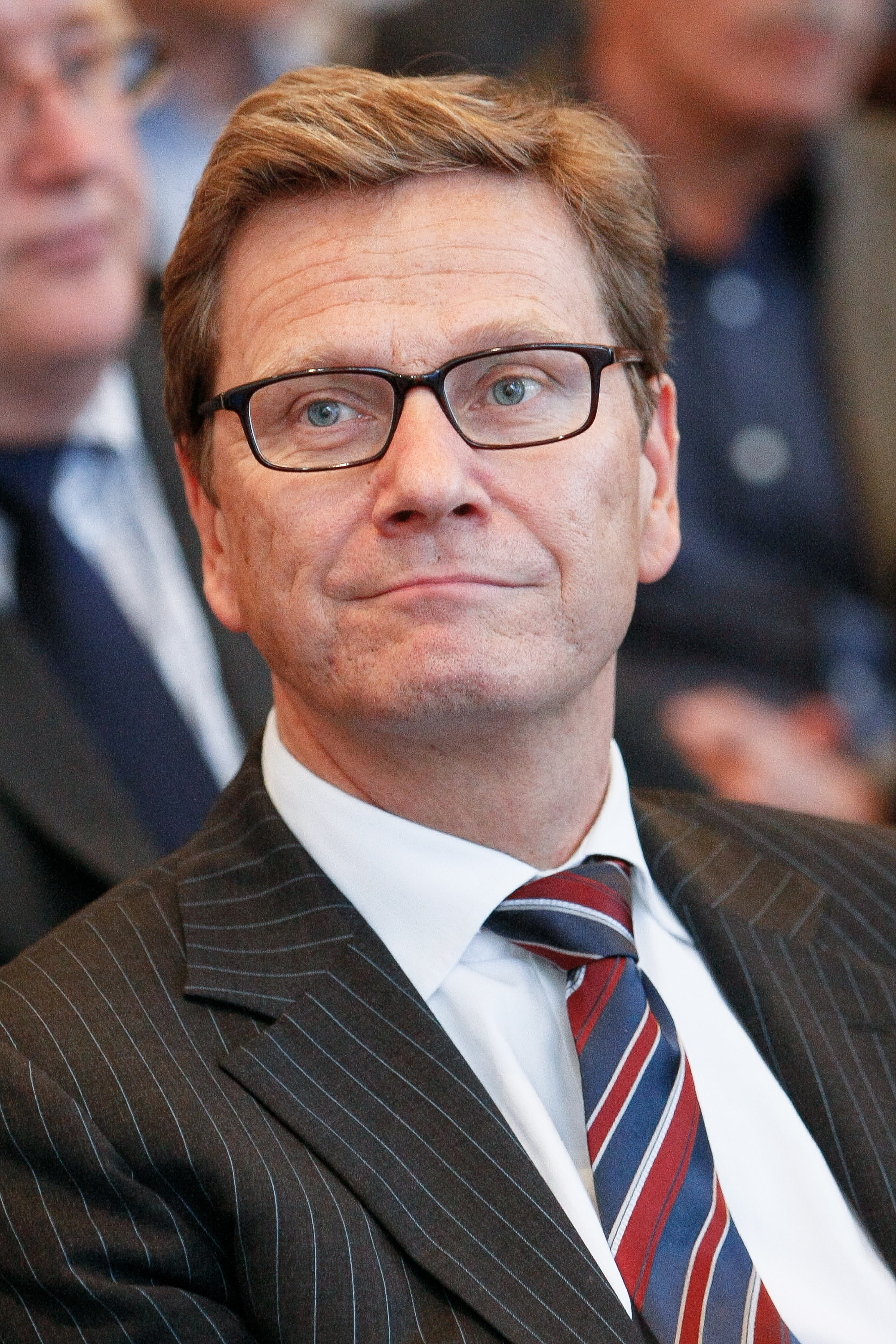
Guido Westerwelle
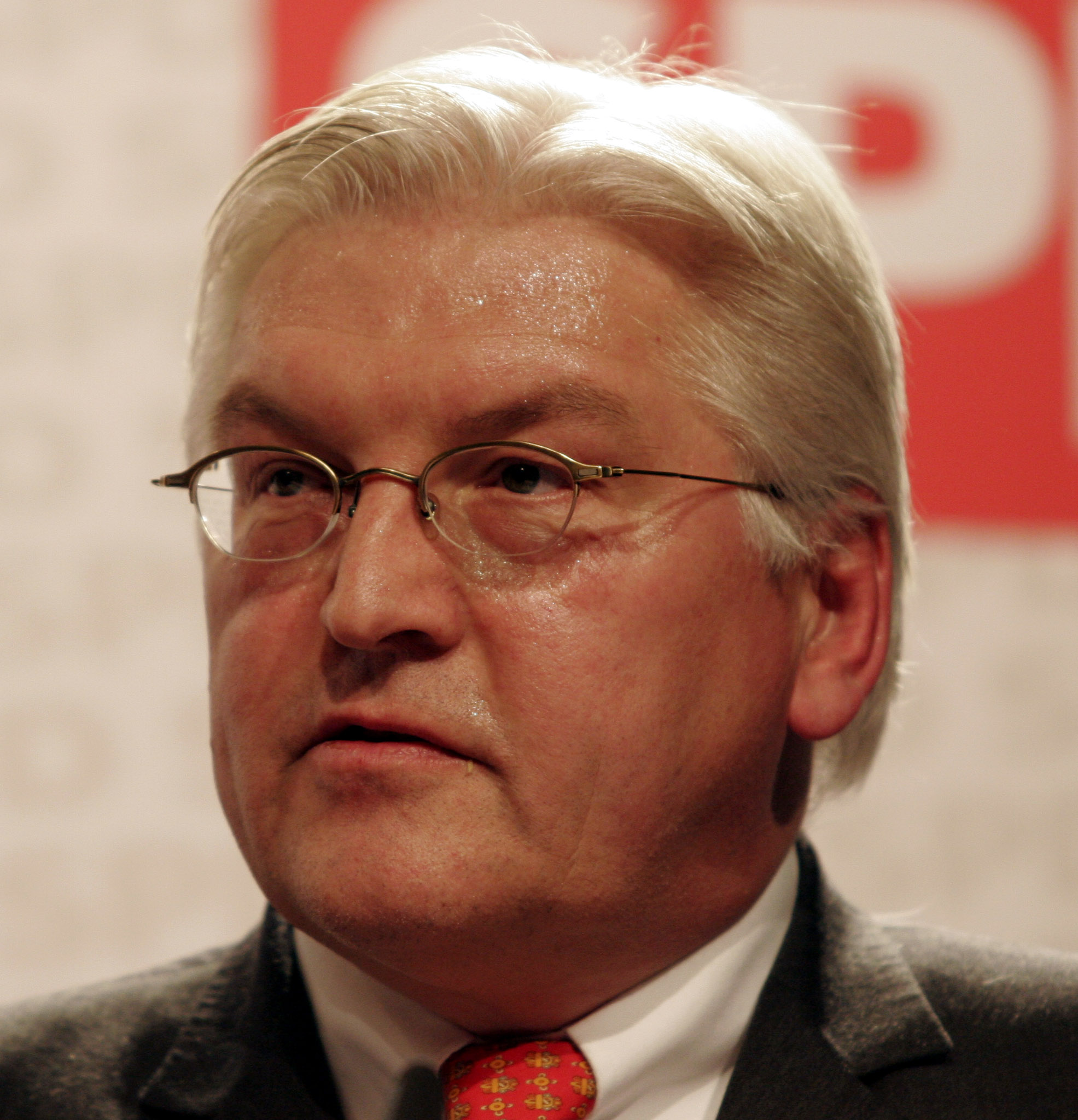
Frank-Walter Steinmeier

- Deutschland

Der Bundesminister des Auswärtigen Guido Westerwelle äußerte sich am 8. Juli besorgt, dass in Rumänien politische Konflikte auf Kosten „grundlegender europäischer Werte“ ausgetragen würden. Die Bundesregierung werde die Entwicklungen „nicht einfach ignorieren“. Am 9. Juli telefonierte Bundeskanzlerin Angela Merkel mit dem rumänischen Präsidenten Băsescu. Die Kanzlerin hielt es für inakzeptabel, wenn in einem Land der EU die Grundprinzipien der Rechtsstaatlichkeit verletzt werden. Alle Regierungen hätten sich an die gemeinsamen Wertevorstellungen zu halten, dies gelte auch für die rumänische. Die Kanzlerin unterstütze die EU darin, gegebenenfalls notwendige Konsequenzen zu ziehen. Victor Ponta bemerkte hierzu: „Angela Merkel wird am 29. Juli [im Referendum] nicht wählen, und ein Mehrheitsentscheid kann weder von Băsescu noch von Merkel geändert werden.“
Der Staatsminister im Auswärtigen Amt, Michael Link, reiste am 12. und 13. Juli zu Gesprächen mit dem rumänischen Außenminister Andrei Marga und anderen nach Bukarest. In den Gesprächen ging es um die innenpolitische Lage sowie um bilaterale und europäische Themen. Die Staatssekretärin im Auswärtigen Amt, Emily Haber, brachte bereits am 5. Juli dem rumänischen Botschafter bei einem Gespräch im Auswärtigen Amt die Besorgnis Deutschlands zum Ausdruck. Am 12. Juli ließ die Kanzlerin den rumänischen Botschafter einbestellen. Angela Merkel ließ anschließend mitteilen, die Bundesregierung sehe „in ernsthafter Weise das Prinzip der Gewaltenteilung“ Rumäniens gefährdet. Regierungssprecher Steffen Seibert sagte, die Bundesregierung habe „große Zweifel an der Legitimität“ der von Pontas Regierung ergriffenen Maßnahmen. „Das Vorgehen der rumänischen Regierung unter Ministerpräsident Ponta in Sachen Amtsenthebungsverfahren gegen Präsident Băsescu ist inakzeptabel. Die Suspendierung Băsescus am Freitag und die Ansetzung des Referendums haben in einer Art und Weise stattgefunden, die die Grundprinzipien der Rechtsstaatlichkeit missachtet und die vor allem den nötigen Respekt vor den Verfassungsorganen vermissen lässt.“

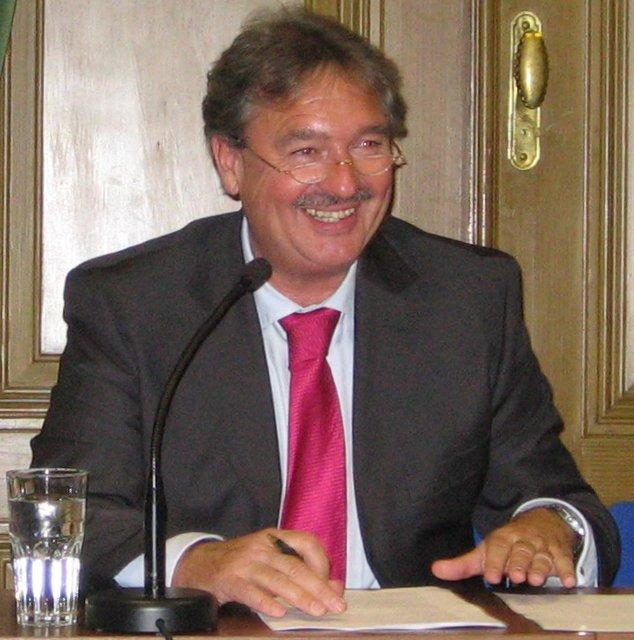
Jean Asselborn
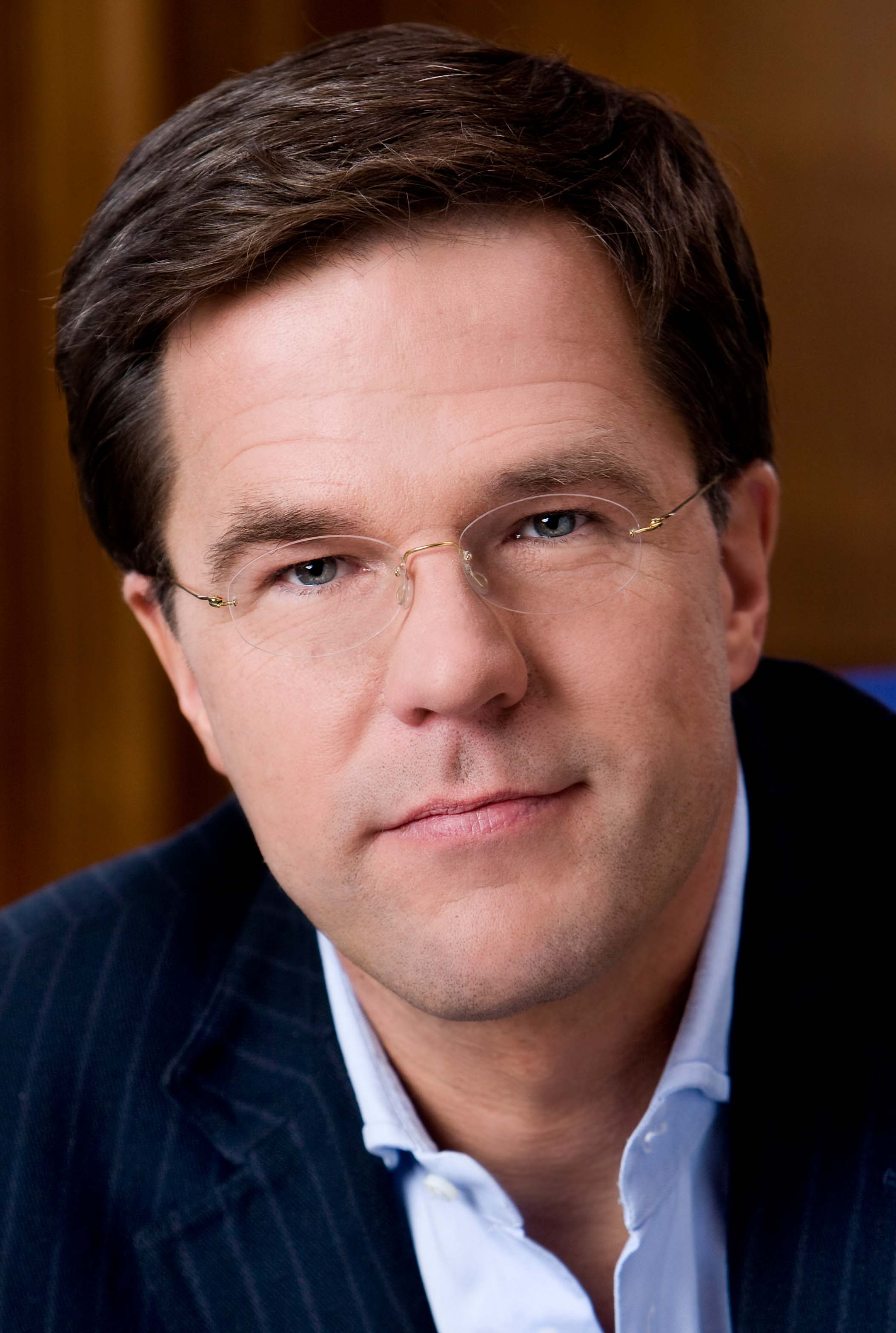
Mark Rutte
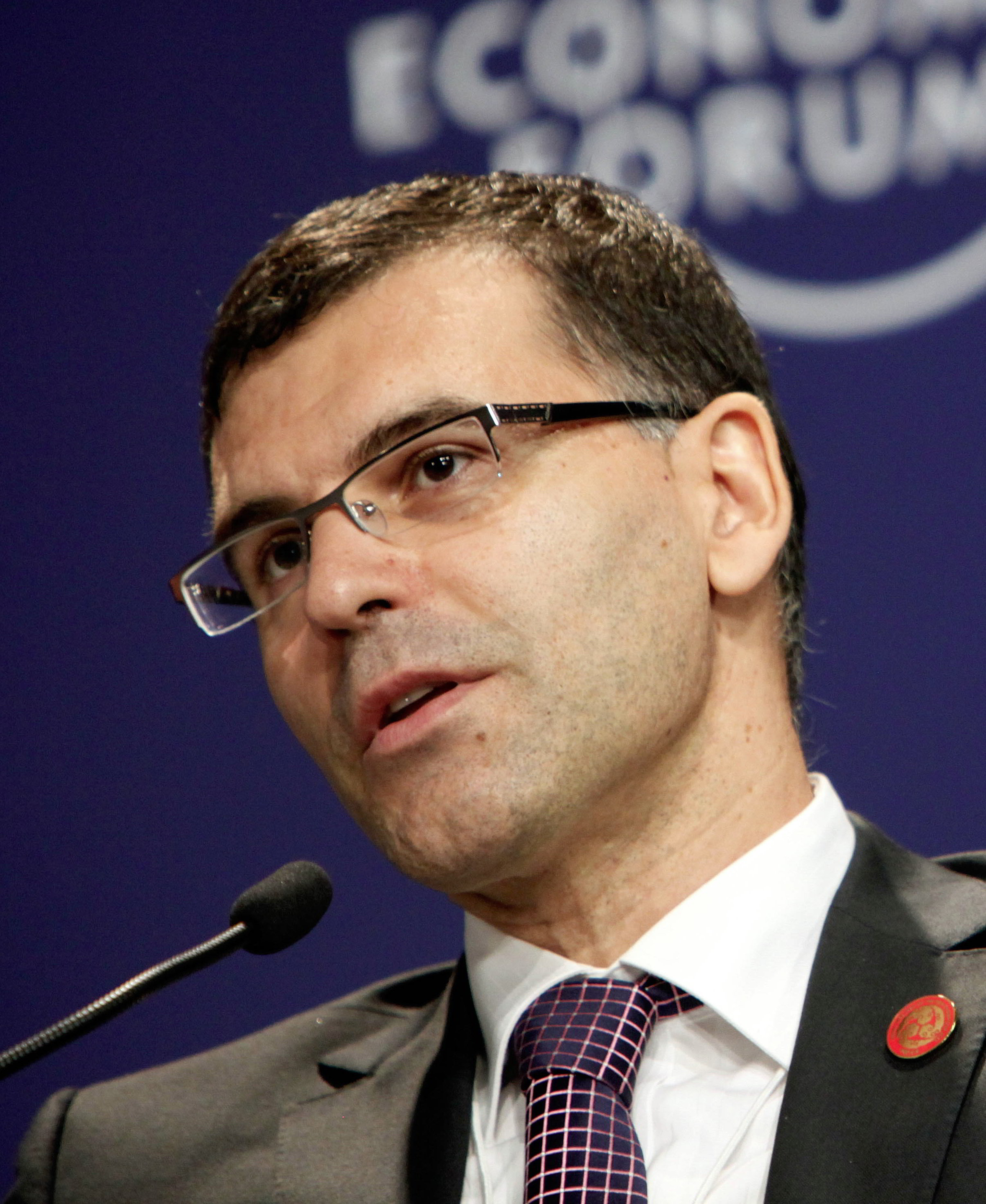
Simeon Djankov
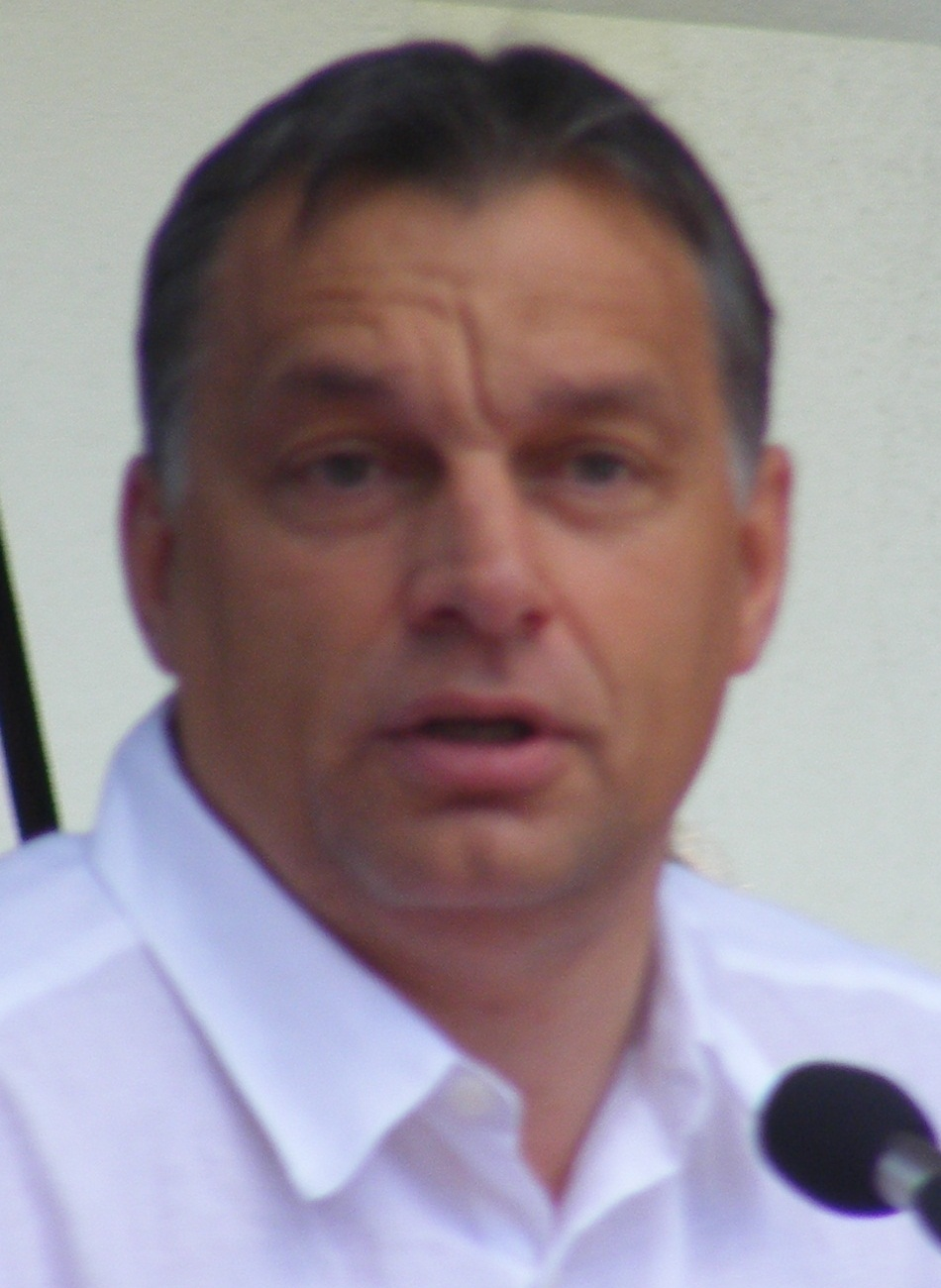
Viktor Orbán
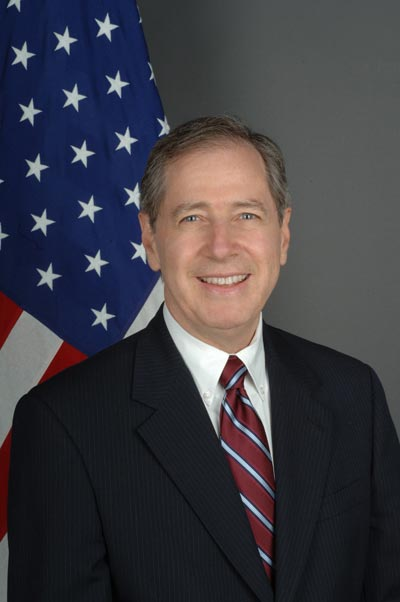
Mark H. Gitenstein

Frank-Walter Steinmeier, Fraktionsvorsitzender der SPD-Fraktion, kritisierte, es sei „nicht hinnehmbar“, dass in Rumänien „demokratische und parlamentarische Spielregeln und Standards überdehnt und verletzt werden“. Axel Schäfer (SPD), stellvertretender SPD-Fraktionschef hielt es für einen „logischen Schritt“, dass Ponta ein Amtsenthebungsverfahren gegen Präsident Băsescu einleitete. Nur so könnten die „anhaltenden Verfassungsbrüche“ des Staatsoberhaupts gestoppt werden.
- Luxemburg

Der luxemburgische Außenminister Jean Asselborn führte aus: „Es kann nicht hingenommen werden, dass Beschlüsse des Verfassungsgerichts per Regierungsdekret kaltgestellt werden. Das sind gravierende Verstöße gegen europäische Rechtsprinzipien, die nicht akzeptabel sind.“ Die Rumänen hätten, vor allem in der Zeit des Diktators Ceausescu, lange unter dem Unrechtsstaat gelitten. „In diese Zeit darf das Land nicht zurückfallen.“ Das Parlament in Bukarest maße sich an, Recht zu sprechen, dies sei aber Aufgabe der Richter. „Als Sozialdemokrat bin ich von den Handlungen einiger Politiker […], die sich wie Putschisten benehmen, entsetzt“.
- Niederlande

Staatssekretär Christophe Kamp, Sprecher für auswärtige Angelegenheiten der Niederlande, sagte: „Es ist wichtig für Rumänien die Verfassung und Gesetze zu beachten.“ Er fügte hinzu, dass die Niederlande die Situation aufmerksam verfolgten.
2011 war der Eintritt in den Schengen-Raum Rumäniens und Bulgariens am Widerstand der Niederlande gescheitert, die auf EU-Ebene ihr Veto einlegten. Obwohl den beiden Ländern mehrmals die Erfüllung aller technischer Vorgaben bestätigt worden war, forderten die Niederlande als Bedingung für ihre Zustimmung zwei positive Berichte der EU-Kommission über die Fortschritte bei Korruptionsbekämpfung und Justizreform. Seit ihrem EU-Beitritt 2007 unterliegen die Länder einem Beobachtungsmechanismus, bei dem die EU-Kommission regelmäßig Fortschrittsberichte erstellt. Rumänische Regierungsvertreter sowie Präsident Băsescu hatten die Schengen-Blockade der Niederlande als Konzession der Mitte-rechts-Regierung unter Premierminister Mark Rutte an die rechtspopulistische Partij voor de Vrijheid (PVV) unter dem Koalitionspartner Geert Wilders gewertet, die die Regierung im Parlament stützte. In der Folge blockierte Rumänien niederländische Tulpenimporte. Die rumänischen Behörden teilten mit, allen beschlagnahmten Ladungen seien Proben entnommen worden, die auf „Bakterien“ untersucht werden sollten. Nach Ansicht niederländischer Europaabgeordneter sah dies „stark nach Erpressung aus“.
Zehn osteuropäische Staaten hatten im Februar gegen eine Website der PVV protestiert, auf der sich Bürger über Osteuropäer beschweren konnten. Die Botschafter und Geschäftsträger von Polen, Bulgarien, Rumänien, Ungarn und weiteren Ländern in den Niederlanden verurteilen in einem offenen Brief das Abzielen auf eine bestimmte Personengruppe als „diskriminierend und herabwürdigend“. Auf der Website Meldestelle für Störungen durch Osteuropäer rief die PVV dazu auf, Probleme zu melden, die durch die Öffnung des Arbeitsmarktes für Menschen aus den ost- und mitteleuropäischen EU-Staaten entstünden. Die Beschwerden würden an das Arbeitsministerium weitergeleitet. Der PVV zufolge sorgt die massive Einwanderung von bisher 200.000 bis 300.000 osteuropäischen Arbeitskräften „für viele Probleme“ wie „Belästigungen, Umweltverschmutzung, Verdrängung vom Arbeitsmarkt, Integrations- und Wohnungsprobleme“. Die Botschafter riefen die niederländische Regierung auf, sich von dem Aufruf zu distanzieren. Die osteuropäischen Arbeitnehmer leisteten einen deutlichen Beitrag zum niederländischen Wirtschaftswachstum. Die Mitte-rechts-Regierung unter Mark Rutte, die von der PVV geduldet wird, lehnte es ab sich von der Internetseite zu distanzieren. Rutte sagte wiederholt, er werde „nicht Stellung nehmen“, schließlich handle es sich nicht um eine Seite seiner Regierung, sondern um die einer politischen Partei.
- Bulgarien

Bulgariens Finanzminister Simeon Djankow meinte auf die Frage, ob die Märkte Bulgarien nicht mit den Nachbarländern „in einen Topf werfen“ werfen würden:
„Die Situation [in Rumänien] macht uns große Sorgen. Auch Rumänien hat wichtige Reformen umgesetzt, deren Erfolge jetzt auf dem Spiel stehen. Im Süden haben wir Griechenland und seine Probleme, im Norden Rumänien: Es wird immer schwerer, unsere Region nach außen als stabil zu präsentieren.“
- Ungarn

Bei seinem alljährlichen Treffen mit Vertretern der ungarischen Minderheit im rumänischen Kurort Băile Tușnad rief der ungarische Ministerpräsident Viktor Orbán die Rumänen am 28. Juli indirekt auf, Băsescu beim Referendum zu unterstützen: „Ich bitte die hier lebenden Rumänen und auch die hier lebenden Ungarn, gute Entscheidungen zu treffen, zum Beispiel, indem sie keine Entscheidung treffen.“ Orbán hatte zwei Tage zuvor in Budapest bereits Solidarität für Băsescu bekundet. Die Europäische Volkspartei (EVP), zu der auch seine Partei Fidesz – Ungarischer Bürgerbund gehört, stehe „entschlossen hinter Băsescu“. In Rumänien leben etwa 1,4 Millionen Ungarn als Minderheit.
Victor Ponta rief seinen ungarischen Kollegen auf, sich „nicht mehr in die rumänische Politik einzumischen“. „Ich bin sehr empört darüber, dass der ungarische Premier, Herr Orban, die rumänischen Bürger ungarischer Nationalität dazu aufruft, nicht an der Referendumsabstimmung teilzunehmen.“
- Vereinigte Staaten von Amerika

Victoria Nuland, Sprecherin des Außenministeriums der Vereinigten Staaten rief die Regierung in Bukarest am 7. Juli auf, den Rechtsstaat zu respektieren. Bei „unserem Verbündeten und Nato-Partner“ sei das Gleichgewicht der demokratischen Kräfte und die Unabhängigkeit der Justiz in Gefahr. Die Frankfurter Allgemeine Zeitung berichtete: „Bei den Amerikanern steigt dem Vernehmen nach die Sorge über mögliche sicherheitspolitische Konsequenzen des Machtwechsels in Rumänien: Von einem Staat, in dem die Justiz unter die Kontrolle einer korrupten politischen Klasse gerät, würde in der geopolitisch heiklen südosteuropäischen Region eine besondere Gefahr ausgehen. Offenbar gibt es Befürchtungen, Terroristen, Drogenhändler und Menschenschmuggler könnten sich die neue Lage zunutze machen“.
Der Botschafter der Vereinigten Staaten in Rumänien, Mark Gitenstein, erklärte am 10. Juli, dass ein Referendum, welches anscheinend unvereinbar mit der Verfassung ist, wissentlich eine äußerst gefährliche Verfassungskrise heraufbeschwören werde. Die Durchführung eines solchen Referendums sei nicht akzeptabel.

#### Referendum zur Amtsenthebung Băsescus

##### Wahlmodalitäten
Vieles deutete darauf hin, dass die Durchführung des Referendums nicht gängigen rechtsstaatlichen und transparenten Standards entsprechen würde. Mitte Juli wurde diskutiert, die Abstimmungsdauer von einem auf zwei Tage zu verlängern, damit die Menschen „ohne Druck“ abstimmen könnten. Damit wüchsen die Chancen, eine Beteiligung von mehr als 50 Prozent der 18,3 Millionen Wahlberechtigten zu erreichen. Gemäß der Volkszählung vom Oktober 2011 waren es durch Emigration und negative Bevölkerungsentwicklung aber real nur 15,5 Millionen Wahlberechtigte, bei einer Gesamtbevölkerung von zwischen 19,2 und 19,6 Millionen Menschen, Die Volkszählung berücksichtigte allerdings nicht die etwa drei Millionen wahlberechtigten Auslandsrumänen. Laut Gesetz mussten neun Millionen Bürger abstimmen, doch in Wirklichkeit waren statt der 50 Prozent 65 bis 70 Prozent Beteiligung nötig, damit der Volksentscheid gültig sein konnte. Die realen Zahlen fließen erst ab 1. Januar 2013 in die Wählerlisten ein.
Das Innenministerium gab am 21. Juli die Einrichtung von 18.543 Wahllokalen im Land bekannt, die am Tag des Referendums von 7 bis 23 Uhr geöffnet waren. Für die Sicherheit des Wahlvorgangs und die Bewachung der Urnen sollten 33.000 Angestellte des Ministeriums sorgen. Zusätzlich sollten 16.000 Mitarbeiter des Innenministeriums für die öffentliche Ordnung eingesetzt werden. Nachdem geschätzt wurde, dass sich am 29. Juli rund 140.000 Bürger am Schwarzen Meer befinden würden, sollten dort 556 Wahllokale eingerichtet werden. In einem Schreiben an das Zentrale Wahlbüro (BEC) hatte die USL die Eröffnung von 100 zusätzlichen Wahllokalen beantragt. Außenminister Andrei Marga kündigte an, dass im Ausland 301 Wahllokale eingerichtet würden, davon 56 in Italien und 46 in Spanien, wo viele hunderttausend Rumänen leben, die 2009 mit großer Mehrheit für Băsescu gestimmt haben. In Deutschland wurden Wahllokale in Berlin, München, Hamburg, Stuttgart und Bonn eingerichtet. In Österreich wurde die Zahl der Wahllokale erhöht, zwei in Wien und je eines in Graz, Salzburg und Klagenfurt. Die PD-L hingegen hatte errechnet, dass etwa 45 Prozent der Bürger zu den Wahlen erscheinen würden und dass das Referendum demnach ungültig sein werde. Die Einwohnermeldeämter Rumäniens waren am Wochenende des Referendums vom frühen Morgen bis zum späten Abend geöffnet, damit Wahlberechtigte abgelaufene Personalausweise erneuern konnten, um sich im Wahllokal ausweisen zu können.
Bei diesem Referendum musste unter anderem die Zahl der Wähler nicht mehr mit der Zahl der abgegebenen Stimmen in den einzelnen Wahllokalen verglichen werden. Rumänen durften in jedem beliebigen Wahllokal im Land ihre Stimme abgeben, nicht nur an ihrem Wohnort. Ob jemand, der in seinem Urlaubsort gewählt hat, nicht auch schon anderswo seine Stimme abgegeben hatte, wurde nicht mehr überprüft. Die Regierung lehnte es ab, eine Software zu benutzen, mit der Mehrfach-Abstimmungen verhindert werden konnten. Die Regierung hatte die Einrichtung von zusätzlichen Wahllokalen in Restaurants, Hotels, Bars und Tanzlokalen beschlossen. Stimmen konnten somit doppelt abgegeben werden. „Am Tag des Referendums dürften in Rumänien viele Busse von Dorf zu Dorf unterwegs sein.“ Auch die Öffnungszeiten der Wahllokale wurden verlängert. Die Versiegelung der Urnen wurde nicht mehr im Protokoll festgehalten, sie hätten also geöffnet und neu versiegelt werden können. Die PD-L befürchtete einen Wahlbetrug im Umfang von bis zu zwei Millionen Stimmen. Vasile Blaga kündigte deshalb an, in jedes Wahlbüro einen Beobachter zu schicken, um mögliche Manipulationen zu verhindern.

##### Wahlkampf
PD-L, Traian Băsescu

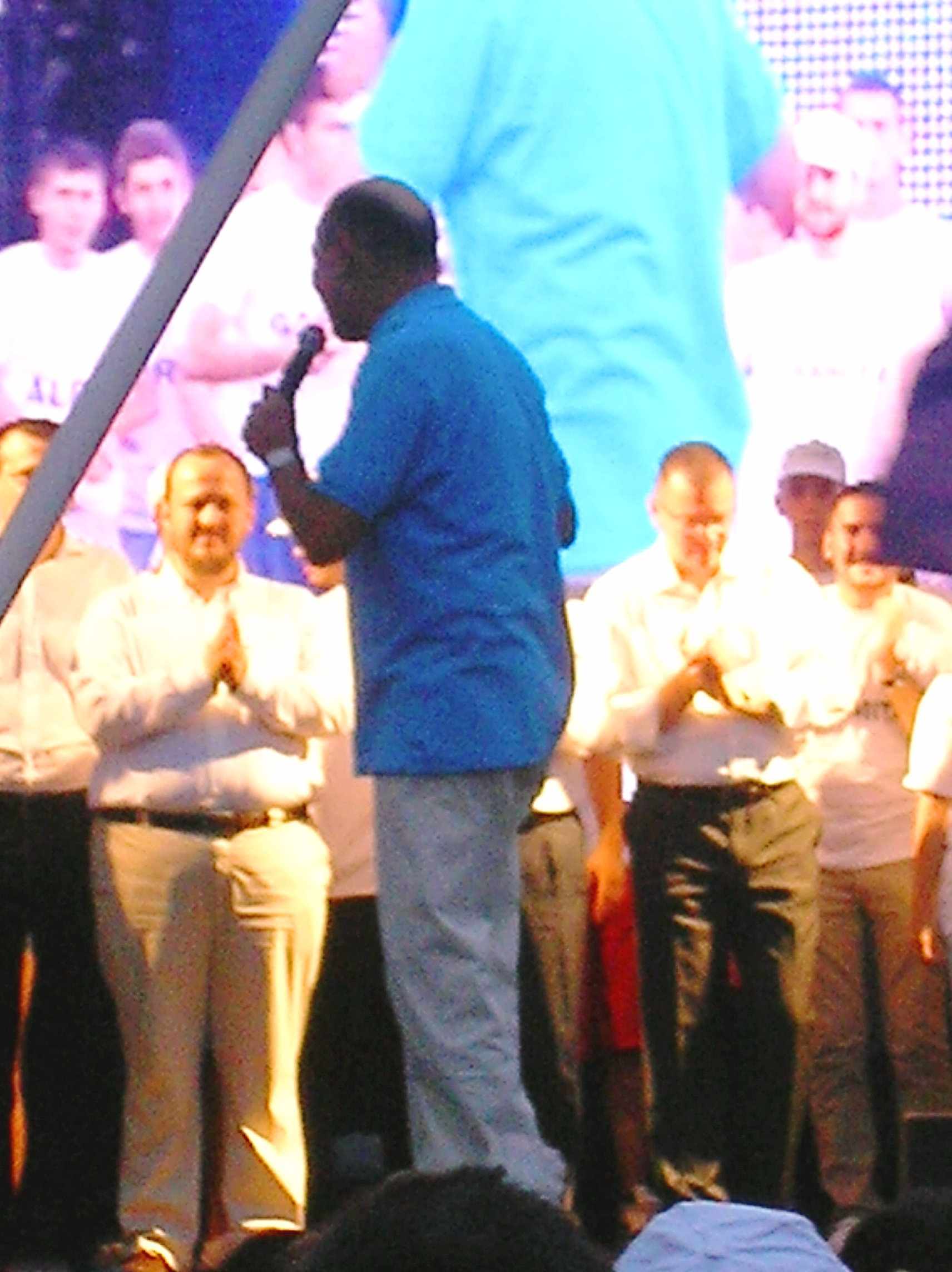
Băsescu bei einer Kundgebung am 26. Juli 2012 in Bukarest

Băsescu hielt vor dem Referendum drei Kundgebungen.
Er sagte, seit seiner ersten Wahl 2004 habe er sich um den Aufbau unabhängiger Institutionen im Justizwesen bemüht. „Die Justiz hat angefangen zu funktionieren, das erschreckt die Verbrecher, ob sie nun Politiker sind oder von außerhalb mit der Politik verbunden sind.“ Băsescu verkündete am 14. Juli 2011 vor zwischen 10.000 und 15.000 Anhängern in Cluj-Napoca: „Ich kämpfe nicht um meinen Posten, ich kämpfe für Rumänien und das Volk“. Die Glaubwürdigkeit des Landes stehe auf dem Spiel. Nur vier Tage hätten seine Gegner benötigt, „um den Staat zu enthaupten“. Ponta und der liberale Interimspräsident Crin Antonescu, den er einen „Hampelmann von Ponta“ nannte, seien die „Marionetten“ ihrer Geldgeber. „Sie bemerken nicht einmal, wie sie das Land in der EU immer weiter isolieren“. Ponta sei „unfähig zur Demokratie“ und das Amtsenthebungsverfahren ein „Staatsstreich mit nur scheinbar legalen Mitteln“. In seiner Kundgebung am 21. Juli – dem Wochenende vor dem Referendum – spornte Băsescu seine Anhänger an, zu wählen und so den „Staatsstreich“ niederzuschlagen.
Jedoch beschloss die Führung der konservativen Oppositionspartei PD-L am 24. Juli nahezu einstimmig den Boykott des Referendums. Parteichef Vasile Blaga rief die Anhänger der PD-L auf, der „Maskerade“ des Volksentscheids fernzubleiben. „Unsere Sympathisanten können diese Folge von Ungesetzlichkeiten nicht für gültig erklären.“ Die PD-L begründete ihren Aufruf mit der Furcht vor Wahlmanipulationen. Die Unzufriedenheit in der Bevölkerung über die Volksabstimmung nehme zu, so der PD-L-Europaabgeordnete Christian Preda: „Wir können das nicht ignorieren.“ Angesichts der wahrscheinlichen Niederlage Băsescus wird dieses Vorgehen als strategisch gewertet, da ohne die PD-L-Anhänger die für die Gültigkeit der Abstimmung erforderliche Mindestwahlbeteiligung von 50 Prozent kaum zu erreichen wäre. Ohne die PD-L waren nach Schätzungen von Soziologen bestenfalls acht der 18 Millionen Wahlberechtigten zu mobilisieren. Băsescu lehnte im Vorfeld des Referendums Interviews mit ausländischen Medien ab. Er wolle sich nicht dem Vorwurf aussetzen, er schwärze sein Land in der EU an. Der Staatsstreich, der in Rumänien stattfinde, müsse vom rumänischen Volk gestoppt werden. Băsescu äußerte sich überzeugt davon, dass er nach dem Referendum in den Cotroceni-Palast, den Sitz des Staatsoberhauptes, zurückkehren werde. Băsescu scheue den Kampf nicht, es wäre ihm aber lieber gewesen, die PD-L hätte dazu aufgerufen, bei dem Referendum gegen die Absetzung des Präsidenten zu stimmen, statt es zu boykottieren. Aber angesichts des zu erwartenden massiven Wahlschwindels habe sie sich nun einmal dazu entschieden, das nehme er zur Kenntnis. Der Boykott diene der Wiederherstellung der Demokratie. Auf einer Kundgebung in Bukarest am 27. Juli traf die „Fackel der Demokratie“ auf dem Platz der Revolution in Bukarest ein. Wie die Olympische Flamme wurde sie von jungen Leuten tagelang durchs Land getragen. Auf einer Großleinwand wurden ihre Träger und ihr Weg gezeigt. Băsescu hatte die Fackel symbolisch entzündet und auf den Weg geschickt, nachdem eine Volksabstimmung zur Entscheidung über seine Position feststand.
Das Hauptaugenmerk der Vorbereitungen der PD-L lag auf dem Boykott des Referendums. In Miroslava beispielsweise organisierte der Bürgermeister Wettbewerbe im Angeln, um Bürger von den Wahlurnen fernzuhalten. In einigen Kommunen wurden Nichtwählern Getränke und kostenlose Schwimmbadbesuche angeboten. Andere PD-L-Bürgermeister hielten den Bürgern für die Zukunft unangenehme persönliche Konsequenzen vor Augen, sollten sie wählen gehen. Einige der PDL nahestehenden Unternehmer sollen die zur Identifikation beim Referendum benötigten Ausweise ihrer Angestellten eingesammelt haben. Die Plakatkampagne der PD-L war weniger stark ausgeprägt als die der USL; hier wurde Băsescu als von einem Rudel Hyänen Verfolgter gezeigt, andere Plakate sprachen von Haien und Mafia und einer Manipulation in den Medien.
USL, Victor Ponta und Crin Antonescu
Die USL hielt vor dem Referendum 40 „Anti-Băsescu“-Großkundgebungen.
Die USL konzentrierte sich auf die Mobilisierung der Wähler. Zehntausende Plakate im ganzen Land mit Aufrufen wie „Er hat dir deine Rente genommen, nimm du ihm jetzt sein Amt – geh zum Referendum!“ oder „Auf Wiedersehen, Herr Băsescu“ forderten das politikmüde Volk auf, sich am Referendum zu beteiligen und für die Absetzung Băsescus zu stimmen. Mehrere hundert Busse wurden gemietet, um Wähler zur Abstimmung zu fahren. Tombolas und Spiele sollten die Bürger zur Stimmabgabe locken. Laurus Mircea, Bürgermeister von Mișlăuți, lud beispielsweise ein: „Wir haben Schnaps, belegte Brötchen und Kuchen für alle, die wählen gehen.“
Ponta nannte den suspendierten Staatspräsidenten einen „niederträchtigen Schurken“, einen „Skorpion, der alles um sich herum tötet“, den „größten Lügner der rumänische Geschichte“, einen „Mann ohne Scham und Ehre“ und ein „politisches Wrack“. Der Premier kündigte an, „mit diesem Menschen, der einem das Messer in den Rücken rammt, kaum dass man sich umdreht, nie wieder zu sprechen.“ Der Boykottaufruf sei „verfassungswidrig“, empörte sich Premier Ponta. Ponta beschwerte sich am 25. Juli bei der EU-Kommission über den von Băsescu-Anhängern verbreiteten Aufruf zum Boykott des Referendums, dieser sei „anti-demokratisch“. Ponta sagte, Băsescu sei nicht nur ein „Mafioso, ein Lügner und ein Schurke“, der den Rentnern ihr Geld gestohlen habe und dies wieder tun wolle. Er müsse am Tag des Referendums „dem Volk vorgeführt“ werden, damit es „mit ihm Schluss“ mache, denn erst danach „werden wir alle in Frieden leben“, befreit von der Sorge, „dass Băsescu über uns alle Dossiers anlegt“.
Die USL organisierte unter anderem in Timișoara eine Anti-Băsescu-Demonstration, an der 10.000 – 15.000 Menschen teilnahmen. Hier erklärte Crin Antonescu, dass er wie John F. Kennedy „ein Berliner sei“. Die USL-Mitglieder seien Europäer, so Antonescu in Anspielung auf die Reaktionen der Europäischen Union. Antonescu rief die Rumänen zur Stimmabgabe auf, da dies die einzige Möglichkeit sei, eine „solide Demokratie“ einzurichten.
Ponta suggerierte in einem Interview für România TV, dass er zurücktreten werde, wenn Băsescu in sein Amt zurückkehren sollte: „Ich werde mit Băsescu nicht kohabitieren. Wenn er gewinnt, hat er das Recht, zu sagen, mit wem er regieren möchte, und ich werde davon ausgehen, dass eine USL-Regierung keine Legitimität besitzt.“ Antonescu hatte öffentlich angekündigt, sich vollständig aus dem politischen Leben zurückzuziehen, wenn Băsescu wieder in sein Amt zurückkehren sollte.

##### Umfragen
Gemäß einer zwischen dem 5. und 7. Juli durch das Meinungsforschungsinstitut IMAS erhobenen Umfrage zur Volksabstimmung über den Verbleib Băsescus im Präsidentenamt wollen sich am 29. Juli 79,8 Prozent der Bürger an der Volksbefragung beteiligen. Davon sprachen sich rund 64 Prozent der Befragten gegen einen Verbleib aus, während sich 28 Prozent für ihn äußerten und der Rest keine Angaben machte. Ein solches Ergebnis würde zu Präsidentschaftswahlen führen. Nach einer Eurobarometer-Umfrage würden 72 Prozent der Rumänen eine Fortsetzung der Reformen befürworten, bis es „vergleichbare Standards zu anderen Mitgliedstaaten“ gäbe. Drei Viertel der rumänischen Bürger wünschen sich, dass sich die EU bei den Mängeln im Justizsystem und bei der Korruptionsbekämpfung einmischt.

##### Referendum

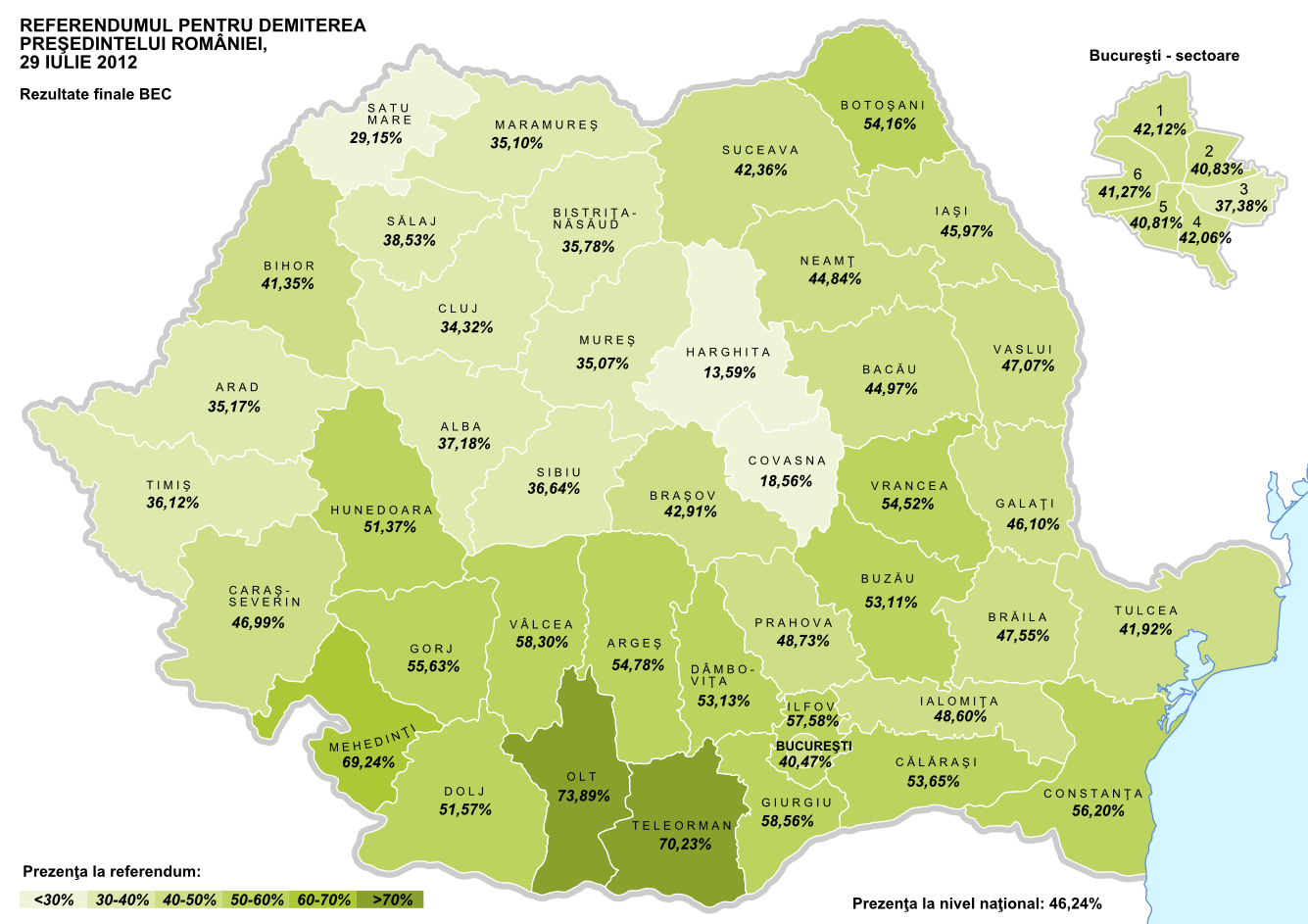
Wahlbeteiligung am Referendum, nach Kreis (Județ)

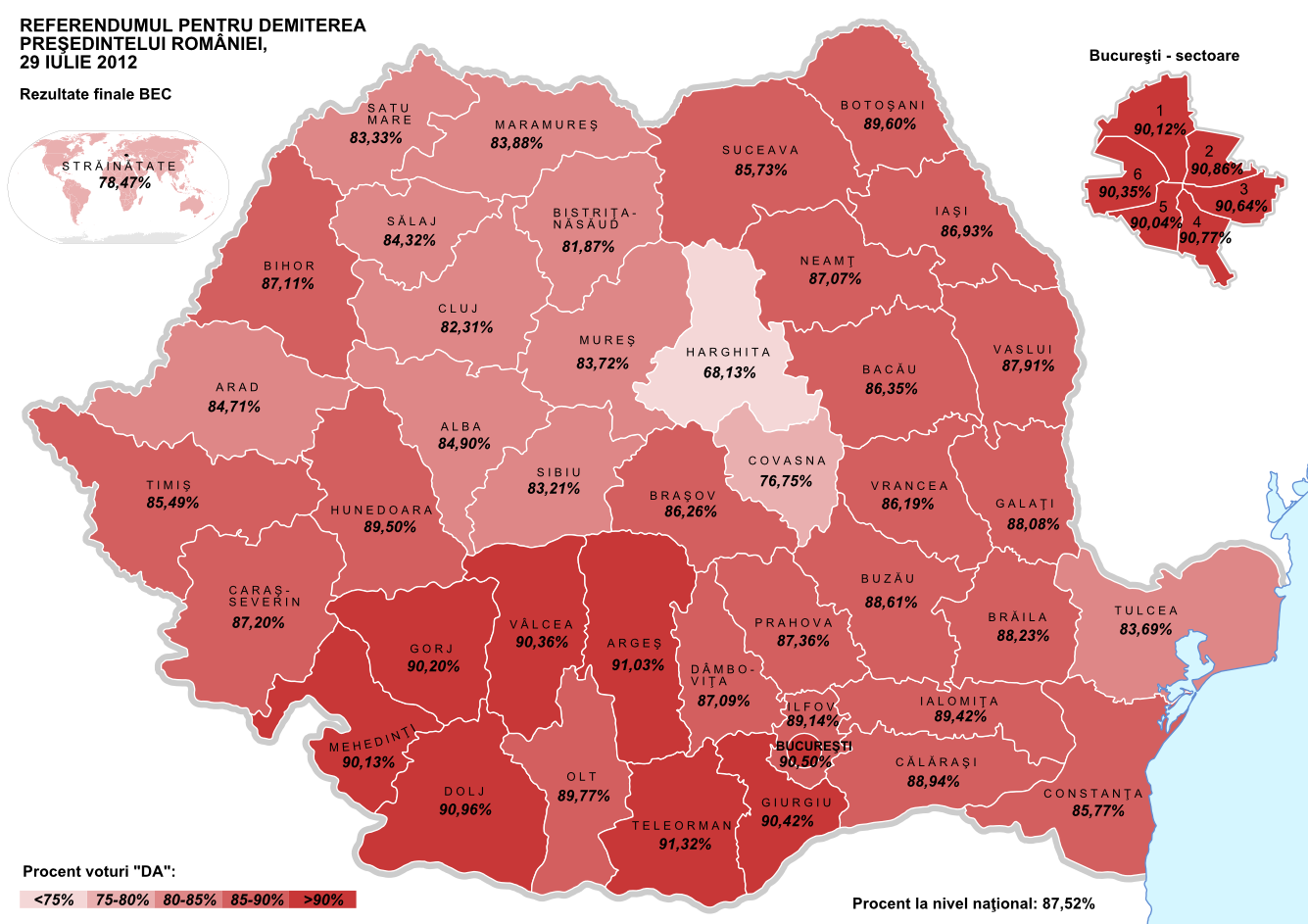
Anteil der Ja-Stimmen zur Entlassung des Präsidenten, nach Kreis

Laut amtlichem Endergebnis des Zentralen Wahlbüros hatten 46,24 Prozent der Rumänen an der Volksabstimmung teilgenommen. Von diesen hatten 87,52 Prozent gegen Băsescu gestimmt und 11,15 Prozent für ihn. Entscheidend für die Gültigkeit war eine Wahlbeteiligung von 50 Prozent plus einem Stimmberechtigten. Innenminister Ioan Rus (PSD) bestätigte fünf Tage vor dem Referendum etwa 18,2 Millionen wahlberechtigte Rumänen, von denen das Wahlbüro bei seinen Berechnungen ausging. Das Referendum scheiterte wegen zu niedriger Wahlbeteiligung, rund 1,5 Millionen Stimmen hatten zum Erreichen des Quorums gefehlt.
Der Tag des Referendums, der 29. Juli, war gekennzeichnet von hohen Temperaturen um 40 Grad. Das Zentrale Wahlbüro berichtete, dass neun Stunden vor Schluss der Wahllokale bereits 21,37 Prozent der Wahlberechtigten zu den Urnen gegangen seien. Bis zum späten Abend zeichnete sich ab, dass das Referendum wegen zu geringer Beteiligung scheitern könnte. Drei Stunden vor Schließung der Wahllokale hatten erst 37,67 Prozent abgestimmt.
Vertreter der USL gaben bekannt, dass laut einer eigenen Parallelzählung das Quorum erreicht wurde: „Wir bewegen uns auf 52 Prozent hin.“ Demnach sollen sich 9,2 Millionen Rumänen am Referendum beteiligt haben. Landwirtschaftsminister Daniel Constantin meinte: „Băsescu ist abgesetzt.“
Victor Ponta rief Băsescu angesichts der hohen Zahl von Stimmen gegen ihn indirekt zum Rücktritt auf: „Jeder Politiker, der sagt, er könne das Votum von ungefähr neun Millionen Rumänen ignorieren, lebt fern der Realität.“ Ponta versicherte jedoch, das Ergebnis akzeptieren zu wollen. Er lobte ausdrücklich das Innenministerium für die Organisation der Abstimmung. Aufgabe seiner Regierung werde es nun sein, den durch Băsescu angerichteten Schaden für das Land „zu begrenzen“ und die Rumänen, die für dessen Absetzung gestimmt hätten, „zu verteidigen“. Er wolle „weitermachen wie bisher“. Băsescu solle die Reformarbeit der Regierung nicht behindern und keinen Machtkampf vom Zaun brechen. Ponta rief alle Parteien dazu auf, von jeglichem „öffentlichen oder direkten Druck auf das Verfassungsgericht oder seine Richter“ abzusehen. Für die verfehlte Mindestbeteiligung machte Ponta außerdem die 1,5 Millionen Wähler der ungarischen Minderheit im rumänischen Siebenbürgen mitverantwortlich.
Crin Antonescu sagte, man sei mit dem Boykott der PDL, der UDMR und der ungarischen Minderheit konfrontiert gewesen. Trotz Hitze und Urlaubszeit hätten die Bürger Rumäniens ihre Stimme abgegeben und keinen Zweifel an einer funktionierenden Demokratie in Rumänien gelassen. Antonescu verlangte bei der Berechnung des Ergebnisses Zahlen vom Zensus des vergangenen Jahres zu verwenden und nicht Zahlen des offiziellen Wahlregisters. Die Zahlen des Zensus spiegelten „die Realität wider“, die des Wahlregisters seien lediglich „bürokratische Zahlen“.
Traian Băsescu sagte im staatlichen Fernsehen: „Die Rumänen haben das Referendum unwirksam gemacht, indem sie nicht daran teilgenommen haben.“ „Die Rumänen haben gegen den Staatsstreich gestimmt“. Zugleich räumte er ein, dass die Rumänen Grund hätten, mit ihm unzufrieden zu sein. „Mir ist bewusst, dass es Unzufriedenheit gibt nach all dem, was in den letzten Jahren geschehen ist, und ich bin überzeugt, dass der Bruch in der Gesellschaft beseitigt werden muss.“ Dies sei nötig, „weil Rumänien all seine Energie zur Integration in die zivilisierte Welt“ brauche. Băsescu versprach, für „ein Gefühl der Versöhnung zu sorgen“. Er kündigte an, dass er beim Kampf gegen Korruption unversöhnlich sein werde. Am Tag nach dem Referendum kündigte Băsescu an, seine politischen Gegner wegen eines versuchten „Staatsstreichs“ zur Verantwortung zu ziehen. Diejenigen, die „verfassungswidrige“ Rechtsakte beschlossen hätten, um den „Staatsstreich“ gegen ihn einzuleiten, sollen „von den staatlichen Institutionen zur Verantwortung gezogen werden“.
Am Tag des Referendums blieben Băsescus Gegner bis spät in die Nacht auf dem Bukarester Universitätsplatz, schwangen die rumänische Flagge und hielten ihre Schilder mit Botschaften wie „So nicht!“ und „Der Souverän sind wir!“ in die Fernsehkameras.

###### Reaktion der politischen Welt
- Europäische Union

Die europäischen Sozialdemokraten forderten ein Ende der Grabenkämpfe in Bukarest. Der Fraktionschef der Sozialdemokraten im EU-Parlament, Hannes Swoboda, sagte am Tag nach dem Referendum: „Die politischen Kräfte müssen ihre gegenseitige Bekämpfung stoppen, die Rumäniens Glaubwürdigkeit und Position in der EU gefährden könnte“. Wenn Băsescu in sein Amt zurückkehre, dann müsse er die Parlamentsmehrheit „respektieren“. Das Ergebnis sei ohne eindeutige Aussage: „Es gibt keine Gewinner. Jetzt müssen alle Parteien sicherstellen, dass Rumänien nicht zum Verlierer wird.“ Sowoboda forderte, in der EU dürfe nun nicht länger von einem „Staatsstreich“ gesprochen werden. Alle Vorwürfe von Wahlbetrug hätten sich als falsch erwiesen.
Swoboda erklärte einige Tage später, dass Băsescu „ein Recht darauf habe, in sein Amt zurückzukehren“, auch wenn die Frage bestünde, ob er dazu noch über die notwendige Legitimität verfüge. Swoboda legte nahe, lieber Taten als Worte sprechen zu lassen und betonte, dass „Europa vonseiten Rumäniens nicht mehr Worte wünscht und braucht, sondern Taten, die zeigen, dass der Rechtsstaat und die demokratischen Prinzipien respektiert werden“. „Meine Unterstützung für Victor Ponta ist nicht bedingungslos. Die politische Zugehörigkeit reicht nicht aus“, betonte Swoboda, der zuvor angesichts der heftigen Kritik aus Brüssel an der rumänischen Regierung immer wieder um Verständnis für diese geworben hatte.
Der Europapolitiker der CDU-nahen Europäischen Volkspartei Hans-Gert Pöttering meinte, die EU sollte die Situation in Rumänien weiter sorgfältig beobachten. Nach der gescheiterten Volksabstimmung in Rumänien zur Absetzung des Staatspräsidenten sei Rumänien verpflichtet, als EU-Mitglied die Werte der EU zu respektieren. Man könne nur hoffen, dass die Regierung von Victor Ponta künftig nicht mehr eine Politik mit juristischen Mitteln betreibe.

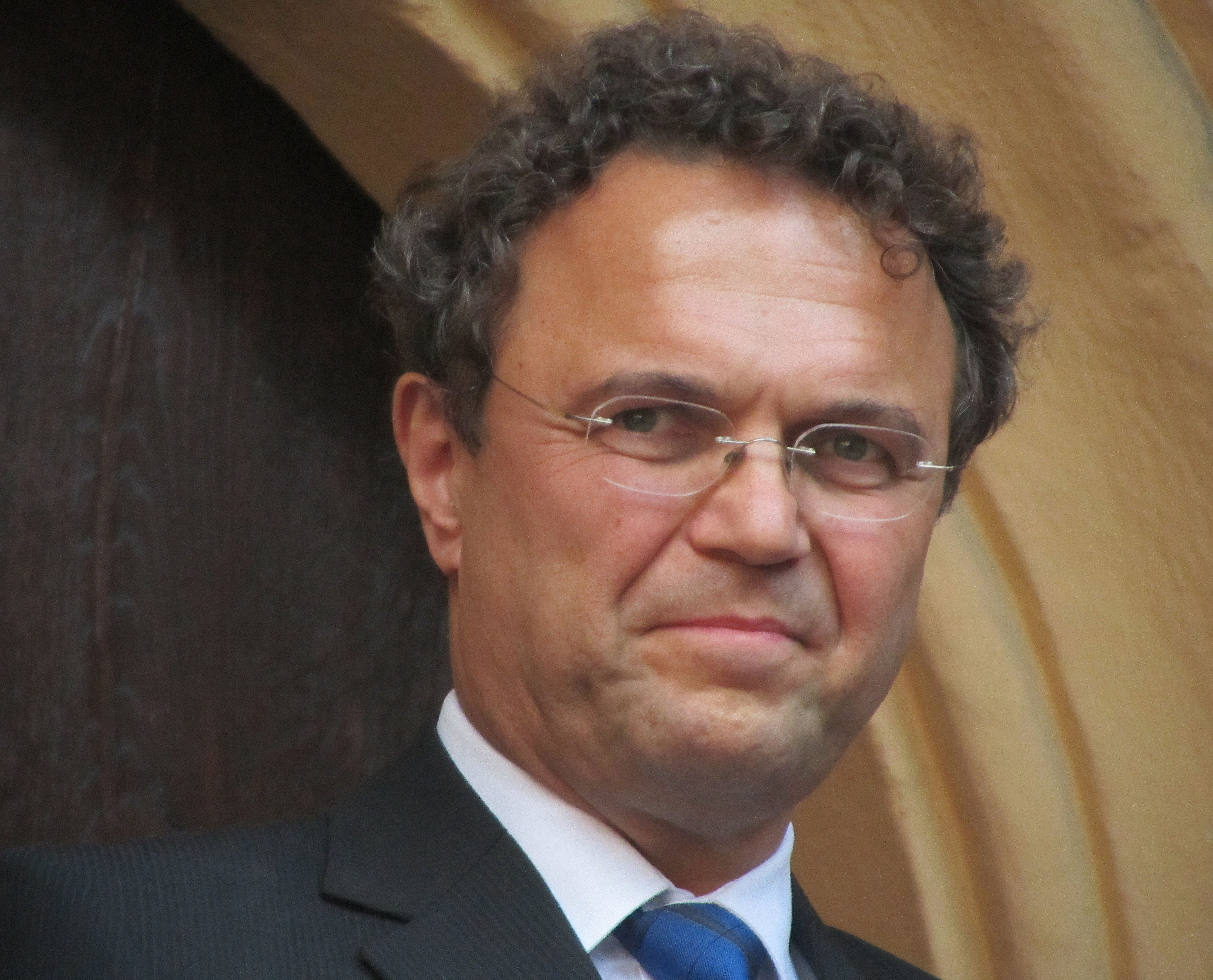
Hans-Peter Friedrich

- Deutschland

Außenminister Westerwelle appellierte an die politischen Kräfte in Rumänien, die Lage nun als „Chance für einen politischen Neuanfang zu begreifen“. Beide Seiten sollten zu einem „konstruktiven Miteinander“ zurückfinden. „Meinungsunterschiede müssen innerhalb der demokratischen Verfahren und Institutionen geklärt und beigelegt werden.“
In der Bundesregierung und auf Länderebene wuchsen die Zweifel an einem baldigen Beitritt Rumäniens und Bulgariens zur Schengen-Zone.
Bundesinnenminister Hans-Peter Friedrich (CSU) erteilte den Erwartungen Rumäniens und Bulgariens auf schnelle Aufnahme in den Schengen-Raum am 3. August 2012 eine klare Absage.
Er sehe zwar, dass die technischen Bedingungen in Bulgarien und Rumänien erfüllt seien, und dass es auch grundsätzlich Fortschritte gebe, „was die Korruptionsbekämpfung und die Bekämpfung von organisierter Kriminalität angeht“. „Offene Grenzen für Rumänien und Bulgarien zum derzeitigen Zeitpunkt halte ich für ausgeschlossen.“ Am 8. August ergänzte Friedrich: „Rumänien nimmt politisch eine fragwürdige Entwicklung. Es ist natürlich relevant für den Schengen-Beitritt, wie es um die innere rechtsstaatliche Architektur eines Landes bestellt ist.“ Es könnte sein, dass sich die geplante Kontrollfreiheit für Flughäfen und Seehäfen weiter verzögere. Die Öffnung der Landgrenzen sehe er „noch lange nicht“.
Unterstützung erhielt Friedrich durch Hamburgs Senator für Inneres und Sport, Michael Neumann (SPD). Die Zweifel des Bundesinnenministeriums, ob die Voraussetzungen von Rumänien und Bulgarien tatsächlich bereits erfüllt würden, seien „nachvollziehbar“. Er erinnerte daran, dass auch „Vorkehrungen zur inneren Sicherheit, zum Beispiel Außengrenzsicherung und Kriminalitätsbekämpfung“, zu den Verpflichtungen für einen grenzkontrollfreien Schengen-Beitritt gehörten.
- Bulgarien

Bulgarien machte sich stark für einen baldigen Beitritt zum grenzkontrollfreien Schengenraum. Alle Kriterien seien erfüllt, sagte Staatspräsident Rossen Plewneliew. Sein Land verdiene es, aufgenommen zu werden.

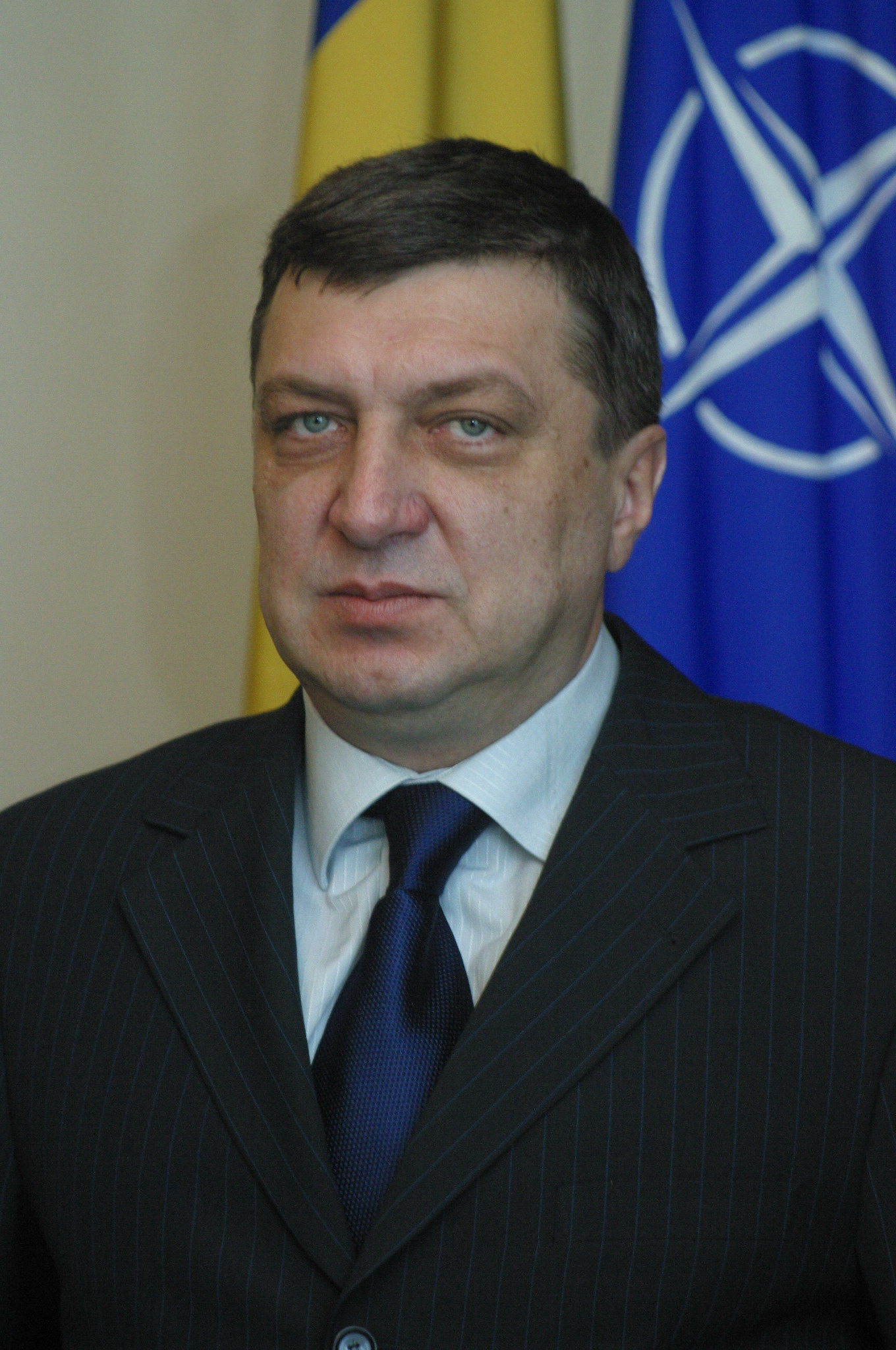
Teodor Atanasiu

##### Staatsanwaltliche Ermittlungen wegen vermuteten Wahlbetrugs
Innenminister Ioan Rus betonte, dass es kaum Zwischenfälle bezüglich versuchten Wahlbetrugs gegeben habe. Monica Macovei hingegen prangerte massiven Wahlbetrug an. Es gebe Videomaterial, das zeige, wie von Wählenden teilweise 50 Wahlzettel auf einmal in die Urne geworfen wurden. Bis zum frühen Nachmittag stellte die PD-L am Referendumstag 40 Strafanzeigen wegen Unregelmäßigkeiten bei der Abstimmung. Landesweit seien 500 Strafverfahren wegen Wahlbetrugs beim Referendum eingeleitet worden, was die Regierung wiederum als Einschüchterung der Wähler beanstandete.
Der aufsehenerregendste Fall ist der des Abgeordneten und ehemaligen Verteidigungsministers Teodor Atanasiu, Vorsitzender der PN-L im Kreis Alba und Dumitru Samson, dem Stiefsohn des aktuellen Verteidigungsministers Corneliu Dobrițoiu, die vor die Staatsanwaltschaft Klausenburg/Cluj-Napoca zur Eröffnung eins Strafverfahrens gegen sie vorgeladen wurden. Laut Strafakte habe Samson den Transport von Roma aus der Klausenburger Müllgrube Pata Rât in andere Verwaltungskreise organisiert, damit sie dort abstimmen. Die Roma selbst hätten keine Personalausweise gehabt und konnten deshalb nicht identifiziert werden.
Atanasiu erklärte der Presse, dass die Staatsanwälte ihm vorgeworfen haben, dass er zusammen mit „drei Personen aus der Unterwelt“ die Leute beeinflusst habe, zum Referendum zu gehen. Er kenne jedoch diese Personen nicht. Die Staatsanwälte seien der Ansicht, dass er „Geld und Autobusse“ benutzt habe, um Menschen zur Teilnahme am Referendum zu bewegen. Dadurch habe er „die Zukunft Rumäniens und den Fall von Traian Băsescu beeinflusst“. Premierminister Ponta teilte am 16. August mit, dass die Übergriffe der Staatsanwälte eingestellt würden.

##### Anrufung des Verfassungsgerichts zur Gültigkeit des Referendums

Emblem des rumänischen Verfassungsgerichtes

Nach dem gescheiterten Referendum stellten Mitglieder der sozial-liberalen Regierungskoalition die Gültigkeit der von ihrem Innenminister Rus revidierten Liste der Wahlberechtigten in Frage und machten vorläufige Daten aus einer Volkszählung von 2011 geltend, wonach die Bevölkerung geschrumpft und die Wählerschaft folglich viel kleiner sei als in offiziellen Statistiken angegeben, in der Hoffnung, so das Ergebnis der Volksabstimmung anfechten zu können.
Die USL legte beim Verfassungsgericht Einspruch ein und forderte einen Entscheid zur Gültigkeit des Referendums. Zur Begründung führte sie Diskrepanzen zwischen den offiziellen Wählerlisten und der realen Wähleranzahl an; sollten die bislang nur geschätzten Daten bestätigt werden, könne auf deren Basis eine höhere Wahlbeteiligung errechnet werden. Weder das Innenministerium noch das Nationale Statistikinstitut als auch die Wahlbehörde konnte dem Verfassungsgericht konkrete Angaben über die aktuelle Zahl der Wahlberechtigten in Rumänien vorlegen. Das Gericht forderte die Vorlage der Wählerlisten, auf deren Basis das Referendum abgehalten wurde, und vertagte am 2. August seine Entscheidung auf den 12. September. Später wurde der Termin erst auf den 31. August, dann auf den 21. August vorverlegt. Traian Băsescu, der vorerst vom Präsidentenamt suspendiert bleibt, hatte einem entsprechenden Antrag eingereicht. Bis zum Urteilsspruch des Verfassungsgerichts zum Referendumsergebnis bleibt Crin Antonescu geschäftsführendes Staatsoberhaupt.
Die rumänische Presse berichtete am 3. August unter Berufung auf informierte Kreise im Umfeld des Verfassungsgerichts, dass die Entscheidung denkbar knapp ausgefallen sei. Es habe nur eine Stimme für die erforderliche Zwei-Drittel-Mehrheit von sechs der neun Verfassungsrichter gefehlt, fünf wären bereit gewesen, das Referendum auch ohne zusätzliches Studium der Wählerlisten zu annullieren. Der dem Ungarnverband UDMR nahestehende Richter Valentin-Zoltán Puskás soll „die Rache von Premier Ponta an der ungarischen Minderheit befürchtet“ haben. Richter Ion Predescu habe sein Stimmverhalten davon abhängig gemacht, dass die regierende PSD seine Tochter zur Verfassungsrichterin ernenne. (Die Presse formulierte es so: „Ein […] Richter soll mit der Beförderung seiner Tochter unter Druck gesetzt worden sein.“) Richterin Aspazia Cojocaru sprach sich für eine Annullierung des Ergebnisses aus, weil es auf falschen demografischen Daten basiere. Rechtsexperten gaben zu bedenken, dass bei den Kommunalwahlen am 10. Juli die gleichen Listen gegolten hatten, ohne dass jemand Einspruch erhoben habe. Ponta verwies darauf, dass es bei diesen Wahlen kein Beteiligungsquorum gegeben habe und „etwaige Karteileichen“ keine Auswirkungen auf das Ergebnis gehabt hätten. Crin Antonescu gab an, dass sich in Wirklichkeit nicht 46, sondern mindestens 52 Prozent der Wahlberechtigten beteiligt hätten.

##### „Mini-Volkszählung“
Die Regierung beschloss in den Wochen vor dem Urteilsspruch eine „Mini-Volkszählung“ durchzuführen, in der die Kommunen bis Ende August die Wahllisten „der Realität anpassen“ sollten. Es tue ihm leid, den Bürgermeistern die Ferien zu versauern, beteuerte Ponta, doch das Verfassungsgericht habe um die Aktualisierung der Wahlregister gebeten. Die Wahlbehörde AEP gab bekannt, dass 2011 rund 40 Prozent der Wählerlisten aktualisiert worden seien. Dabei seien knapp 34.000 Fälle festgestellt worden, bei denen Personen von den Wählerlisten ausgetragen werden mussten. USL-Vertreter schätzen, dass etwa 1,7 Millionen der eingetragenen Wähler überhaupt nicht mehr am Leben seien. Zudem beanstandet die USL, dass zahlreiche Rumänen wahlberechtigt seien, obwohl sie eigentlich längst ausgewandert seien. Drei Millionen Rumänen würden sich im Ausland aufhalten, man wisse aber nicht, ob sie noch am Leben seien oder ob sie auf die rumänische Staatsbürgerschaft verzichtet hätten. Auch die deutsche Minderheit um die Stadt Sibiu stehe mit 85.000 Vertretern auf den Wählerlisten, obwohl diese nicht mehr in Rumänien leben würden. Bürgermeisterämter wurden angewiesen, die ins Ausland gezogenen Bürger von den Listen zu streichen. Rumäniens Bevölkerung sollte effektiv um zwei Millionen geschrumpft sein. Sollten diese bislang nur geschätzten Daten bestätigt werden, ergäbe sich auf dieser Basis eine höhere Wahlbeteiligung. Das Gericht betonte in einer öffentlichen Aussendung, dass die eingeräumte Frist keine Aufforderung zu einer in aller Eile durchzuführenden Volkszählung zur Ermittlung der Zahl der Wahlberechtigten gewesen sei. Es habe von der Regierung nicht die nachträgliche Aktualisierung, sondern lediglich die Übermittlung der im Moment der Ankündigung des Referendums gültigen Wählerlisten verlangt, diese seien „maßgebend“. „Die Aktualisierung von Wählerlisten kann durch die zuständigen Bürgermeisterämter maximal fünf Tage nach Bekanntgabe des Referendumstermins durchgeführt werden“
Bürgermeister der PD-L verweigerten jedoch ihre Beteiligung an der Volkszählung. Băsescu erklärte, etwaigen Listenprüfern „die Tür vor der Nase zuzuschlagen“. Ponta schrieb die Schuld für die Vereitelung der Volkszählung dem suspendierten Präsidenten und seiner Partei zu, weil „der Boykott weitergeht“. So gebe es kein Verlass mehr auf die neuen Angaben, „in diesem Fall hätten wir wieder falsche Ergebnisse“, so Ponta.
Ponta kündigte am 7. August an, dass seine Regierung auf die angekündigte Volkszählung verzichten werde. Er verlangte von den zuständigen Ministern jedoch die schnellstmögliche institutionelle Überprüfung der Listen mit „administrativen Mitteln“. Zur Überprüfung der Wählerlisten wurden neben einer nationalen Kommission auch Kommissionen auf lokaler und Kreisebene gebildet und Daten der Nationalen Rentenkasse und der Nationalen Kasse für Krankenversicherung herangezogen.

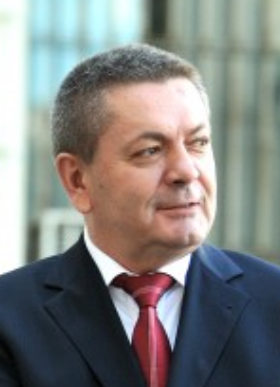
Ioan Rus

Băsescu hatte bereits am 4. August auf die Pläne der Regierung reagiert, die am 29. Juli gültigen Wählerlisten nachträglich zu aktualisieren. Eine Aktualisierung hätte vorschriftsgemäß maximal fünf Tage nach der Festlegung des Referendums-Termins erfolgen dürfen. „Die Vorbereitung der Fälschung der Wählerlisten mittels einer Volkszählung im August, wenn die Rumänen auf Urlaub sind und drei Millionen davon im Ausland arbeiten, scheint mir der größte Bluff zu sein.“ Er fügte hinzu, dass sich Ponta und Innenminister Ioan Rus einer „schwer mit etwas anderem vergleichbaren Lächerlichkeit“ preisgegeben hätten. „Die Kompromittierung Rumäniens muss aufhören, es geht zu weit.“ Bei der von der Regierung geplanten Volkszählung sollten gemäß Innenminister Ioan Rus „Bürgermeister und verlässliche Bürger“, notfalls Nachbarn über nicht zu Hause angetroffene Wahlberechtigte befragt werden. Nach Băsescus eigener Schätzung würde aus einer korrekt durchgeführten Überprüfung der Wählerlisten eine um 300.000 höhere Zahl an Stimmberechtigten hervorgehen, da seit der letzten Überprüfung mehr Bürger volljährig geworden als gestorben seien. „Es ist nicht notwendig, dass sie im Land umherstreifen oder den Nachbarn X fragen, sondern sie müssen sich an Institutionen wenden“, sagte Băsescu. Es könne nicht der Nachbar darüber befragt werden, ob jemand volljährig oder gestorben sei. Er wies darauf hin, dass es für derartige Überprüfungen „geltende Gesetze und Verfahren zur Volkszählung, einschließlich Geburten- und Todesregister“ gebe und warnte die Bürgermeister, dass die „gescheiten Burschen“ in der Regierung nun die Schuld für die angeblich fehlerhaften Listen ihnen zuschieben wollten, und sie sich auf nichts einlassen sollten, „was im Gefängnis enden könnte“. Mit Bezug auf die Aussage der Regierung, dass die Auslandsrumänen von den permanenten Wählerlisten ausgetragen und auf speziellen Listen geführt werden sollen, erklärte Băsescu, dass „diese Leute alles aufs Spiel setzen, was Rumänien von der EU erhalten hat, einschließlich das Freizügigkeitsrecht“. „Was sie getan haben, hat sich bisher in Europa niemand geleistet. Nachdem sie ein Referendum organisiert haben, erheben sie selbst nun Einspruch dagegen“, kommentierte Băsescu. Er nannte die improvisierte Volkszählung eine „Maskerade“ und forderte Ponta und Antonescu auf ihre Angriffe auf die Rechtsordnung einzustellen. „Vor der ganzen Welt hat sich die Regierung in ein peinliches Licht gestellt. Wo gibt es so etwas in einem demokratischen Land, dass die Regeln eines Referendums nachträglich geändert werden?“
Die liberaldemokratische Opposition akzeptierte die Position des Verfassungsgerichts. Hingegen rief sie die Regierung zum Rücktritt auf, weil sie es nicht verstanden habe, das Referendum adäquat zu organisieren. Der von der USL organisierte „Staatsstreich“ habe Rumänien bisher sechs Milliarden Leu (umgerechnet fast 1,3 Milliarden Euro) gekostet, und ein Ende sei nicht absehbar. Die USL sei bereit, zur Stillung ihres Machthungers das Land ins Chaos zu stürzen.

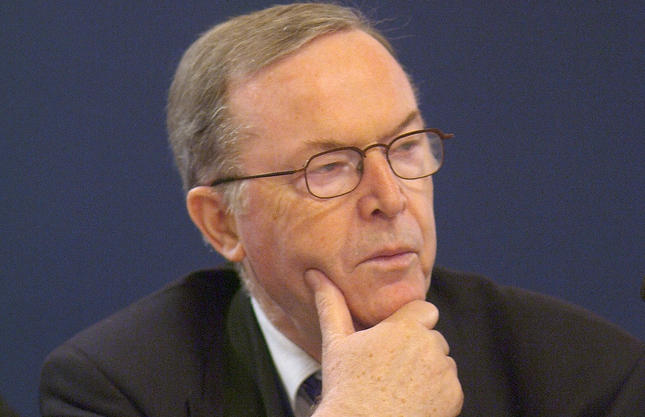
Wilfried Martens

###### Reaktion der politischen Welt
- Europäische Union

Mit Blick auf das erwartete Urteil des Verfassungsgerichtes erklärte der Vorsitzende der Fraktion der Europäischen Volkspartei (EVP) Daul Anfang August: „Ich frage mich, wie es möglich ist, dass in einem EU-Mitgliedsstaat ein Ministerium wenige Wochen vor dem Referendum offizielle Dokumente mit der Anzahl der Wähler veröffentlicht, erst diese Woche wieder bestätigt und anschließend behauptet, nicht für die Anzahl auf den Wählerlisten einstehen zu können?“ Er wies darauf hin, dass „dieselben Wählerlisten vor weniger als zwei Monaten bei den Kommunalwahlen“ im Juni Geltung hatten. „Diese Regierung ist bereit, alles abzuändern: Gesetze, Listen, Regeln, die den eigenen Parteiinteressen nicht entsprechen“, kritisierte Daul und warnte, dass „alle Errungenschaften der letzten Jahre zerstört werden können, wenn die derzeitige Regierung nicht ohne Abweichungen und Verzögerungen ihre Versprechen gegenüber den europäischen Partnern […] umsetzt.“
Der EVP-Vorsitzende Wilfried Martens rief die Regierung in Rumänien auf, dem Bukarester Verfassungsgericht umgehend die von diesem angeforderten Wählerlisten des Referendums zuzustellen. Mit jeder Verzögerung stelle sich die Frage eindringlicher, was die tatsächlichen Ziele von Ministerpräsident Ponta seien.

##### Kabinettsumbildung
Nach dem Rücktritt von drei Ministern am 6. August bildete Victor Ponta am gleichen Tag weitere Bereiche seines Kabinetts um. Insgesamt verließen sechs Minister ihre Ressorts. Vorher hatte der interimistische Präsident Antonescu die Ernennungen unterzeichnet. In seiner Ansprache unterstrich er, dass in Rumänien niemand mehr Angst haben solle: Weder eine Gerichtsinstanz, eine Institution oder ein einfacher Bürger könne sich von den „unverantwortlichen Bedrohungen eines Menschen einschüchtern lassen, über den das Volk sein politisches Urteil gesprochen hat“. Diese Botschaft der Würde, der Entschiedenheit, der Einhaltung der Gesetze müsse nicht nur eine Aktion der Regierung sein, sondern auch der Oberstaatsanwaltschaft, der Gerichtsinstanzen, einschließlich des Verfassungsgerichts.
| Ministerium                                              | Alter Minister           | Neuer Minister              | Beschreibung |
| -------------------------------------------------------- | ------------------------ | --------------------------- | --- |
| Innenministerium                                         | Ioan Rus (PSD)           | Mircea Dușa (PSD)           | Ioan Rus hatte im Verlaufe der Woche nach dem Referendum zunächst noch die Zahl von 18,2 Millionen Wahlberechtigten bestätigt. Am 6. August versicherte Rus erneut, die Listen seien vor dem Votum aktualisiert worden. Im Innenministerium hingegen ließ Staatssekretär Victor Paul Dobre mitteilen, das Ministerium könne sich für die Richtigkeit der eigenen Angaben nicht verbürgen, weil die von den Kommunen übermittelten Listen womöglich nicht korrekt gewesen seien. Am gleichen Tag legte Rus aus Protest über das Vorgehen Pontas sein Amt nieder, nachdem ihm Regierungs- wie Oppositionspolitiker vorgeworfen hatten, mit widersprüchlichen Angaben zur Zahl der Wahlberechtigten im Land Verwirrung gestiftet zu haben. Rus erklärte, mit seinem Rücktritt reagiere er „auf inakzeptable Kritik und Druck“ zur Organisation des Referendums, auch „vom kommissarischen Präsidenten Crin Antonescu“. Er wolle sich nicht „an der Nichteinhaltung von Gesetzen beteiligen“. „Ich bin ein korrekter Politiker und lege die Grenzen meiner Würde selbst fest.“ Ioan Rus gehört zu den einflussreichsten rumänischen Sozialisten, er stand sogar als potenzieller Nachfolger des durch seine Plagiatsaffäre schwer angeschlagenen Premiers Ponta zur Debatte. Rus beklagt den Druck seitens des kommissarischen Präsidenten Antonescu, Pontas wichtigsten Bündnispartners. Rumänische Politologen werteten dies einhellig als Zeichen zunehmender Spannungen in der sozialliberalen Regierungskoalition. Rus gehört der „Klausenburger Gruppe“ an, auf deren Unterstützung sich Ponta bisher verlassen konnte. Die konservative Zeitung Revista 22 bezeichnete den neuen Minister Mircea Duşă als „ergebenen Parteisoldaten“, „der die Anweisung [zur Neuberechnung der Wahlberechtigten] fraglos ausführen wird“.   |
| Delegierter Minister für Verwaltung                      | Victor Paul Dobre (PN-L) | Radu Stroe (PN-L)           | Rus kündigte gleichzeitig einen Rücktritt des Staatssekretärs Victor Paul Dobre aus „persönlichen Gründen“ an. Dobre war ebenfalls mit der Organisation des Referendums beauftragt. |
| Delegierter Minister für die Beziehungen zu Unternehmern | Lucian Isar (unabhängig) | Mihai Voicu (PN-L)          | Der parteifreie Lucian Isar schloss sich am Nachmittag den Rücktritten an. |
| Delegierter Minister für die Beziehungen zum Parlament   | Mircea Duşa (PSD)        | Dan Șova (PSD)              | Dan Șova hatte im März seine Funktion als PSD-Pressesprecher verloren, nachdem er öffentlich das Pogrom von Iași geleugnet und Ion Antonescu, Diktator im Königreich Rumänien, verherrlicht hatte. Obwohl historisch zweifelsfrei belegt ist, dass dem Pogrom mehr als 13.000 Menschen zum Opfer fielen, behauptete Șova, dass „historische Fakten zeigen, dass in Iași 24 rumänische Staatsbürger jüdischer Abstammung von deutschen Soldaten getötet wurden. […] Rumänische Soldaten waren nicht beteiligt.“ Ponta hatte Șovas Leugnen des Holocausts in Rumänien als „sehr peinlich“ und „absolut dumm“ verurteilt. Er schickte Șova nach dessen öffentlicher Entschuldigung nach Washington, D.C., damit dieser sich im United States Holocaust Memorial Museum über die historischen Fakten informieren konnte. Mehrere Nichtregierungsorganisationen, darunter die Romaorganisation „Romani Criss“ und das „Zentrum zur Bekämpfung des Antisemitismus in Rumänien“ (MCA), hatten wegen Holocaustleugnung Strafanzeige gegen Șova erstattet. Șova drohten sechs Monate bis fünf Jahre Haft. Șova erklärte auf der Website der rumänischen Regierung in einer am 10. August veröffentlichten schriftlichen Stellungnahme, er habe einen bedauerlichen Irrtum begangen, der auf Unkenntnis beruht habe. |
| Außenministerium                                         | Andrei Marga (PN-L)      | Titus Corlățean (PSD)       | Außenminister Andrei Marga wurde zum Botschafter in Deutschland ernannt und in seiner alten Rolle durch den bisherigen Justizminister Titus Corlățean ersetzt. |
| Justizministerium                                        | Titus Corlățean (PSD)    | Mona Pivniceru (unabhängig) | Die parteiunabhängige, aber regierungsnahe Richterin Mona Pivniceru, Vorsitzende der Juristenvereinigung Rumäniens, konnte am 6. August den Eid als neue Justizministerin nicht ablegen, nachdem ihre Nominierung vom Obersten Magistratenrat (CSM) blockiert wurde. Pivniceru war Mitglied im CSM und durfte keine öffentlichen Ämter bekleiden, daher übernahm Ponta das Amt daher übergangsweise. Am 19. August trat Pivniceru von ihrem Amt im CSM zurück. Am 23. August wurde sie in das neue Amt vereidigt. Pivniceru hat eine starke Medienpräsenz und ist für ihren anhaltenden Konflikt mit Traian Băsescu bekannt, dem sie immer wieder Einmischung in die Justiz vorgeworfen hatte. Băsescu selbst lobte sie „als einziges Mitglied im neuen Kabinett“ für ihren Professionalismus. Vor allem mit Europa ist im Justizbereich angesichts der Nominierung Pivnicerus laut Beobachtern eine angespannte Beziehung zu erwarten. 2011 hatte Pivniceru das Monitoring-Verfahren im Justizbereich für die Fortschrittsberichte der EU-Kommission kritisiert. Die darin enthaltene Kritik, dass die Strafen im Verhältnis zu den Gesetzesverstößen in Rumänien mild ausfielen, bezeichnete Pivniceru als „unzulässigen Eingriff“ in die Abläufe der Justiz. Anfang 2012 hatte sie sich zudem gegen eine Verlängerung des Mandats von Daniel Morar an der Spitze der Antikorruptionsstaatsanwaltschaft ausgesprochen. Morar, dessen Behörde in den EU-Monitoringberichten lobend Erwähnung fand, erhielt kürzlich eine weitere Mandatsverlängerung. Auch hatte die EU angesichts der politischen Krise gefordert, dass vorläufig keine Personalumstellungen in wichtigen Posten im Justizwesen stattfinden. Pivniceru galt zwar auf dem Papier politisch unabhängig, stand aber der sozialdemokratischen Partei Pontas nahe. |

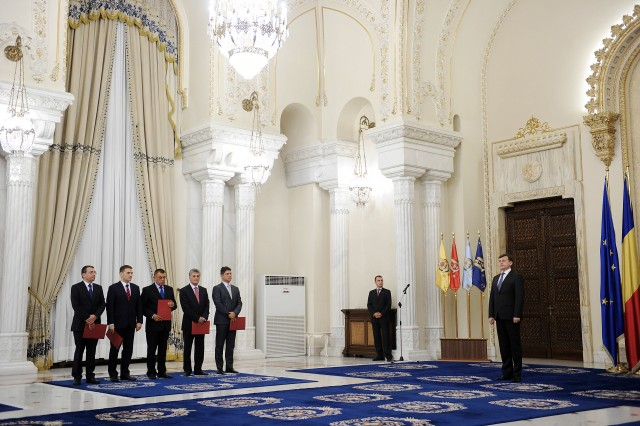
Die neuen Minister im Kabinett Ponta bei ihrem Amtseid am 7. August 2012

Ponta drückte sein Bedauern über die Regierungsumbildung aus. Er habe den scheidenden Ministern nichts vorzuwerfen. Die Kabinettsumbildung sei aber notwendig, um den Angriffen von Seiten Băsescus standzuhalten. Er habe gehofft, dass das im Mai benannte Kabinett bis zu der für November geplanten Parlamentswahl im Amt hätte bleiben können. „Aber die außergewöhnliche Situation, die durch das Handeln des suspendierten Präsidenten Traian Băsescu hervorgerufen wurde, hat uns gezwungen, uns anzupassen“, erklärte Ponta. Băsescu respektiere nicht den Willen des rumänischen Volkes und beeinträchtige durch Aktionen sowohl die Arbeit der Regierung als auch des Parlaments. Ponta wolle den Pfad der „Kriegslogik“ verlassen und stattdessen Stabilität und Vorhersehbarkeit anstreben.

###### Staatsanwaltliche Ermittlungen
Unterdessen leitete die Staatsanwaltschaft Ermittlungen wegen Amtsmissbrauchs gegen den Chef des Einwohnermeldeamts, Constantin Manoloiu, ein und beantragte die Aufhebung seiner Immunität als Abgeordneter. Er hatte die offizielle Erklärung an den Verfassungsgerichtshof unterzeichnet, aus der hervorging, dass das Innenministerium für die Korrektheit der im Vorfeld des Referendums bestätigten Wählerlisten nicht einstehen könne. Die Staatsanwaltschaft ermittelte zudem gegen den zurückgetretenen Verwaltungsminister Victor Paul Dobre, der versucht haben sollte, die Wählerlisten mit illegalen Mitteln zu bereinigen und die offiziellen Zahl der Wahlberechtigten zu manipulieren. Er soll die „Funktionsweise der Institutionen“ des Landes durch Amtsmissbrauch beeinträchtigt haben. Zum Beleg veröffentlichten die Ankläger Protokolle von abgehörten Gesprächen zwischen Dobre und verschiedenen Beamten.
Die USL soll Druck auf Dobre und Rus zur nachträglichen Abänderung der Listen ausgeübt haben. In den Tonaufnahmen sagte Rus in einem Gespräch mit Dobre, er wolle „seine alten Tage wirklich nicht im Gefängnis verbringen“ und dass er „mit seiner Unterschrift keine einzige Person mehr oder weniger“ bestätigen werde. „Woher sollen wir das Quorum erstellen“, fragte Rus in diesem Gespräch. Dobre gab in den Aufnahmen konkrete Namen von PN-L-Politikern an, die ihn „in Grund und Boden geredet“ hätten. Daran sei auch der Vizepräsident der Nationalliberalen, Radu Fenechiu (PN-L), beteiligt gewesen. Andere wiederum hätten ihn aufgefordert „aus dieser Gruppe organisierter Verbrecher zu flüchten“. Fenechiu erklärte, dass er lediglich allgemein einen Rücktritt Dobres wehen unprofessionellen Arbeitens befürwortet habe. Die Anzapfung der Telefone von Rus und Dobre erfolgte mit Bewilligung des Obersten Gerichts.
Angesichts von Kritik an der Staatsanwaltschaft hat sich der Oberste Rat der Richter in Rumänien besorgt über eine mögliche Gefährdung der Unabhängigkeit der Justiz geäußert. Der Rat, zuständig für die Unabhängigkeit der Justiz, beauftragte am 13. August die Justizaufsicht mit einer Untersuchung zu Äußerungen von Politikern der USL, die „die Unabhängigkeit der Justiz und die rechtsstaatlichen Prinzipien“ gefährden könnten.

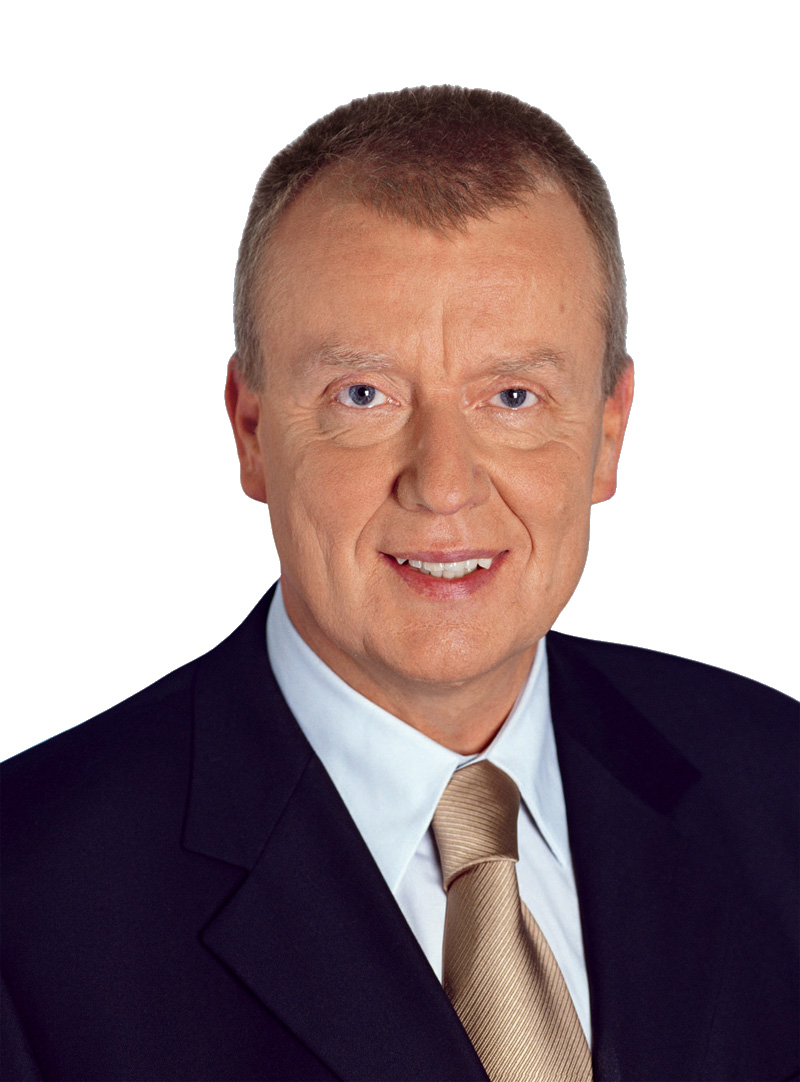
Ruprecht Polenz, Vorsitzender des Auswärtigen Ausschusses des Deutschen Bundestages
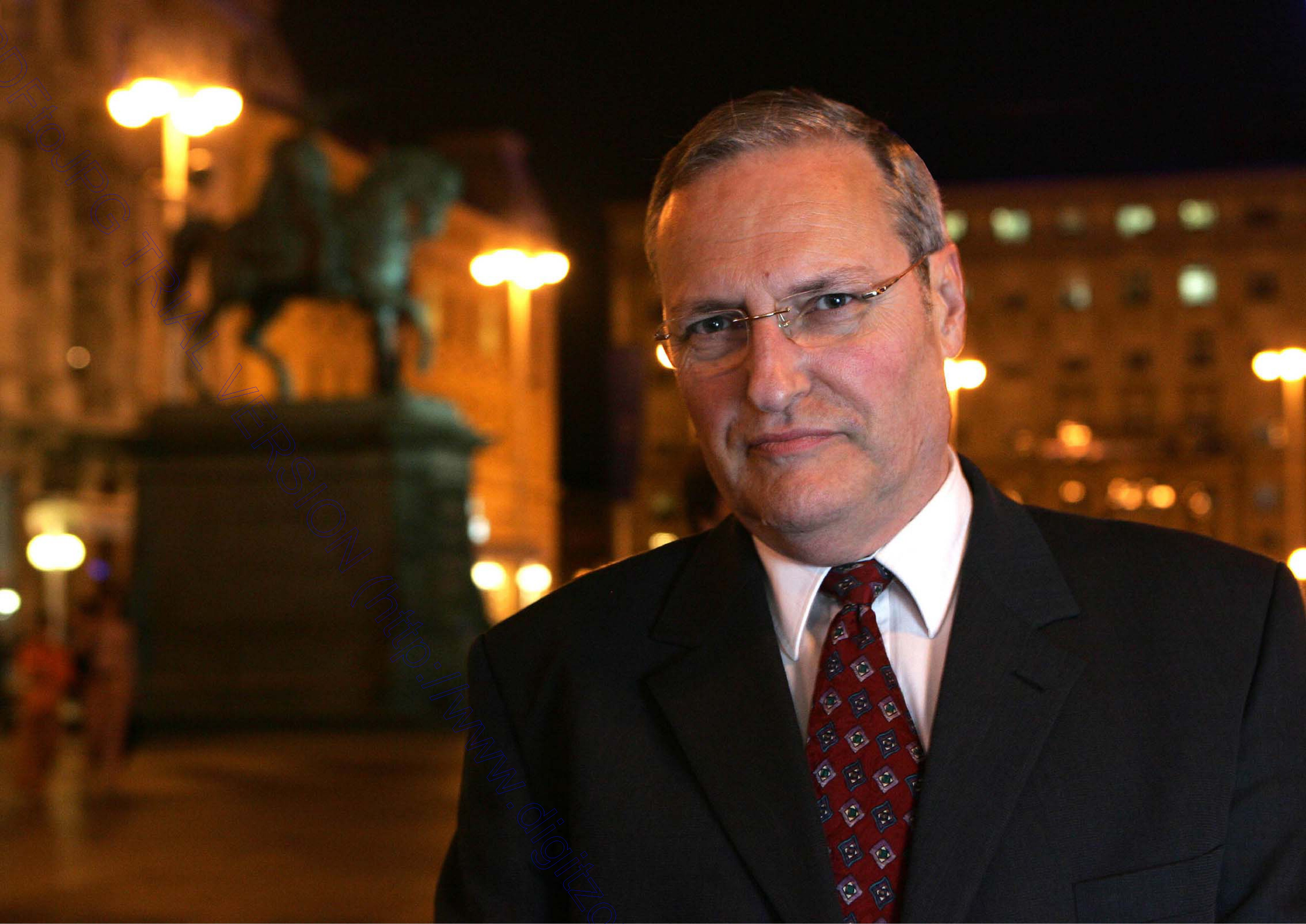
Efraim Zuroff, Direktor des Simon Wiesenthal Centers

###### Reaktion der politischen Welt
- Deutschland

Der CDU-Außenpolitiker Ruprecht Polenz forderte den Rücktritt des neuen rumänischen Ministers Dan Șova. „Ein Politiker, der die Verfolgung und Ermordung der rumänischen Juden abstreitet, ist meiner Meinung nach untragbar.“ Wer das Leid der rumänischen Juden in Abrede stelle, handle geschichtsvergessen und verantwortungslos und beleidige die Angehörigen der Opfer. Auch aus der FDP kam Kritik an Șovas Berufung. Die FDP-Europaabgeordnete Nadja Hirsch hielt Șova für „nicht ministrabel“. Der Fall Șova, aber auch die gesamte politische Situation sei „schädlich“ für Demokratie und Rechtsstaatlichkeit.
- Reaktionen der jüdischen Gemeinde

Aurel Vainer, Präsident der Föderation der jüdischen Gemeinden Rumäniens, sagte, dass die Ministerernennung von Dan Șova in ihm das Verlangen hervorrufen würde, als Zeichen der Trauer „eine schwarze Armbinde tragen“. Șovas Beförderung werfe mit Blick auf seine Aussagen der jüngsten Vergangenheit „Fragen auf“ und sende „nicht die richtige Botschaft an junge Menschen“. „Es ist schwer zu akzeptieren, dass ein junger, gebildeter Mensch behauptet, der Holocaust in Rumänien sei nie geschehen.“
Erwin Simsensohn, Vorsitzender der jüdischen Gemeinde in Bukarest, meinte: „Nur in Rumänien kann man den Holocaust leugnen und dann zum Minister ernannt werden.“ Abraham Giltman, Oberhaupt der jüdischen Gemeinde in Iaşi, erklärte: „Alles, was Herr Șova gesagt hat, ist schlicht falsch. […] Täter war nicht die Wehrmacht, sondern Antonescu, den Herr Șova, wie viele andere Rumänen, nach wie vor für einen Helden hält.“ Als Minister für die Kommunikation mit dem Parlament spielt Sova eine Schlüsselrolle bei der Gestaltung der legislativen Agenda und war einer der radikalsten Befürworter der Amtsenthebung von Präsident Traian Băsescu. „Das ist nicht ohne bittere Ironie, denn Traian Băsescu selbst ist voriges Jahr durch die Verharmlosung Antonescus und durch ähnlich ignorante Behauptungen über den Holocaust aufgefallen“, meinte der Historiker Lucian Boia von der Universität Bukarest.
Der Präsident des Zentralrats der Juden in Deutschland, Dieter Graumann, zeigte sich enttäuscht: „Dass ein Holocaust-Leugner in die Regierung aufgenommen wurde, ist schändlich und unmoralisch. Dringend stellt sich daher die Frage, inwieweit Rumänien tatsächlich in der europäischen Wertegemeinschaft angekommen ist.“ „Die EU und die Bundesregierung sollten der rumänischen Regierung rasch deutlich machen, dass ganz Europa besonders kritisch auf diesen skandalösen Fall blickt.“ Unterschiede in den EU-Staaten gebe es ohnehin zur Genüge. „Bei diesem Thema, der Anerkennung der Shoa und ihrer Opfer, darf es sie jedoch überhaupt nicht geben.“ Graumann vermutete allerdings weit mehr rechtsextreme Tendenzen in Europa als bisher bekannt. „Eine neue braune Pest scheint sich in einigen europäischen Regierungskreisen breit zu machen.“ Dass, wie in Rumänien, einem Holocaust-Leugner sogar Ministerwürden zuteilwürden, sei „absolut verantwortungslos und widerwärtig“. Graumann warf Rumänien zudem vor, schon viel zu lange Zeit versucht zu haben, den Mythos der Unschuld während der Shoa aufrechtzuerhalten und die eigenen Verbrechen totzuschweigen. „So wurden die knapp 300.000 jüdischen Opfer und 20.000 Opfer der Sinti und Roma verhöhnt und sozusagen noch einmal getötet“.
Efraim Zuroff vom New Yorker Simon Wiesenthal Center äußerte sich empört über die Ernennung Șovas zum Minister.
- Nichtregierungsorganisationen

Massive Kritik kam auch von Nichtregierungsorganisationen, darunter von der Internationalen Helsinki-Föderation für Menschenrechte.

##### Dringende Mitteilung des Verfassungsgerichts an europäische Institutionen
Der Präsident des Verfassungsgerichts, Augustin Zegrean, klagte in einer „dringenden Mitteilung“ an die EU-Kommission, den Europarat und die Hohe Kommissarin der Vereinten Nationen für Menschenrechte, Navanethem Pillay, über massive Einmischung Premier Pontas in Entscheidungen des Gerichts. Zegrean informierte in seiner Mitteilung darüber, dass einer der Richter nicht abstimmen wolle, weil er und seine Familie „ernsthaft bedroht“ worden seien. Auch die Richterin Aspazia Cojocaru habe „ernste Drohungen erhalten“ und Anzeige erstattet „gegen diejenigen, die ihr Leben bedroht haben“, bei einem anderen Richter habe die Regierung die Rechtmäßigkeit seiner Ernennung bestritten. Zudem habe Interimspräsident Antonescu erklärt, die Regierung werde ungeachtet der Meinung des Gerichts an der Amtsenthebung Băsescus festhalten.

###### Reaktion der politischen Welt

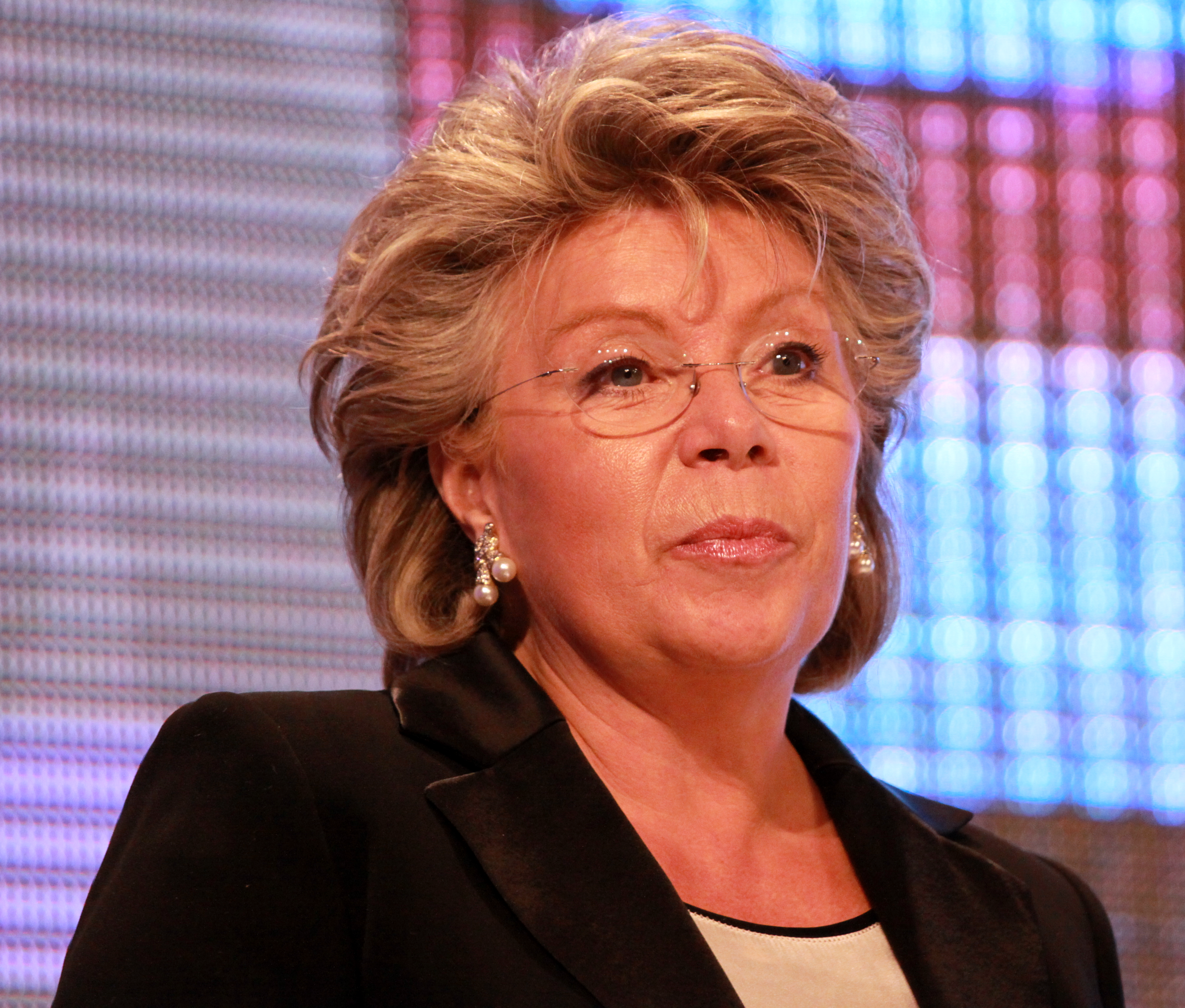
EU-Kommissarin Viviane Reding
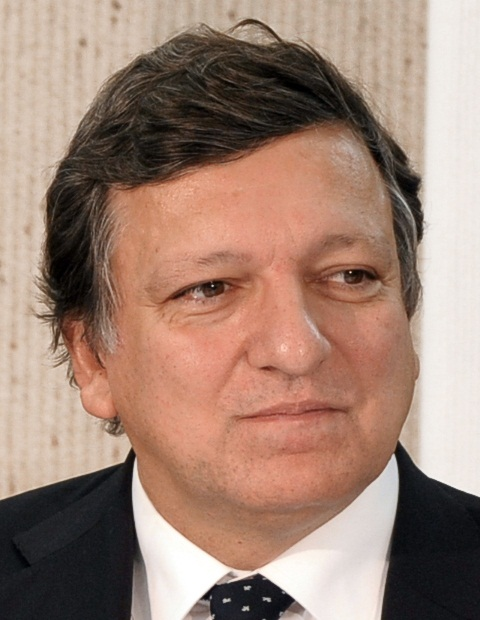
EU-Kommissionschef José Manuel Barroso

- Europäische Union

EU-Kommissarin Viviane Reding zeigte sich „sehr besorgt“ über den politischen Druck auf die obersten Richter Rumäniens. Die EU-Kommission verfolge die Lage in Rumänien „sehr aufmerksam“" und sei „entschlossen, die Respektierung der Rechtsstaatlichkeit und der Unabhängigkeit der Justiz in Rumänien zu garantieren“. Sie sei „besonders besorgt“ über die Mitteilung hinsichtlich der Drohungen gegen Richter im Streit um die Absetzung des Staatspräsidenten. „Ich möchte daran erinnern, dass Politiker nicht versuchen dürfen, Richter vor anstehenden Entscheidungen einzuschüchtern und Richter nicht wegen Entscheidungen, die ihnen nicht gefallen, angreifen dürfen.“
In einem am 10. August veröffentlichten Brief von EU-Kommissionschef Barroso an Ministerpräsident Ponta hieß es, die Kommission sei „zutiefst besorgt“ über den offenkundigen Versuch der rumänischen Regierung, das gescheiterte Referendum zur Amtsenthebung von Staatspräsident Băsescu nachträglich umzudeuten. Die endgültige Entscheidung über die Gültigkeit der Volksabstimmung habe allein das Verfassungsgericht zu treffen, „alle anderen Parteien sollten auf eigene Interpretationen verzichten“. Die Regierung habe dem Gericht die für seine Entscheidung benötigten Wählerlisten unverzüglich bereitzustellen, damit dieses sein Urteil so bald wie möglich fällen könne. Außerdem sei Barroso besorgt über Vorwürfe, wonach Verfassungsrichter unter Druck gesetzt und gezielt eingeschüchtert worden seien. Diese müssten umgehend geprüft und gegebenenfalls mit einer Bestrafung der Verantwortlichen beantwortet werden. In dem Brief gab Barroso deutlich seine Enttäuschung über die jüngsten Entwicklungen zu spüren und erinnerte Ponta an die „Zusicherungen, die Sie mir persönlich gemacht haben“. Barroso ermahnte den Ministerpräsidenten erneut, seinen Worten auch Taten folgen zu lassen. „Ich vertraue darauf, dass Sie und Ihre Regierung im Interesse Rumäniens und seiner Bürger die notwendigen Beschlüsse fassen, um die Versprechen auch umzusetzen.“ Die vollständige Befolgung der aufgetragenen Kurskorrekturen sei „essenziell für Rumäniens Glaubwürdigkeit sowie seine wirtschaftliche und finanzielle Stabilität“. Die vertieften Gräben zwischen den politischen Kräften im Land und der scharfe Umgangston seien „Besorgnis erregend“. Barroso kündigte mit Blick auf die jüngsten Geschehnisse an, das Handeln der Regierung Ponta genau unter die Lupe zu nehmen. Neben der allgemeinen Lage werde im nächsten Fortschrittsbericht „insbesondere die Entwicklung nach dem Referendum“ untersucht. Er erinnerte daran, dass es für Rumäniens Glaubwürdigkeit „wesentlich“ sei, die im Justiz-Fortschrittsbericht der EU-Kommission festgelegten Empfehlungen vollständig und genau umzusetzen.
Die EU-Abgeordnete Monica Macovei (PDL) sagte am 12. August, sie „erwarte einen Bürgerkrieg“ in ihrem Land. „Niemals zuvor hat Rumänien erlebt, was seit zwei Monaten vorgeht. Deswegen habe ich gesagt, dass wir uns am Abgrund befinden und ich einen Bürgerkrieg erwarte. Die Menschen sollten verstehen, dass wir uns in einer sehr ernsten Lage befinden“, sagte sie im rumänischen Fernsehen. „Ich glaube, dass ein Bürgerkrieg bevorsteht, weil diese Menschen, die Sozialliberale Union (USL), nicht aufgeben werden.“ […] „Sie sind eine organisierte kriminelle Organisation, so definieren sie sich. Eine Gruppe, die einige Personen verlassen, um – ich zitiere – nicht ihren Lebensabend im Gefängnis verbringen zu müssen. Darüber sprechen wir, das sind die Leute, die diese Situation verursacht haben“, so Macovei. Sie hätte Zugriff auf Protokolle von Kabinettssitzungen, bei denen die USL sich unbeeindruckt von westlicher Kritik zeige.
- Europarat

Gianni Buquicchio, Präsident der Venedig-Kommission (Europäische Kommission für Demokratie durch Recht), sagte: „Ich bin überrascht, sogar schockiert, dass das Verfassungsgericht eines Mitgliedstaates des Europarats und der Europäischen Union sich innerhalb kurzer Zeit zum zweiten Mal an die Venedig Kommission wenden muss um seine Unabhängigkeit zu bewahren.“ Er erwarte, dass „die rumänischen Behörden die betroffenen Richter und deren Familien schützt und alle notwendigen Schritte ergreifen wird um die Urheber solcher Drohungen zur Rechenschaft zu ziehen.“

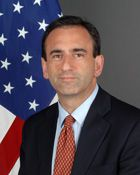
Stellvertretender US-Außenminister Philip Gordon

- Vereinigte Staaten von Amerika

Die Außenministerin der Vereinigten Staaten Hillary Clinton entsandte am 12. August ihren Stellvertreter Philip H. Gordon zu Gesprächen über die aus Sicht der USA besorgniserregende politische Lage nach Rumänien. Gordon werde in Bukarest mit Vertretern der Regierung, der Zivilgesellschaft und der Wirtschaft sprechen. Die USA seien besorgt wegen der „letzten Aktionen der Regierung, die die demokratische Gewaltenteilung bedrohen und die Unabhängigkeit staatlicher Institutionen schwächen“.
Gordon traf während seines ersten offiziellen Besuchs in Bukarest Premierminister Ponta, den Übergangspräsidenten Crin Antonescu und den suspendierten Präsidenten Traian Băsescu. Gordon sagte: „Uns sind glaubwürdige Anschuldigungen zu Ohren gekommen, von großangelegtem Wahlbetrug, von versuchten Änderungen an Wählerlisten und Versuchen das Verfassungsgericht unter Druck zu setzen, […] alles dies stellt das Urteil in Frage, unabhängig davon, wie es ausfällt.“ „Wenn die Legitimität in Frage gestellt ist […], dann werden die Finanzmärkte verunsichert, Investoren werden sich anderen Märkten zuwenden, und Verbündete werden sich bei der Fortsetzung gemeinsamer Projekte weniger wohlfühlen.“ „Weil uns Rumänien am Herzen liegt […] sind wir besorgt über einige der jüngsten Entwicklungen, so auch das Referendum und die Art und Weise, wie es derzeit überprüft wird“.
Gordon wolle in diesem Machtkampf nicht Partei ergreifen und strebe weiterhin gute Beziehungen zwischen den USA und Rumänien an, in denen demokratische Institutionen und Rechtsstaatlichkeit respektiert würden. Auf die Frage, ob ihn die rumänischen Staats- und Regierungschefs bei seinen Begegnungen überzeugen konnten, antwortete Gordon, dass Taten wichtiger seien als Worte und drückte seine Hoffnung aus, dass die rumänische Führung dem Rat der USA und der EU folgen und ihre Institutionen und die Rechtsstaatlichkeit respektieren würden. Er beschrieb die aktuelle Situation als einen „Test“ für Rumänien. „Wir wollen dazu beitragen, dass Rumänien diesen Test besteht. Es ist im Interesse Rumäniens diesen Test zu bestehen“, sagte Gordon. Er nannte Rumänien „einen strategischen Partner“. Die US-Verwaltung unterstütze sämtliche Forderungen der EU-Kommission an Rumänien ausdrücklich; sofern es anhaltende Zweifel an der Demokratie und Rechtsstaatlichkeit im Land gebe, werde früher oder später auch die strategische Partnerschaft zwischen den USA und Rumänien in Frage gestellt, warnte Gordon.
- Antworten aus Rumänien

Ponta sagte der Berliner Zeitung am 10. August, Băsescu habe Beschlüsse der Regierung konterkariert und das Parlament bedroht: „Er wollte gegen die neue Regierung in den Krieg ziehen.“ Er beschuldigte Băsescu, das Parlament bedroht zu haben. „Băsescu wollte Gesetzentwürfe nicht akzeptieren.“ „Als das Parlament die Präsidenten beider Kammern – die aus seiner Partei sind – austauschte, bedrohte er das Parlament“. Die EU-Kommission habe das Quorum gewollt, „das es aber anderswo nicht gibt“. Băsescu habe das mit einem Boykottaufruf ausgenutzt. Auf den Wählerlisten seien noch viele Verstorbene oder Ausgewanderte. Er versprach, die Entscheidung des Verfassungsgerichts zu respektieren. Außerdem kündigte er an, den Haushalt der Gerichte einem unabhängigen Magistrat zu unterstellen. Bisher hätten die Regierungen das Budget beim Justizministerium angesiedelt, um „eine Art Hebel gegen die Justiz in der Hand zu haben“. „Wir sind mit 22 Jahren eine junge Demokratie.“ Aber die Institutionen würden respektiert und seien stabil.
Ponta antwortete am 11. August auf Barrosos Brief, Brüssel sei über die Situation in Rumänien falsch unterrichtet. Er sagte vor einer Gruppe von Unterstützern, dass „das Ende Băsescus und derer die ihn umgeben“ näher rücke. Außerdem griff er die Kritik der Medien an der USL scharf an. Băsescu wiederum beschuldigte die Regierung, EU-Mittel nicht anzunehmen, die für die schwächelnde Wirtschaft des Landes dringend benötigt würden.
Ponta sagte nach seinem Treffen mit dem US-Gesandten Gordon, dass es das im Interesse seiner Regierung liege, so bald wie möglich ein endgültiges Urteil zum Referendum zu erreichen. Er hoffe, dass dieser Besuch dazu beigetragen habe, die USA „besser mit den demokratischen Optionen Rumäniens vertraut“ zu machen.
In einer Presseerklärung nach dem Treffen mit Gordon wiederholte Ponta das Bekenntnis seiner Regierung zur Partnerschaft mit den USA als eine Säule der Außenpolitik Rumäniens.
In einem Interview mit dem Handelsblatt vom 15. August war Ministerpräsident Ponta nach eigener Aussage dazu bereit, mit dem suspendierten Präsidenten Traian Băsescu zu kooperieren. Sollte das Verfassungsgericht das Referendum zum Sturz Băsescus für ungültig erklären, werde er die Entscheidung respektieren und Băsescu als Präsident wiedereingesetzt: „Ich werde jede Entscheidung akzeptieren.“ Ponta räumte ein, dass der Machtkampf das Image des Landes ramponiert habe: „Natürlich wurde die Reputation Rumäniens beschädigt“. Er selbst habe sich aber nach dem Referendum mit Angriffen gegen Băsescu zurückgehalten. Aus seiner Sicht habe das Referendum die politische Krise beendet. Zugleich behauptete Ponta aber auch, „dass die meisten europäischen Institutionen und Medien Opfer einer gut organisierten Desinformationskampagne durch Băsescus Leute geworden sind. Ich sage Ihnen auch warum: Auf nationaler Ebene war er sehr unbeliebt und hatte die Schlacht verloren.“ Trotz der erheblichen wirtschaftlichen Folgen der Auseinandersetzung ging Ponta davon aus, nicht auf finanzielle Hilfe von IWF und EU angewiesen zu sein: „Nein, wir werden den fünf Milliarden Euro schweren Notfallkredit definitiv nicht brauchen – es sei denn, in der Euro-Zone kommt es zu unvorhersehbaren Problemen.“ „Wir werden weiter an die Finanzmärkte gehen, die Lage ist stabil.“ Rumäniens verheerendes Image im Ausland gehe „hundertprozentig“ auf das Konto Băsescus.

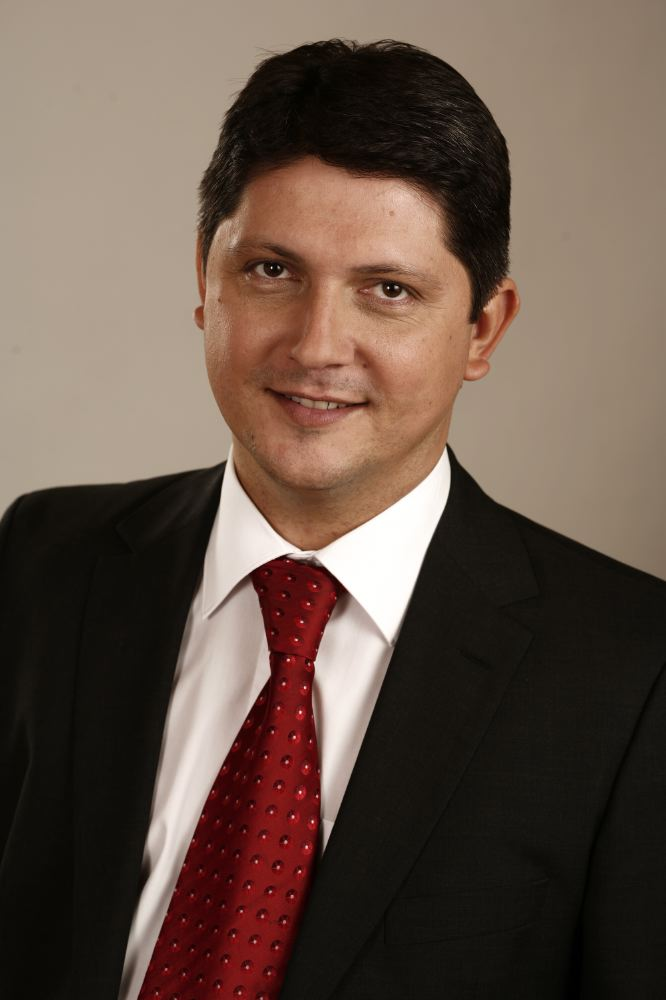
Titus Corlățean
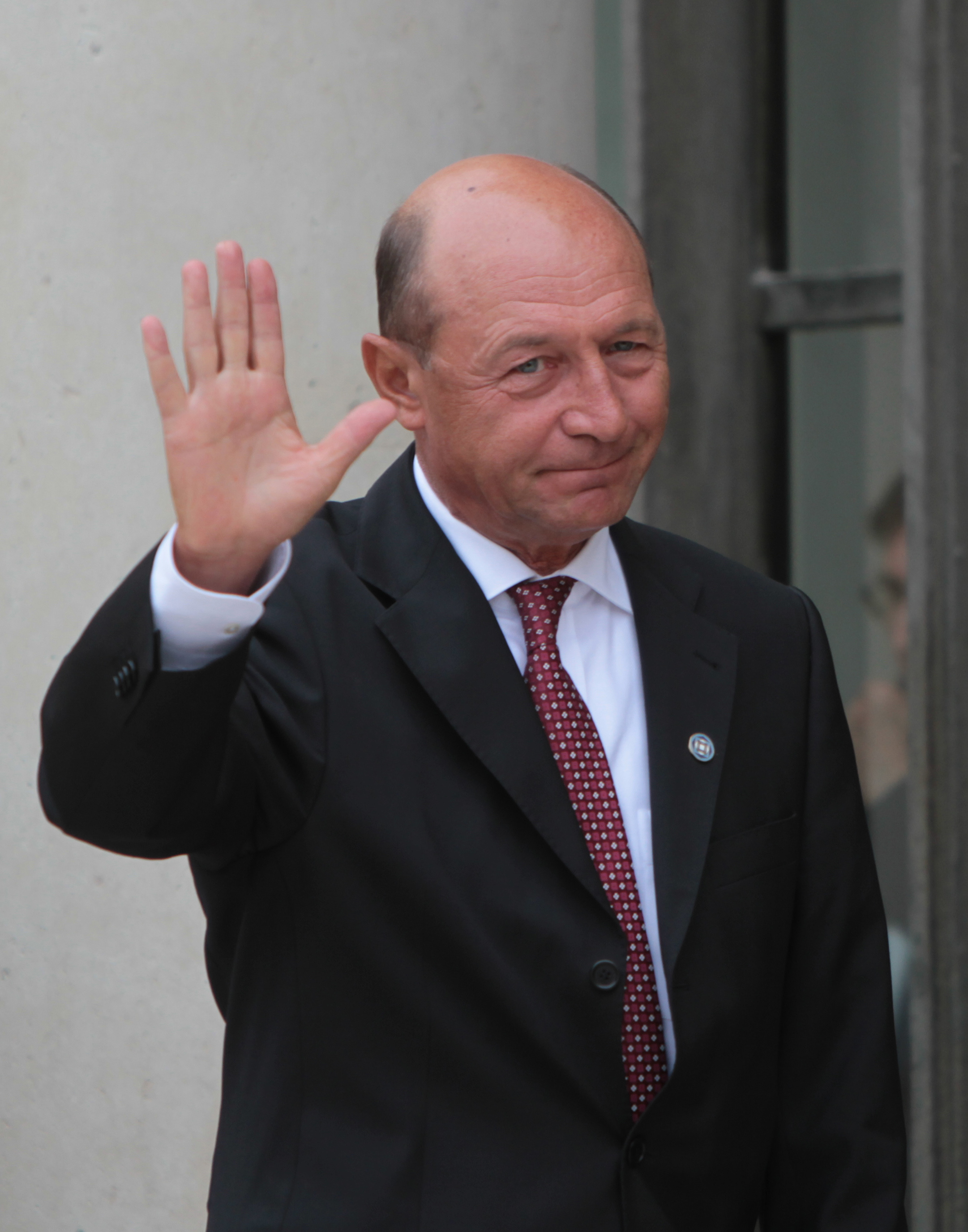
Traian Băsescu

Ponta konnte sich „absolut“ einen Kompromiss mit Băsescu vorstellen. Aus seiner Sicht sei die politische Krise seit dem Referendum beendet, er hätte zusammen mit anderen Regierungsmitgliedern den Kampf eingestellt. „Ich habe mich nicht mehr zu Băsescu und dem Verfassungsgericht geäußert. Sie sollten aber wissen, dass die meisten europäischen Institutionen und Medien Opfer einer gut organisierten Desinformationskampagne durch Băsescus Leute geworden sind. Ich sage Ihnen auch warum: Auf nationaler Ebene war er sehr unbeliebt und hatte die Schlacht verloren.“ „Laut rumänischer Verfassung ist das Verfassungsgericht nicht Teil des Justizsystems. Darüber herrscht auch Unklarheit bei unseren EU-Partnern. Von den neun Richtern werden drei vom Präsidenten ernannt, drei vom Senat und drei vom Abgeordnetenhaus. Das Gericht ist also eine politische Institution.“ „Ich habe keinen Druck auf das Gericht ausgeübt. Und ich habe immer betont, dass ich alle Entscheidungen des Gerichts akzeptieren werde. Barroso hat nicht gesagt, dass die Regierung die Richter unter Druck gesetzt hat, er hat an mich geschrieben, weil ich als Regierungschef sein Ansprechpartner bin.“
Das rumänische Außenministerium erklärte, dass das Bedrohen von Richtern nicht toleriert werden würde und ersuchte die Betroffenen derartige Vorfälle den Behörden zu melden. Das Ministerium betonte, dass die rumänische Regierung „keine Ausnahme von der strikten Einhaltung der verfassungsrechtlichen Grundprinzipien der Unabhängigkeit der Justiz und des Verfassungsgerichts macht und machen wird“. Der neue Außenminister Titus Corlățean warf Zegrean vor, durch seinen Beschwerdebrief dem Ansehen Rumäniens geschadet zu haben. Der Vizechef der PN-L, Mihai Voicu, kritisierte, Zegrean verfasse „Strafpredigten“ und stelle Rumänien in Europa als „Katastrophenland“ dar.
Băsescu werde „absolut“ als legitimer Staatspräsident wieder eingesetzt, sollte das Verfassungsgericht entsprechend urteilen. Eine Kohabitation mit Băsescu machte Ponta gegenüber The Guardian davon abhängig, dass Băsescu „sich an seine verfassungsrechtlichen Befugnisse hält“, die „nicht sehr weit“ seien. Ponta selbst hält eine künftige Zusammenarbeit für unwahrscheinlich: „Băsescu hat eine sehr starke Persönlichkeit. Er war früher Schiffskapitän und seine DNA ist nicht fähig, mit irgend jemandem zusammenzuarbeiten.“ Er verglich Băsescu erneut mit dem 1989 gestürzten kommunistischen Diktator Ceaușescu und erklärte, dass die letzten zwanzig Jahre „vergeudet“ worden seien. Ceaușescu und Băsescu hätten beide Institutionen wie das Parlament, die Regierung und die Geheimdienste kontrolliert, was den Wunsch der Bevölkerung erkläre, ihn „loszuwerden“. „Dies ist vielleicht die schwerwiegendste Krise der letzten zehn Jahre“, doch „nach diesem heißen Sommer werden wir alle zu einer normalen Situation zurückkehren und beweisen, dass alle unsere europäischen Versprechen eingehalten werden“.
Băsescu erklärte, zwar mit der USL, nicht aber mit Ponta kohabitieren zu wollen.
Crin Antonescu meinte siegessicher: „In einem demokratischen Prozess zählt jede Stimme. Wir werden nach dem Verfassungsgerichtsurteil Sicherheit darüber haben, ob wir vorgezogene Präsidentschaftswahlen durchführen werden oder nicht. Rumänien wird natürlich nicht in eine Periode der Instabilität fallen. Der politische Kampf ruht und wird später erwartet, wenn wir Anfang November Parlamentswahlen haben und – meiner Ansicht nach höchstwahrscheinlich – auch Präsidentschaftswahlen.“ Es sei „unerhört“, dass Barroso „von irgendwoher aus dem Urlaub“ schreibe und gar nicht wisse, „was bei uns eigentlich vorgeht“, sagte Antonescu. Washington sei ähnlich unwissend: Gordon sei „inadäquat über die Lage in Rumänien informiert“ gewesen.
Auch Ion Iliescu, der ehemalige rumänische Staatspräsident, bezeichnete die „stürmische Anreise“ von Clintons Stellvertreter als „unerquicklich“ und Folge der „Desinformationskampagne“ des vom Amt suspendierten Staatschefs.

##### „Berichtigung“ im Amtsblatt
Am 7. August kam es zu einer angeblich vom Verfassungsgericht verfassten „Berichtigung“ im rumänischen Amtsblatt, die darlegte, dass die auf Sonderlisten geführten im Ausland lebenden rumänischen Staatsbürger auf den ständigen Wählerlisten verzeichnet sein müssten.
Die Verfassungsrichter Tudorel Toader, Ion Predescu und Acsinte Gaspar sagten, sie hätten von dieser Berichtigung keine Kenntnis gehabt, sie sei ohne ihr Wissen an das Amtsblatt geschickt worden. Sie forderten vom Verfassungsgerichtsvorsitzenden, Augustin Zegrean, die Einberufung des Plenums aller neun Richter. Toader sei auch von der Anrufung der Venedig-Kommission nicht in Kenntnis gesetzt worden. Predescu hatte am 7. August erklärt, dass die Entscheidung, eine Berichtigung an das Amtsblatt zu senden, nur im Plenum der neun Richter getroffen werden könne. Das Verfassungsgericht sollte am 14. August zu seiner außerordentlichen Sitzung zusammentreten, obwohl es unklar war, ob alle neun Richter anwesend sein würden. Predescu erklärte, dass mindestens sechs Richter anwesend sein müssten.
Die Oberste Staatsanwaltschaft schaltete sich ein, um beim Verfassungsgericht zu prüfen, ob „Fälschungen in öffentlichen Eintragungen“ vorgekommen wurden. Eine natürliche Person hätte sich an die E-Mail-Adresse der Staatsanwaltschaft gewandt und Strafanzeige erstattet, wegen der „gegensätzlichen“ Schreiben, die das Verfassungsgericht an das Amtsblatt geschickt hätte. Die „Berichtigung“ widerspreche der vorher veröffentlichten Urteilsbegründung zum Referendum vom 29. Juni.
Premier Victor Ponta erklärte, dass die Berichtigung im Amtsblatt veröffentlicht wurde, weil die Absender dafür die Verantwortung tragen. Es sei nicht Sache des Amtsblatts zu prüfen, ob das Verfassungsgericht legal zusammengetreten ist. Es sei jedoch klar, dass die Oberstaatsanwaltschaft untersuchen müsse, ob es Fälschungen in diesen Schreiben gibt und wer die Fälschungen vorgenommen hat.
Der stellvertretende Vorsitzende der PN-L, Varujan Vosganian, sagte, dass die Staatsanwaltschaft rasch handeln müsse, um die zwielichtige Situation zu klären, in die das Verfassungsgericht geraten sei. Wenn es zwei Rechtsakte gebe, die sich widersprechen, dann könne nur einer richtig sein. Es müsse festgestellt werden, wer den Willen des Plenums abgeändert und diese „Fälschung in öffentlichen Akten“ vorgenommen habe.
Der delegierte Minister für Verwaltung, Radu Stroe (PN-L), äußerte hingegen, dass die im Amtsblatt erschienene Berichtigung eine Fälschung sei, man werde sie bei der Überprüfung der ständigen Wählerlisten nicht berücksichtigen. Dabei werde niemand die ständigen Listen antasten, man werde aber die Fälle prüfen, die in den acht Punkten der Regierungsdenkschrift vorgesehen seien.
Traian Băsescu erklärte, dass die Verfassungsrichter die „Berichtigung“ klären würden, die Politiker sollten sich nicht einmischen.

##### Urteilsspruch des Verfassungsgerichts
Obwohl das Verfassungsgericht von der Regierung die am 29. Juli gültigen Wählerlisten angefordert hatte, beharrte diese auf der „Aktualisierung“ der Listen. Verwaltungsminister Radu Stroe erklärte am Wochenende vor dem erwarteten Urteilsspruch, dass die von den Lokalbehörden eingeforderten aktualisierten Daten eingegangen seien und auf „erhebliche Überraschungen“ hindeuten würden. Von den Listen ausgeschlossen seien zahllose längst verstorbene Bürger sowie solche mit Wohnsitz im Ausland. Innenminister Mircea Duşa erläuterte, dass die Regierung damit dem Gericht eine „Einschätzung“ des Wählerkorps zur Verfügung stellen wolle.
Die Opposition beklagte indes, die Exekutive lasse willkürlich zwischen 2,5 und mehr als 3 Millionen Bürger von den Wählerlisten streichen, auch habe sie dem Gericht die am 29. Juli gültigen Wählerlisten noch immer nicht zukommen lassen. Der Abgeordnete Cristian Boureanu teilte mit, die PD-L werde gegen Premierminister Ponta und die Minister Stroe und Duşa Strafanzeige wegen Manipulierung des Referendumsergebnisses erstatten.
Am 20. August übermittelten das Innen- und Außenministerium neue Zahlen über die Wahlberechtigten Rumäniens an die Verfassungsrichter. Demnach könnten fast 35.000 Bürger von den Wählerlisten gestrichen werden. Etwa 26.000 davon seien verstorben, die übrigen hätten das Wahlrecht aus verschiedenen anderen Gründen verloren. 512.379 Bürger Rumäniens besäßen keinen gültigen Personalausweis.
Ponta sagte am Vortag des erwarteten Urteils, er hoffe, dass die politische Pattsituation zu ihrem Ende kommen werde. „Ich wünsche, dass morgen eine Entscheidung getroffen wird, es wird helfen, die Diskussion über die politische Krise zu beenden.“ Er würde eine Entscheidung von mindestens sechs Mitgliedern des neunköpfigen Gerichts akzeptieren, ging aber nicht weiter auf andere Konstellationen ein. „Wenn sich sechs [von neun] Richter entscheiden, das Referendum für ungültig zu erklären, dann kehrt Băsescu in sein Amt zurück“, sagte er. Analysten sagten voraus, dass das Gericht eher eine 5:4-Entscheidung zu Gunsten Băsescus treffen würde.
Der Druck auf das Verfassungsgericht stieg täglich, auch als die neun Richter am Tag des Urteils bereits zusammengetreten waren, reichten die Präsidenten der beiden Parlamentskammern noch weitere „schriftliche Empfehlungen“ ein.
Urteil und Kommentare
Das Verfassungsgericht erklärte am 21. August die Volksabstimmung zur Amtsenthebung von Präsident Băsescu für ungültig und bestätigte, dass das festgelegte Quorum nicht erreicht worden sei, um Băsescu seines Amtes zu entheben. Mit dem Urteil bleibe der Staatschef im Amt. Die Entscheidung des Gerichts erfolgte mit sechs gegen drei Stimmen und damit mit der erforderlichen Zwei-Drittel-Mehrheit. Die Richter akzeptierten in ihrem Urteil nur die Streichung von etwa 30.000 Toten aus den Wahlverzeichnissen.
Eine Woche nach dem Urteil billigte das Parlament Băsescus Rückkehr in sein Amt, womit auch die Interimspräsidentschaft von Crin Antonescu endete. Băsescu nahm am 28. August nach 52 Tagen seine Amtsgeschäfte wieder auf, nachdem die Abstimmung zum Urteil im Amtsblatt veröffentlicht worden war.
Für Übergangspräsident Antonescu war der Befund des Verfassungsgerichts „zutiefst ungerecht“ und „ein Schlag gegen den Rechtsstaat“. Er werde das Urteil des Verfassungsgerichts aber respektieren: „Ich habe die Entscheidung des Gerichts zur Kenntnis genommen, und wie bereits angekündigt werden wir ihr folgen.“ Er und seine Partei würden Băsescu politisch „nie und nimmer“ anerkennen, weil dieser durch das Votum von 7,4 Millionen Wählern seine Legitimität als Staatschef eingebüßt habe. Antonescu rief die Bürger des Landes dazu auf, öffentlich gegen die Entscheidung des Verfassungsgerichtes zu protestieren, bis „das Regime Băsescu eliminiert“ und „Rumänien befreit“ sei. Er stellte zugleich ein neues Amtsenthebungsverfahren gegen Băsescu in Aussicht. Antonescu sagte an anderer Stelle, „der Wille von sechs Politruks“ habe sich gegenüber „dem Willen von achteinhalb Millionen Rumänen“ durchgesetzt. Mit solchen Äußerungen, klagten die Richter, werde die Autorität des Verfassungsgerichts untergraben. Damit werde Artikel 147/4 der Verfassung gebrochen, der die Entscheidungen des Verfassungsgerichtshofes für allgemein verbindlich erklärt.
Nach Premierminister Pontas Ansicht richte sich das Urteil „gegen den Volkswillen“ und verstoße gegen demokratische und gesetzliche Regelungen. Er kündigte einen Vorstoß für eine umfassende Verfassungsreform im Parlament an. Er werde die Rumänen weiterhin gegen ein „unterdrückerisches Regime“ verteidigen und dem Parlament eine umfassende Verfassungsreform vorlegen, um sicherzustellen, dass Rumänien „nie mehr nur einer einzigen Person ausgeliefert“ sein werde. Eine eindeutige Aussage über die weitere politische Zusammenarbeit mit Băsescu lehnte Ponta ab. Băsescu sei als Präsident „illegitim“ und stelle für sein Kabinett „keinen Gesprächspartner“ dar. Dennoch hoffe er, dass nunmehr „die politische Krise beendet wird, die Rumänien so viel Schaden zugefügt hat“. Deshalb wolle er das Urteil respektieren und umsetzen. Premierminister Ponta betitelte die Verfassungsrichter als „ehrlos“. Die Richterin Aspazia Cojocariu beschuldigte er persönlich, sie sei „in Băsescus Lager“ gewechselt und habe so die Mehrheit für einen „illegalen, ungerechten und politisch motivierten“ Befund geschaffen, und sei damit für die Rückkehr Băsescus als Staatschef verantwortlich.
Cojocariu, die 2004 von den Sozialisten zur Richterin berufen worden war und zuletzt Morddrohungen erhalten hatte, entgegnete, sie sei „Richterin, keine Politikerin“ und akzeptiere keine Parteibefehle. „Ich verbiete einem Milchbubi, der noch nie eine Prüfung rechtens bestanden hat, mir mit Drohungen zu kommen“, so die Richterin in Anspielung auf Pontas Plagiatsaffäre. Die Richterin erklärte, dass eine Mindestbeteiligung beim Referendum verlangt gewesen und nicht erreicht worden sei, das sei schlicht ein Faktum. Sie habe keine andere Möglichkeit gehabt, als dies zu akzeptieren, wenn sie nicht Recht habe brechen wollen. Sie habe keine Lust, im Gefängnis zu landen. Hierbei wählte Cojocaru ähnliche Worte wie der zuvor zurückgetretene Innenminister Rus. Das Verfassungsgericht beklagte, es sei öffentlichen „Verleumdungen“ ausgesetzt. Die Angriffe gingen von „den Behörden und Medien“ des Landes aus, hieß es in einer Erklärung der Verfassungsrichter. Die Angriffe könnten das Ansehen des Gerichts beschädigen und ihm seine „Glaubwürdigkeit rauben“.
Das Verfassungsgericht forderte die neue Justizministerin Mona Pivniceru zur Stärkung der Justiz auf. Der Oberste Magistraturrat regte zudem die Bestrafung von politischem Druck auf die Justiz an.
Präsident Băsescu erklärte, er wisse nicht, ob ihn das Ergebnis optimistisch oder pessimistisch stimmen solle.
Etwa 200 Menschen protestierten am Tag des Urteilsspruchs vor dem Gerichtsgebäude gegen das Urteil. In der Nacht trieb die Entscheidung des Verfassungsgerichts etwa tausend Gegner Băsescus auf die Straße.
Kommentatoren glauben, dass sich der Machtkampf zwischen Präsident und Regierung fortsetzen dürfte.
Sie rechnen damit, dass er mindestens bis zu den Parlamentswahlen am 9. Dezember anhält. Băsescu wurde 2009 für fünf Jahre bis 2014 gewählt.

###### Reaktion der politischen Welt
- Europäische Union

EU-Kommissionssprecher Olivier Bailly hatte am 21. August vor dem Urteil daran erinnert, dass Kommissionspräsident Barroso alle Parteien in einem Schreiben vor elf Tagen dazu aufgefordert habe, die Entscheidung des Höchstgerichts zu respektieren, unabhängig davon, wie diese ausfalle.
Die EU-Kommission erklärte nach dem Urteilsspruch, sie erwarte die rasche Rückkehr von Präsident Băsescu in das höchste Staatsamt. Alle politischen Akteure müssten die Entscheidung des Verfassungsgerichtes umsetzen. „Dementsprechend sollte das rechtliche Verfahren zur Wiedereinsetzung von Präsident Băsescu respektiert werden.“ „Die EU-Kommission erwartet, dass die rumänischen Stellen sich der Rechtsstaatlichkeit und den Entscheidungen des Verfassungsgerichtshofes beugen.“ Die Kommission forderte alle politischen Kräfte zur „Respektierung der europäischen Werte“ auf. Sie müssten im Interesse Rumäniens verantwortlich und konstruktiv handeln, um Spaltungen zu überwinden. Respekt für die Rechtsstaatlichkeit sei entscheidend für politische Stabilität. Die EU-Kommission werde die Lage weiterhin sehr genau beobachten.
Der Vorsitzende der Sozialdemokraten im Europaparlament, Hannes Swoboda, sagte, das Urteil „setzt einen Schlussstrich unter die Debatte, die Rumänien geschadet hat“.
Die rumänische Europa-Abgeordnete Monica Macovei sagte, sie sei froh, dass mit der Entscheidung des Gerichts „die Rechtsstaatlichkeit nach Rumänien zurückgekehrt ist“, fürchte aber angesichts der Ereignisse der vergangenen Wochen, dass die Regierung zu weiteren „illegalen Tricks“ greifen werde.
- Deutschland

Die Bundesregierung erwartete vom EU-Partner Rumänien ein Ende des innenpolitischen Streits um den konservativen Präsidenten Traian Basescu. Kanzlerin Angela Merkel appellierte an die dortigen Parteien, das „klare Urteil“ des Verfassungsgerichts zügig umzusetzen. Der Sprecher der Bundesregierung, Steffen Seibert, erinnerte Ponta an frühere Zusagen, das Urteil einzuhalten.

### Wahlen 2012
Am 9. Dezember 2012 fand in Rumänien die Parlamentswahl statt, bei der die Sozialliberale Union von Ponta die absolute Mehrheit gewann. Vier Tage später schlossen Präsident Traian Băsescu und Ministerpräsident Victor Ponta eine Übereinkunft, höflich miteinander umzugehen, öffentliche Konfrontationen zu vermeiden und Gespräche vertraulich zu behandeln.
Am 2. und 16. November 2014 wurden die Präsidentschaftswahlen durchgeführt, bei denen Băsescu nach zwei Amtszeiten nicht mehr kandidieren durfte. Victor Ponta kandidierte, unterlag aber in der Stichwahl gegen Klaus Johannis. Am 21. Dezember 2014 endete die Amtszeit Băsescus und Klaus Johannis wurde als neuer Präsident vereidigt.

## Bewertung

### Reaktion in Rumänien

#### Stimmen zur Politik
Vor dem Referendum

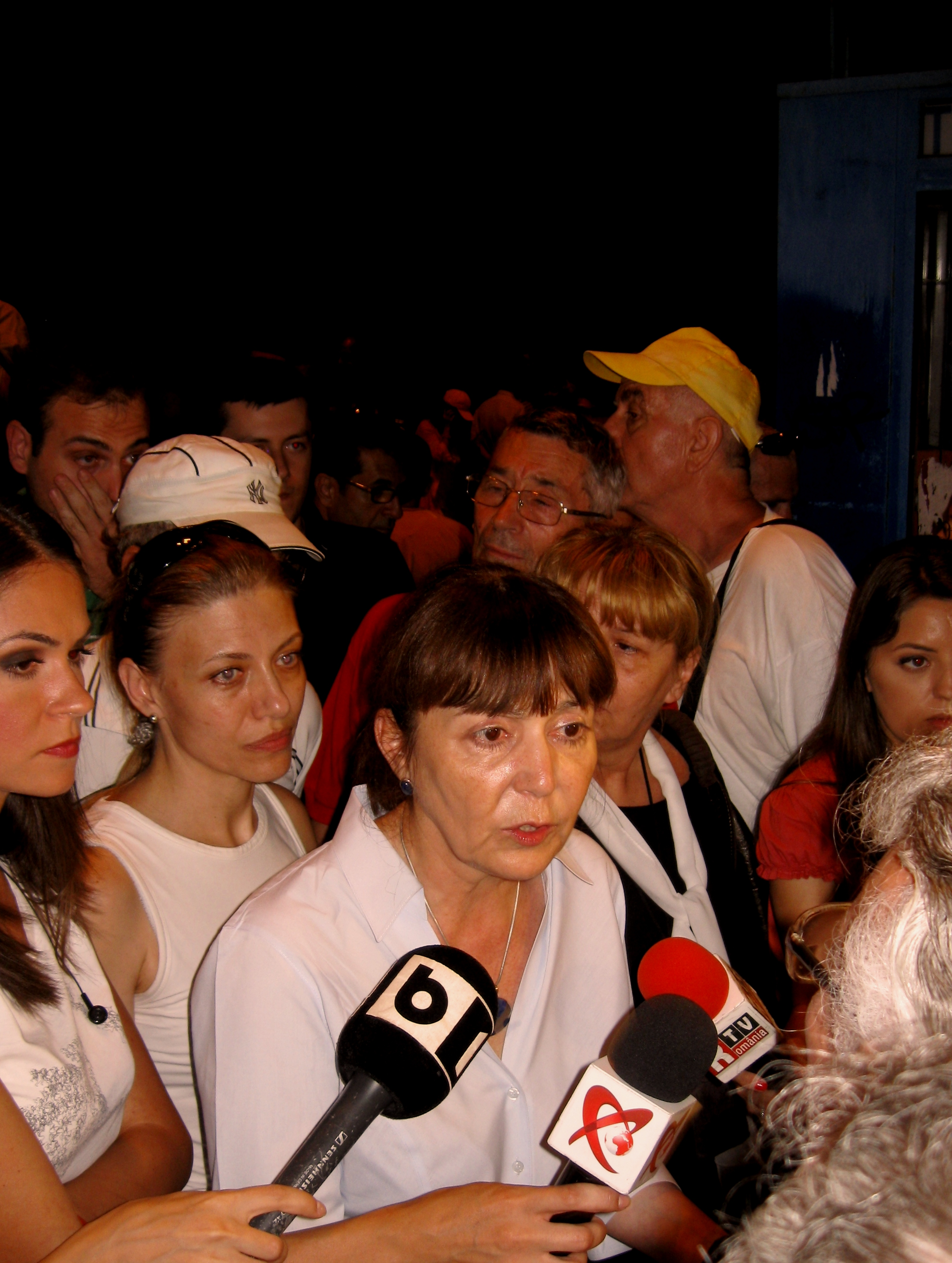
Monica Macovei, Bukarest, Piața Victoriei, Juli 2012
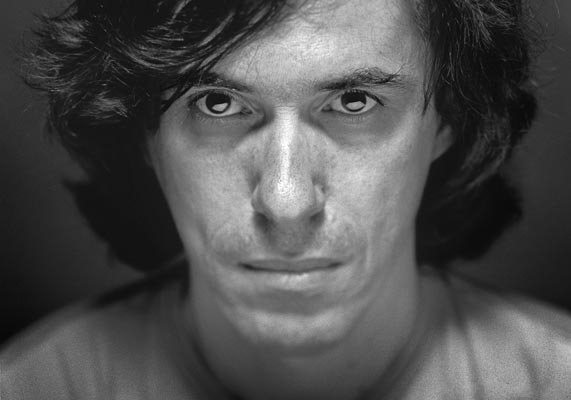
Mircea Cărtărescu, Schriftsteller

- Staatsstreich

Monica Macovei, die liberaldemokratische Abgeordnete des Europäischen Parlaments und ehemalige rumänische Justizministerin (2004 bis 2007), die für ihre Reformen internationale Anerkennung erlangte, nannte in einem Gastbeitrag für den Tagesspiegel am Sonntag die Absetzung Băsescus, des Obmanns und der Sprecher der beiden Parlamentskammern einen „Staatsstreich“. Die Rechtsstaatlichkeit in Rumänien sei aufgehoben. „Die mangelhafte Wahlaufsicht und die Möglichkeit, Stimmen mehrfach abzugeben ebnen den Weg für weit verbreiteten Betrug.“ Sie bezeichnete Pontas Kabinett später als „gesetzesbrecherische Regierung, die Rumänien in der EU marginalisiert“ habe.
Auch der Chefredakteur der wertkonservativen Zeitung Adevărul, Grigore Cartianu, Dragos Paul Aligica von HotNews.ro, sowie das Boulevardblatt Evenimentul Zilei nannten die politischen Vorgänge einen „Staatsstreich“ (Lovitură de stat).
Der Schriftsteller Mircea Cărtărescu schrieb am 13. Juli in der Neuen Zürcher Zeitung: „Seit einiger Zeit stellen wir fassungslos fest, wie die demokratischen Spielregeln, die bisher von keinem in Rumänien angetastet wurden, noch nicht einmal von den Extremisten der Partei Romania Mare (Großrumänische Partei), mit Füßen getreten werden. Wie verdorben, korrupt und antidemokratisch sie auch waren, die bisherigen politischen Leitfiguren Rumäniens haben nicht gewagt, die Quintessenz der rumänischen Demokratie anzutasten – den Rechtsstaat mit seinen Institutionen. Es gab zwar Aktionen ‚am Rande der Verfassung‘, es gab Regelwidrigkeiten und Korruption. Doch ein solch kontinuierlicher, am helllichten Tag ausgetragener Angriff gegen die rumänische Nation, wie er zurzeit stattfindet, ist in unserer neuen Geschichte seit 1989 noch nie da gewesen. […] Seit diesen Julitagen ist die rumänische Nation die Geisel der USL. Man kann nur noch, wie in jeder Tyrannei, auf die ‚Machtübernahme der Machtlosen‘ hoffen.“
- Politischer Krieg

Die Tageszeitung România Liberă sprach von einem „politischen Krieg“. Doch von einem „Krieg zwischen Engeln und Dämonen“ könne bei dem Machtkampf keine Rede sein, meinte der Journalist Ino Ardelean. Auch der Politologe Cristian Pârvulescu warnte davor, den Staatspräsidenten Băsescu und seine Liberaldemokratische Partei (PD-L) zu idealisieren. „Băsescu hat die gegenwärtige politische Krise wesentlich mitverursacht“. Deshalb seien Pro-Băsescu-Reaktionen in Brüssel und Berlin „deplatziert“. „Der Präsident pflegt einen autoritären Stil, fällt durch rassistische Äußerungen und ordinäre Ausdrucksformen auf, hat sich oft in die Arbeit des Parlaments und der Regierung eingemischt und durch seine Sparpolitik eine tiefe soziale Spaltung des Landes verursacht“. Eine Gruppe rumänischer Intellektueller, unter ihnen angesehene Professoren, hat sich gegen die Inschutznahme Băsescus durch die EU-Kommission gewandt und diesem vorgeworfen, er habe seine Pflicht als Vermittler gröblich verletzt und die notwendige Balance vermissen lassen. Băsescu habe sich die frühere Regierung des Konservativen Emil Boc geradezu gefügig gemacht bis zu dem Punkt, dass diese nicht mehr dem Parlament, sondern dem Präsidenten rechenschaftspflichtig gewesen sei – „wie in der Russischen Föderation“.
Der Bukarester Politikwissenschaftler Stelian Tănase sprach von einem „Regieren ohne jeden Respekt“: „Es wirkte wie eine Gewalttat, wie die Nacht der langen Messer, in der man den Feind erledigen will. Nur man darf, auch wenn man miteinander verfeindet ist, in einem Rechtsstaat natürlich nicht einfach die Gesetze ignorieren. Die Regierung ist aber machthungrig. Sie haben den Realitätssinn verloren und denken, sie könnten alles machen. Jetzt sei ihr Moment gekommen. Das war ein Fehler.“
Werner Kremm fasste zusammen: „Kaum jemand kann heute in diesem Land sagen, woran sich der Krieg zwischen Băsescu und […] Ponta entfacht hat. Es ist einfach ein Machtkampf. Inhalte spielen keine Rolle. Das typische ‚Cine pe cine?‘, auf Deutsch etwa ‚Wer schlägt wen?‘, wurde seit der Phanariotenzeit im 17. und 18. Jahrhundert zum bis heute unveränderten byzantinisch-balkanischen Politikverständnis. Die Hauptfrage war und ist: Wer besetzt den Thron, wer setzt wen ab? Es ist gekennzeichnet durch das Fehlen einer Dialogkultur, die Sehnsucht nach einer Vaterfigur und die Verneinung derselben. Der Parlamentarismus ist unterentwickelt und traditionslos. Es herrschen politische Inkonsistenz, Brüchigkeit politischer Umgangsformen und Schwammigkeit der Parteiideologien. Die liberaldemokratische Partei PD-L zum Beispiel war kurz nach dem EU-Beitritt Rumäniens unter Schirmherrschaft Băsescus von links nach rechts gedriftet, von den europäischen Sozialisten zur Europäischen Volkspartei. Keine Partei in Rumänien erweist sich als ideologiefest. Selbst die ethnische Partei der Ungarn (UDMR) glänzte zwischen 1990 und 2012 als ununterbrochener Partner in Regierungskoalitionen, unabhängig von deren Couleur. Da in der ‚politischen Klasse‘ Rumäniens alles Gerede unverbindlich ist, artet das in Streiterei und Unversöhnlichkeit aus, in Zerstrittenheit, in Unduldsamkeit, in die Unfähigkeit, politische Kompromisse zu schließen. Nur aus solcher Sicht ist der Dauerkonflikt dieser Hauptkontrahenten zu verstehen. Das Parlament ist der Tatort des Feilschens um die Macht. Die Demokratie ist ein Vorwand für das Tauziehen um die Macht. Darum geht es Băsescu, darum geht es Ponta.“

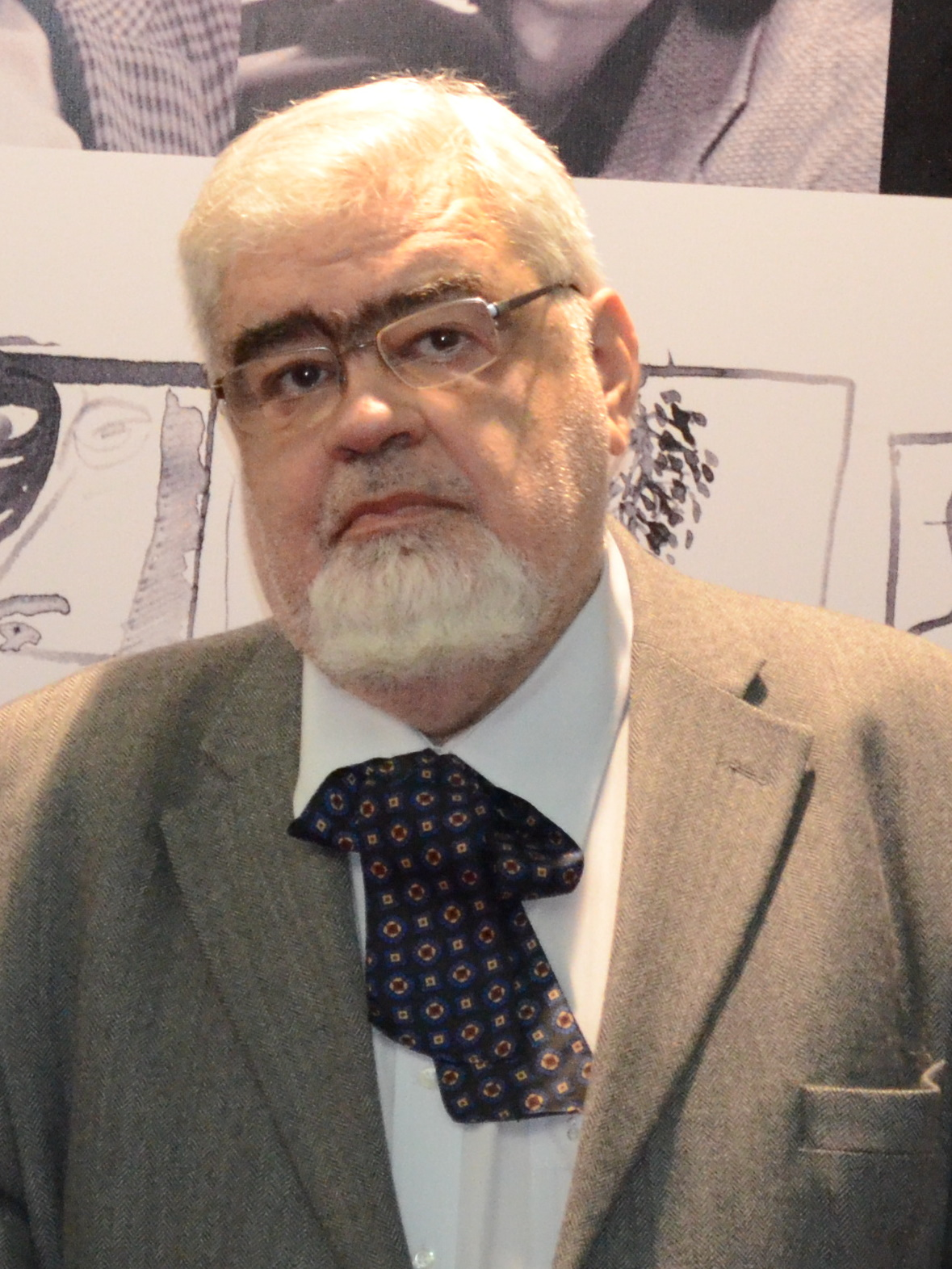
Andrei Pleșu, ehemaliger Außen – und Kulturminister, unabhängig

Der rumänische Europaminister Leonard Orban stellte fest: „In Rumänien hat der Begriff Kompromiss einen negativen Beigeschmack. Aber wenn es um das nationale Interesse geht, brauchen wir diese Fähigkeit.“
Der Intellektuelle Andrei Pleșu gab zu bedenken, dass die Krise nach dem Referendum nicht ausgestanden sei. „Wenn Băsescu wieder in den Präsidentenpalast zurückkehrt, dann geht dieser hysterische politische Streit weiter, und das nützt weder der Bevölkerung noch der Wirtschaft. Für den Fall, dass Băsescu nach dem Referendum nicht zurückkehren sollte, befürchte ich noch größere Probleme. Die Bevölkerung wird die negativen wirtschaftlichen Folgen dann bald zu spüren bekommen, Enttäuschung wird sich breitmachen, und die Regierung wird versuchen, die Schuld der Opposition in die Schuhe zu schieben. Dabei ist doch klar zu sehen, dass Rumänien seit den Bergarbeitermärschen der frühen neunziger Jahre bis vor wenigen Wochen international noch nie so schlecht dastand wie jetzt. […] Egal, wie viele Fehler und Missgriffe Băsescu unterliefen, so dramatische Reaktionen der europäischen Institutionen und führender europäischer Politiker hat es bisher noch nicht gegeben. Was mir aber noch größere Sorgen macht, ist diese undemokratische Atmosphäre. In einer Demokratie darf eine politische Auseinandersetzung nicht wie ein Krieg geführt werden. Das ist in Rumänien aber leider der Fall. Die beiden Lager bekämpfen einander mit allen Mitteln, und natürlich verfügen die, die jetzt die Regierung und das Parlament beherrschen, über mehr Mittel als die anderen. Das Schicksal des Landes ist diesen Leuten völlig gleichgültig.“ […] „Es war völlig überflüssig, dieses Theaterstück um Băsescus Amtsenthebung zu inszenieren und damit eine so unglaublich negative Atmosphäre zu schaffen“, da Băsescus letzte Amtsperiode ohnehin in eineinhalb Jahren ende.
Pleșu beschwerte sich: „Ich habe es satt, immer wieder nur das kleinere Übel wählen zu dürfen […]. Ich würde gerne einmal positiv und affirmativ wählen und nicht zwischen einem Widder und zwei Hähnen oder einem Kraftlackel und zwei Hochstaplern. Es ist nicht recht, uns immer wieder vor solche Entscheidungen zu stellen.“ Die Wurzel des Amtsenthebungsverfahrens sei der „Hass, der hysterische Drang nach Macht, die Eitelkeit, bei einigen vielleicht auch die Angst vor Strafverfolgung und natürlich auch eine ordentliche Portion Dummheit, was man nie vernachlässigen sollte. Allein schon die Sprache ist unerträglich, ich verabscheue auch diese Großkundgebungen, diese aggressiven Erklärungen, egal von welcher Seite. Dahinter verbirgt sich immer die Absicht, die Leute zu manipulieren.“
Der Publizist Cristian Câmpeanu schrieb: „Es geht bei diesem Referendum um etwas sehr Grundlegendes, nämlich um den Schutz des Rechtsstaates, um die Unabhängigkeit der Justiz und die europäische Ausrichtung Rumäniens. All das wird durch die offen totalitären und isolationistischen Tendenzen der gegenwärtigen Regierungsmehrheit ernsthaft gefährdet.“
Die Verfassungsrechtlerin Simina Tănăsescu von der Universität Bukarest meinte: „Die Verfassungsgeber haben sich nach der Wende gedacht, wenn die Rumänen ihren Präsidenten per Direktwahl bestimmen, dann müssen sie ihn auch wieder abwählen dürfen. Die große Gefahr aber besteht darin, dass das Volk bei seinem Votum gar nicht mehr an die entscheidende Frage denkt: Ob der Staatschef die Verfassung schwerwiegend verletzt hat oder nicht? Sondern sie denken nur daran, ob sie diesen Präsidenten noch wollen oder nicht.“

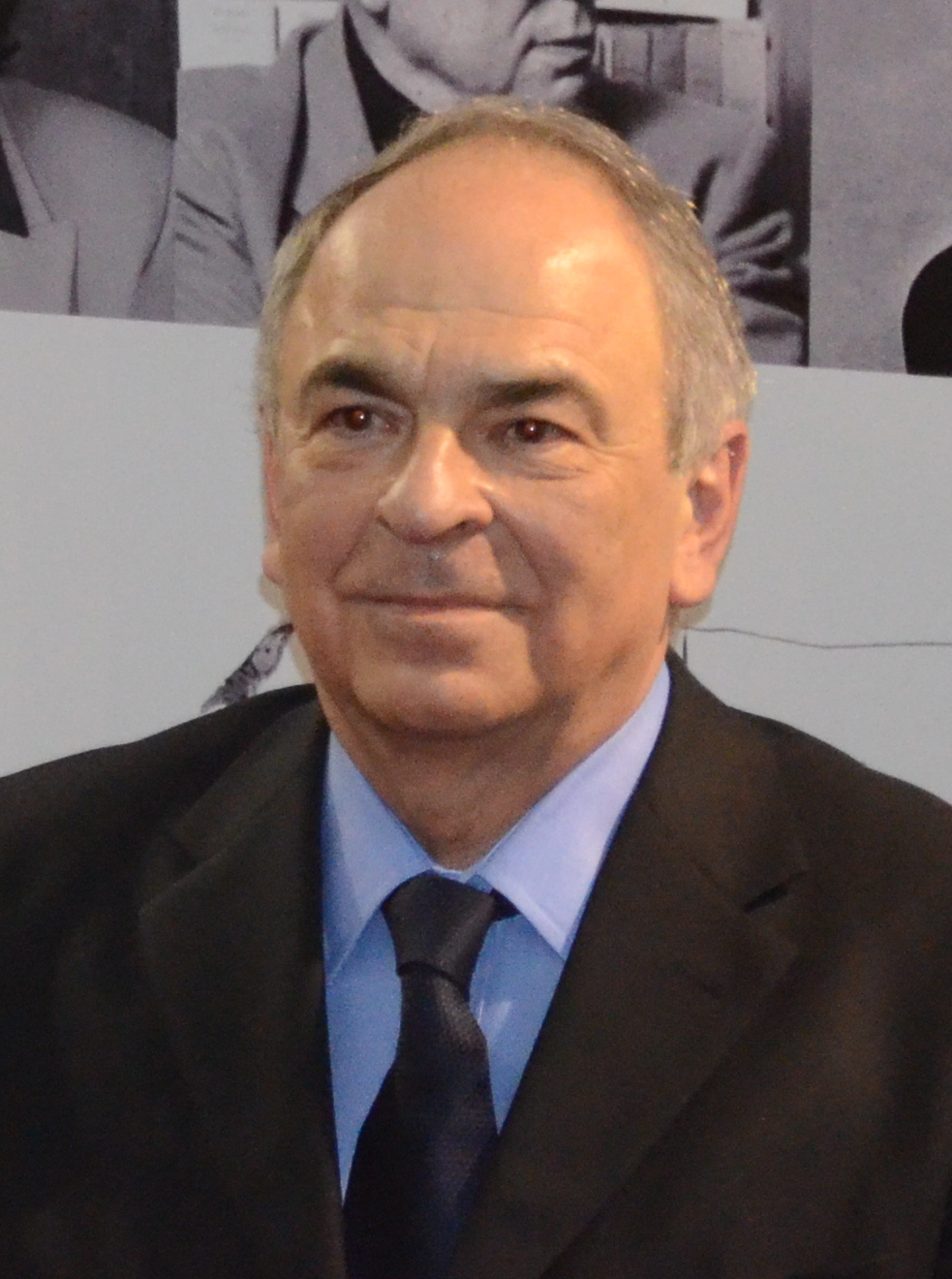
Gabriel Liiceanu, Philosoph

- Öffentliche Meinung

Der Philosoph Gabriel Liiceanu schrieb, dass die öffentliche politische Meinung im Lande seit Antritt der Regierung Ponta zwischen einer „Kombination aus Zirkus und Alptraum“ schwanke. In Rumänien wird sehr emotional auf die Entwicklungen reagiert, von frühmorgens bis spätabends werden auf den zwei privaten Nachrichtenkanälen Realitatea TV und Antena 3 politische Talkshows gesendet, in denen laut und heftig gestritten wird. Beide Sender können auch im Internet per Livestream verfolgt werden (realitatea.net, antena3.ro). Zuschauer nutzen dies, um direkt unter dem Bildschirm-Fenster ihre Kommentare abzugeben. Des Volkes Stimme kommt hier spontan zu Wort, aber auch die der professionellen Manipulateure. Es ist ein offenes Geheimnis, dass politische Parteien in Rumänien „Stoßtrupps“ von Studenten bezahlen, die, getarnt als harmlose Medienkonsumenten, die Webseiten von TV-Sendern und Zeitungen mit politischen Kommentaren überschwemmen. Sie werden vor allem zu Wahlkampfzeiten eingesetzt.
Seriöse politische Blogger hingegen, wie zum Beispiel Iulian Comanescu (comanescu.ro) oder der Dichter Radu Herjeu (raduherjeu.ro), werden zwar beachtet, provozieren ihre Leser aber kaum zu Kommentaren. Der Blog des Richters Cristi Danilet (cristidanilet.wordpress.com) ist derzeit das fundierteste Forum zum Thema „Justizreform“. Zu den anregendsten und vielfältigsten Diskussionsplattformen gehört die Facebook-Wand von Liviu Mihaiu (facebook.com/LiviuMihaiu), einem amüsanten Journalisten und Umweltaktivisten.
- Rumänien und die EU

Gemäß Adevărul erlitt das Land einen „politischen Kollaps“. Die Zeitung bezweifelte, dass Rumänien mit dem derzeitigen politischen Personal zur Selbstläuterung in der Lage sei. Auch nach dem Referendum werde es wohl die Hauptbeschäftigung der linksliberalen Regierung sein, so viele Institutionen wie möglich mit eigenen Leuten zu besetzen – genauso wie das zuvor auch die konservative PD-L praktiziert habe. „Doch nun haben wir den ganzen Westen gegen uns aufgebracht. Er sieht nun, wie unreif die Demokratie in Rumänien ist.“ Monica Macovei befürchtete, dass das Ansehen ihres Landes in den vergangenen Wochen schon mehr gelitten habe als jemals zuvor seit der Wende. Unabhängig vom Ausgang der Abstimmung werde sich nicht viel ändern. „Die politische Instabilität wird bleiben, nur dass Rumänien nun das schwarze Schaf Europas ist.“
Ion Ioniță (Adevărul) wünschte sich mehr Kritik aus Brüssel: „Unsere einheimischen Politiker interessiert nur die Macht. Der Kampf darum raubt ihnen den Verstand, sie verletzen ständig die Gesetze. Man braucht einen Schiedsrichter, den aber gibt es in Rumänien nicht. Gut, dass Brüssel ihn bereitstellt. Doch es muss ein korrekter Schiedsrichter sein, der bei allen Fouls pfeift.“
Andrei Pleşu sagte: „Ich bin froh, dass die Europäische Union scharf auf die Ereignisse in diesem Land reagiert hat, sie muss auf der Einhaltung der gemeinsamen Werte und Regeln bestehen. Leider haben unsere Politiker nicht die erforderliche Reife für einen vernunftgebundenen Dialog, entweder sie lügen, oder sie gebärden sich als Opfer.“
Auch der Richter Horațiu Dumbravă drängte auf eine strenge Kontrolle durch Brüssel: „Ohne die Brüssler Beobachtung hätte sich weder die politische Klasse noch die Justiz bewegt und Fortschritte gemacht. Das lässt sich mit einem Kind vergleichen, das seit dem EU-Beitritt laufen lernt. Wenn ihm nicht geholfen wird, wird es stürzen. Und Sie sehen ja, wie unsicher wir noch bei unseren Laufversuchen sind. Wir brauchen Hilfe dabei. Die finden wir nicht im Inneren, aber wir bekommen sie von außen.“
„Herzlich Willkommen, Europa!“, freut sich Ovidiu Nahoi (Adevărul): „Das sind gute Neuigkeiten für Rumänien. Es ist einfach nur bedauerlich, dass die europäische Führung nicht eher gehandelt hat.“ […] „Die Rumänen nicht zu bestrafen, sondern beim Aufbau einer neuen politischen Bühne zu helfen, wäre ein gutes Beispiel für soft power.“

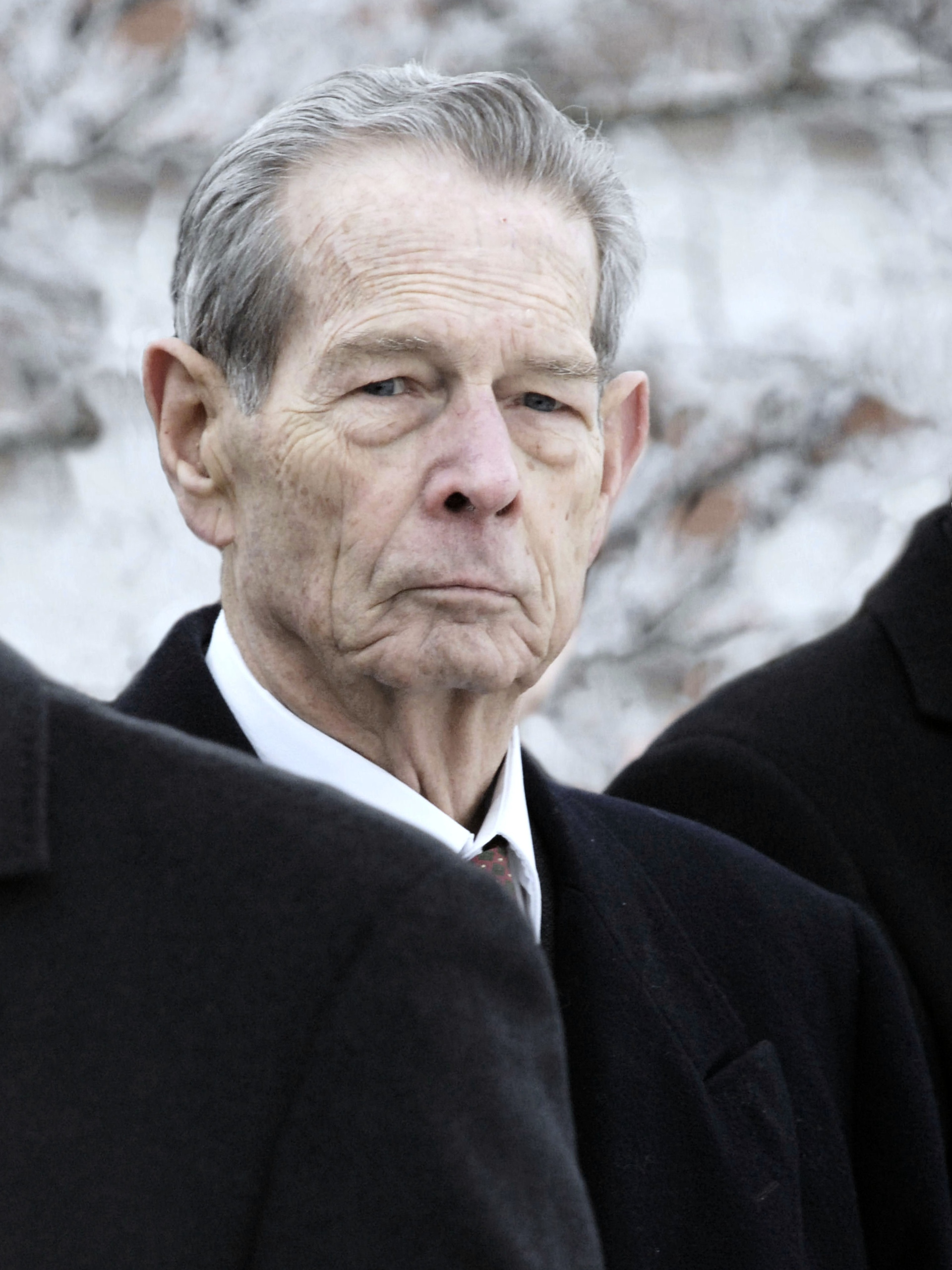
Michael I.

Das dem politischen Lager des Ministerpräsidenten nahestehende Jurnalul Naţional veröffentlicht einen Fragenkatalog über die Rolle der EU. „Wo war Europa, als […] Traian Băsescu die Regierungsmacht missbrauchte und die Gehälter der Beamten kürzte; als er die Ernennung des Botschafters der Niederlande in Bukarest hinauszögerte; als er Sparmaßnahmen ohne die Zustimmung der Regierung ankündigte usw.“ Die Zeitung stellte José Manuel Barroso außerdem als „jungen Kommunisten“ dar, „der es geschafft hat, Europa zu regieren“.
„Bei uns werden keinerlei Regeln mehr eingehalten, ein großer Teil der politischen Elite interessiert sich nicht für die Werte der EU und möchte Rumänien am liebsten außerhalb der EU sehen“, sagte die Juristin Laura Ştefan von der Nichtregierungsorganisation Expert Forum, einer Expertenkommission, im Auftrag der EU den Stand der Rechtsstaatlichkeit in Rumänien prüft.
- Rumänisches Königshaus

Das rumänische Königshaus zeigte sich fest entschlossen, „den Interessen Rumäniens zu dienen, ohne jedwede politische Partei zu favorisieren“. In einer Pressemitteilung sprachen Ex-König Michael I. und Prinzessin Margareta denjenigen, „die Ermutigung und Solidarität benötigen“, ihre Unterstützung zu.
Nach dem Referendum
- Kein Ende der Krise in Sicht

Der Publizist Ovidiu Pecican prophezeite nach dem Referendum „Monate der politischen Lähmung“. Monica Macovei war sich sicher: „Ponta wird das Land weiter destabilisieren.“
Andreea Pora vom konservativen Wochenmagazin Revista 22 meinte, mit den Neubesetzungen in der Kabinettsumbildung erhöhe Ponta den Druck auf das Verfassungsgericht: „Rus hat sehr wohl verstanden, dass es nun um die Neuberechnung der Wahlberechtigten geht und das dies eine große Unrechtmäßigkeit darstellt. […] Das hätte seine Karriere vernichtet. Sein Rücktritt schlägt einen Keil zwischen die PSD und die Aktionen Pontas. Nun kommt statt Rus ein ergebener Parteisoldat: Mircea Duşă, der die Anweisung fraglos ausführen wird – im Gegensatz zu Rus, der ähnlich denkt wie Victor Dobre. Dieser wird durch Radu Stroe ersetzt. […] Duşă und Stroe werden die Wahllisten frisieren, bis die USL die gewünschte Zahl der Wahlberechtigten hat, und dann werden sie erneut hohen Druck auf die Verfassungsrichter ausüben.“
Die Zeitung Dilema Veche meinte: „Ganz gleich, wie das Schlussergebnis genau aussieht, fest steht, dass wir neue Politiker bräuchten, die die Institutionen respektieren. Doch die haben wir bislang nicht. Bis dahin wird die Krise weitergehen, und wir werden uns in ausgeklügelten Meinungen verlieren, statt die Fakten zu sehen: Dass wir ein Problem mit der politischen Kultur haben.“
- Machtkampf mächtiger politischer Cliquen

Der rumänische Politikwissenschaftler Cristian Pirvulescu analysierte die Lage in Die Presse so: „Das Problem in Rumänien ist, dass wir, so wie andere Transformationsstaaten auch, keine wirklichen Parteien haben, sondern Klientelparteien, die im Dienste ihrer Chefs stehen.“ Schuld an der Krise sei nicht nur Ponta, sondern auch Băsescu, der sich andauernd in die Regierungsgeschäfte eingemischt habe. Eine Demokratie aufzubauen sei „ein sehr langer und mühsamer Prozess“.
Péter Eckstein-Kovács, Menschenrechtsanwalt und Politiker der ungarischen Minderheit in Rumänien, konstatierte, dass mit den Attacken auf Augustin Zegrean die tiefe politische und Staatskrise in Rumänien eine neue Eskalationsstufe erreicht hätte. „Die Rechtsstaatlichkeit in Rumänien ist nicht wirklich entwickelt. Auf die wenigen Bereiche des Rechtsstaates, die funktionieren, findet ein konzertierter Angriff statt.“
Der Machtkampf zwischen Ponta und Băsescu sei eine Auseinandersetzung zweier großer Interessensgruppen, sagte der Leiter des rumänischen Historikerverbandes, Bogdan Murgescu, im Deutschlandfunk. Die zwei Gruppen, zwischen denen er ausgetragen werde, ließen sich aber nicht auf bestimmte Parteien reduzieren. Die eine schare sich um den Präsidenten, die andere sei „sehr bunt ideologisch“. Die Gruppen kämpften auch wegen der unabhängiger werdenden Justiz Rumäniens. Richter fingen an, gegen Vertreter aller Parteien vorzugehen, ohne auf das Parteibuch zu schauen. Das gefalle vielen nicht.
Es ginge nicht um Ideologien oder politische Inhalte, erläuterte die Politologin Alina Mungiu-Pippidi: „In dieser Krise kommt die wirkliche politische Struktur Rumäniens zum Ausdruck“. In Rumänien herrsche „ein kompetitiver Klientelismus, verschiedene Cliquen führen einen Kampf auf Leben und Tod, um den Staat zu erobern und ihn zu plündern. Die politischen Parteien in unserer jungen Demokratie sind wie mittelalterliche Armeen, deren Rekruten nicht bezahlt werden und die nur von Raub und Eroberungen leben. Daher auch die Intensität politischer Kämpfe, wie wir sie jetzt erleben.“
Das Blogportal Voxpublica machte die Politisierung der staatlichen Institutionen für deren Schwäche verantwortlich und meinte, der „große Riss in der Gesellschaft“ verlaufe nicht zwischen Anhängern von Băsescu oder Ponta, sondern zwischen Parteigängern und Parteilosen. Die Ämterverteilung und damit die Machtkontrolle hängt nicht von der Kompetenz ab, sondern von der Loyalität gegenüber der Sippschaft.
Der rumänische Machtkampf sei nicht die Ursache der Krise, sondern das akute Symptom eines viel tiefer liegenden Problems der Selbstwahrnehmung der Politik, argumentierte der Schriftsteller Ovidiu Pecican in der Tageszeitung Romania Libera: „Nicht alle politischen Entscheidungsträger werden direkt oder indirekt gewählt, einige von ihnen werden nach intransparenten, ja sogar offenbar parteiischen Maßstäben ernannt. Selbst die gewählten Politiker halten eher ihrem eigenen Anführer und ihrer eigenen Partei die Treue und weniger dem Programm, für das sie von den Wählern bestätigt wurden. Das führt zu einem sofortigen Bruch zwischen Bevölkerung und gewählten Politikern. Die politische Sphäre wird somit auf unglückliche Weise autonom. […] Und der mehrheitliche Rest der Bevölkerung ist in der Interessensabwägung der Politiker nichts mehr wert. Das politische Establishment wird zur selbsterhaltenden Kaste. […] Niemand wahrt mehr das Interesse der Gesellschaft und der Öffentlichkeit.“
Gândul bedauerte, unter dem Strich sei die rumänische Demokratie die große Verliererin: „Die Demokratie wurde Opfer eines kollektiven Missbrauchs. Zunächst durch Ministerpräsident Victor Ponta und den kommissarischen Präsidenten Crin Antonescu, die mit vereinten Kräften und am Rande der Legalität alles daran setzten, den Präsidenten seines Amtes zu entheben. Dann durch den Präsidenten selbst, der den demokratischen Charakter der Volksabstimmung missbrauchte, indem er zum Boykott aufrief. Und schließlich durch das Volk, welches das Wesen der Demokratie nicht zu schätzen wusste.“
Angesichts der bestehenden Verhältnisse hätten viele Menschen im Land das Gefühl, dass es keinerlei Rechtssicherheit mehr gebe und der Rechtsstaat von einflussreichen Cliquen korrupter Politiker und ihrer Klientel bei Bedarf binnen kürzester Zeit demontiert werden kann: „Können Sie mir, verehrte Leser, eine einzige Institution oder Person des Staates nennen, der Sie noch vertrauen?“, fragte Cristian Tudor Popescu.
Bogdan Murgescu meinte, die rumänische Bevölkerung sei gespalten. Unterstützer gebe es für beide Lager, manche Menschen versuchten aber auch, das Geschehen überparteilich zu beurteilen und verachteten sowohl Ponta als auch Băsescu.
Die Zeitung Gândul schrieb: „Die USL versteht nicht, dass die Mehrheit der Rumänen kein Vertrauen mehr in die Politiker hat und an deren Krieg gar nicht mehr interessiert ist. Sie verstehen die Botschaft nicht: Viele sind enttäuscht von Băsescu und dessen Arroganz, aber gleichermaßen oder sogar noch mehr sind sie erschrocken über die Politik der USL.“
- Rumänien und die EU

Angesichts der unwirschen Reaktion der rumänischen Regierung fürchtet das Nachrichtenportal Ziare Konsequenzen: „Eines ist sicher: Rumänien kann sich vom Schengen-Beitritt in diesem Jahr verabschieden. Bis zum Sommer waren nur die Niederlande dagegen, jetzt gibt es mehr Gegner, allen voran Deutschland. Wenn die USL so weitermacht, wird auch der für dieses Jahr zusätzlich angekündigte Justizbericht noch einmal so verheerend ausfallen wie der vom Juli. Dann ist es sehr wahrscheinlich, dass sich der Schengen-Beitritt sogar um Jahre verschiebt. Wenn die Ponta-Regierung der EU-Kommission weiterhin so trotzig kommt und sie beleidigt, kann es eine schreckliche Premiere geben: die Anwendung von Artikel 7 des EU-Vertrags und die damit verbundene Aussetzung von Rechten.“
Der Streit um das Referendum sei wirklich gute Unterhaltung, meinte die Tageszeitung Adevărul am 14. August ironisch: „Es ist sehr wahrscheinlich, dass der Karneval so schnell nicht vorbei ist. […] Viele werden sich fragen, warum die EU sich noch mit uns abgibt. Ganz einfach: Die Deutschen machen gute Autos, die Franzosen kennen sich mit Gänseleberpastete aus, die Briten können Olympia – und wir sorgen für Unterhaltung. Auf der internationalen Bühne sind wir die Clowns, die den Tritt in den Hintern kassieren. […] Den Zirkusartisten geht es dabei gut, sie kassieren fette Staatsgehälter, im Gegensatz zu den ärmlich gekleideten Zuschauern. […] Können wir nicht ein Referendum abhalten, mit dem wir alle unfähigen Politiker des Landes verweisen? Wäre das verfassungskonform? Wir müssten das Verfassungsgericht fragen.“

#### Stimmen zur Korruption

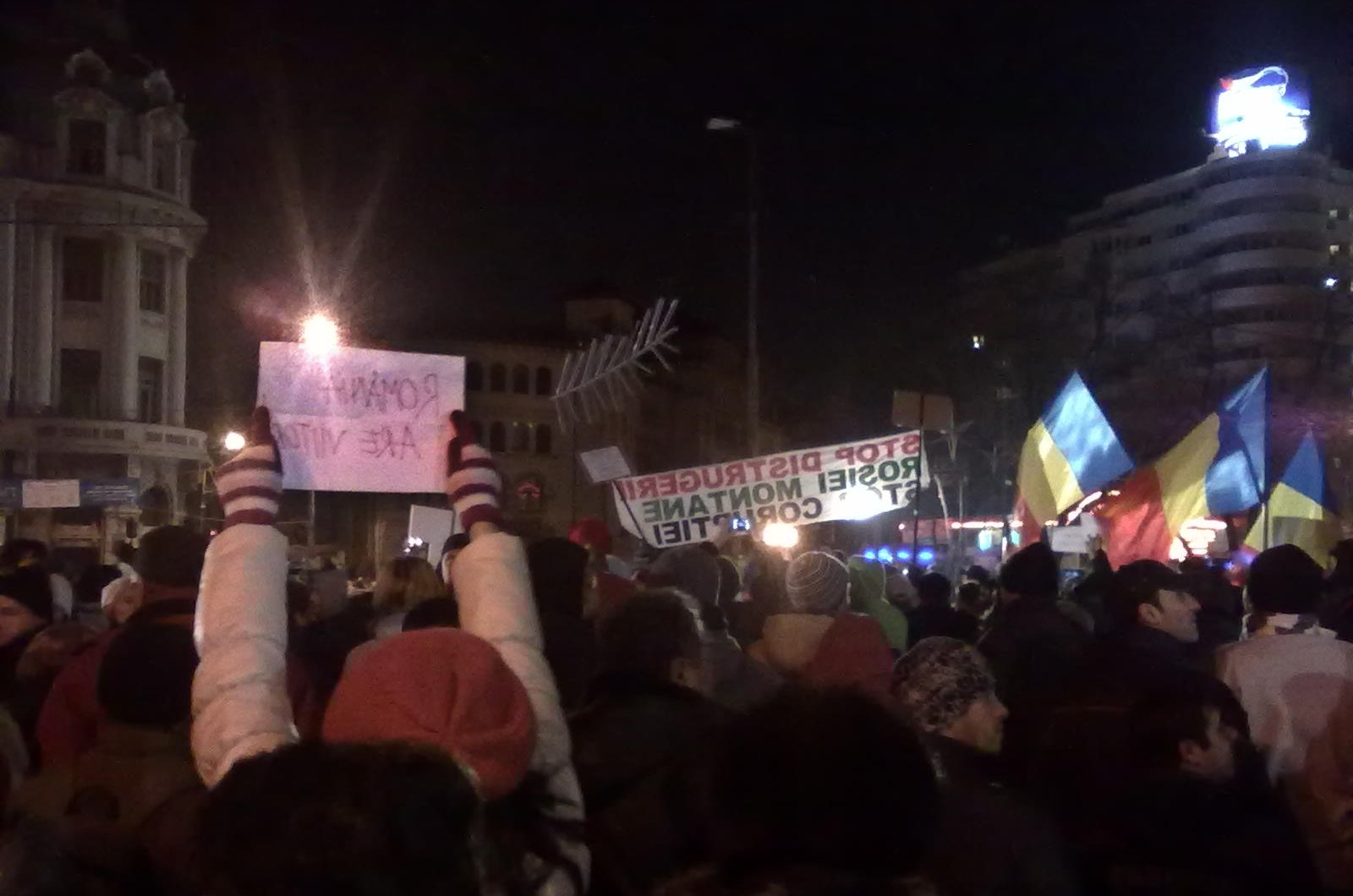
Protest in Bukarest am 15. Januar 2012, „Stop corupţiei!“,

Der Generalsekretär der Integritätsbehörde (ANI) Horia Georgescu erklärte, dass die Lokalpolitik der anfälligste Bereich bezüglich möglicher Interessenkonflikte und Unvereinbarkeiten in Rumänien sei: „Es gibt Hunderte von Fällen, in denen Kreisräte an der Erstellung und Verabschiedung von Lokalbudgets und anschließend an scheinbar korrekten Ausschreibungen teilnehmen, in denen aber das Geld eigentlich zugunsten von Firmen abgezweigt wird, die den Politikern oder ihren Familien gehören.“ Zwar postuliere die Gesetzgebung eine Unvereinbarkeit zwischen dem Status als Politiker und Geschäftsbeziehungen zur eigenen Institution, doch seien die Strafen gering und die Prozedur zu deren Bestrafung ausgesprochen bürokratisch. So sei es durchaus möglich, dass ein Kreisratsmitglied für ein weiteres Mandat kandidiere, während sich das Verfahren gegen ihn in der Justiz trotz der Interessenkonflikte unverhältnismäßig verzögere. Eine Studie der ANI ergab, dass ein Viertel der rumänischen Lokalpolitiker derweil als Unternehmer Verträge mit den Kreisräten abgeschlossen hat, deren Mitglieder sie gleichzeitig sind.
Der rumäniendeutsche Schriftsteller und Leiter des Literaturhauses Berlin Ernest Wichner befürchtete, die bei Victor Ponta zutage tretende Willkür, Demokratiegleichgültigkeit und Korruption sei nicht nur Merkmal der vermeintlichen Elite, sondern auch die Spitze eines gesellschaftlichen Eisbergs. Es handle sich hierbei nicht um ein neues Phänomen, denn schon während der kurzen demokratischen Phase in den 1920er und 1930er Jahren sei die rumänische Gesellschaft hiervon zutiefst geprägt gewesen. „Es gibt und gab kein funktionierendes demokratisches Spiel der Kräfte. Jedes Mal […] wenn eine Partei durch Wahlen oder durch ein konstruktives Misstrauensvotum, oder wie immer an die Macht gekommen ist, ist durchregiert worden. […] Bis in die Kreise und Bezirke sind dann die eigenen Gefolgsleute an die Macht gebracht worden, und zwar nicht, um politisch irgendetwas zu verändern, um ein neues, anderes, alternatives politisches Programm durchzusetzen, sondern um die eigene Klientel an den Pfründen zu beteiligen, und das ist leider seit dem Sturz Ceaușescus und bis heute in Rumänien dabei geblieben.“ Der Politikwissenschaftler Stelian Tănase führte aus: „Der Staat wird von der Politik als Beute angesehen. Wer die Macht hat, hat zugleich den Zugang zum Staatshaushalt. Den kann er dann mit seiner Klientel verprassen. Das ist die Logik, nach der die rumänische Politik funktioniert. Es ist eine korrupte Welt, wo es nur darum geht, sich den Zugang zu den öffentlichen Mitteln zu sichern.“
Die Justizexpertin Laura Ștefan (Expert Forum) meinte mit Blick auf den Anti-Korruptionskampf im Land, dass die Inhaftierung von Adrian Năstase für Pontas Parteifreunde inakzeptabel sei. „Es ist das erste Mal in Rumänien, dass ein solch ranghoher Politiker für seine Taten zur Verantwortung gezogen wird. Bislang standen solche Staatenlenker immer über dem Gesetz. Niemand hatte bislang das Recht, sie zu fragen: Warum hast du gestohlen, warum hast du deine Macht missbraucht? Jetzt ist an dieser Vorstellung gerüttelt worden.“ Plötzlich kamen „andere Größen aus der Gilde der Kleptokraten ins Zittern.“ Die Journalistin Ioana Ene beschrieb die Weigerung der Parlamentsmehrheit im Juli 2012, zwanzig bereits angeklagte Parlamentarier zu suspendieren und rechtskräftig verurteilte Volksvertreter aus dem Parlament auszuschließen, als „Revolution der Haftgefährdeten“. Sie habe unmittelbar nach dem Alarmsignal begonnen, das die Verurteilung Năstases auslöste, und werde erst enden, wenn die Reform der Justiz entweder rückgängig gemacht wird oder aber endgültig gelingt. Eine andere Interpretation des Zustandes auf hotnews.ro lautete: „Revolution der Strauchdiebe“.

### Reaktion der Weltpresse

#### Deutschsprachige Presse
Vor dem Referendum
„Die Parteien sind in erster Linie Zweckverbände der Mächtigen zur Durchsetzung ihrer Interessen“, so die Neue Zürcher Zeitung. „Ponta, der kein Mandat der Wähler hat, regiert dank liberaldemokratischer Überläufer, die befürchten, sie könnten im Falle einer Wahlniederlage ihre Privilegien verlieren.“
Der Rechtswissenschaftler Otto Luchterhandt sprach von respektlosem Regieren: „Man hat Regelungen eines Rechtsstaats krass missbraucht, um seinen politischen Willen durchzusetzen. Wir haben in Rumänien in der postkommunistischen Zeit leider keinen Elitenwechsel erlebt. Es ist eine politische Klasse an der Macht, die im hohen Maße korrupt ist und die bedauerlicherweise immer noch für ein Stereotyp der kommunistischen Ära steht: Dass die Macht und die Orientierung auf die Macht wichtiger ist als das Recht und die Einhaltung des Rechts.“
Keno Verseck fügte in Die Zeit hinzu: „Tatsächlich geht es in dieser Auseinandersetzung um das genaue Gegenteil von Rechtsstaatlichkeit. Stattdessen versucht eine Elite ihre Pfründen zu verteidigen, die durch Amtsmissbrauch, halb- oder illegale Geschäfte, kriminelle Privatisierungen und Korruption reich und mächtig geworden ist, und die Regieren als Ermächtigung zum Plündern begreift. Im Parteienbündnis USL finden sich besonders viele derartige Vertreter, angefangen von berüchtigten Securitate-Offizieren über ex-kommunistische Betriebsdirektoren bis hin zu milliardenschweren Oligarchen und verurteilten schwerstkriminellen Wirtschaftsverbrechern. Noch immer unterschätzt die nicht-rumänische Öffentlichkeit, welche Macht diese postkommunistischen Seilschaften haben, welche kriminelle Energie sie entwickeln und in welchem Ausmaß sie Rechtsstaatlichkeit blockieren, wenn es um ihre Interessen geht.“
Die Frankfurter Allgemeine Zeitung nannte das Verhalten der Politikerkaste vieler Parteien ein „Schmatzen an den Trögen der Macht“.
Der Politologe Roland Erne vom University College Dublin warnte im Deutschlandradio Kultur, dass die demokratischen Überzeugungen von Präsident Băsescu „sehr fragwürdig“ seien. „Es hat keine Regierung gegeben in den letzten Jahren, die so viel auf Notstandsgesetze zurückgegriffen hat wie Băsescus Regierung Boc oder Băsescus Regierung Ungureanu.“ Zwischen 2009 und 2012 seien mehr als 15 Gesetze in Rumänien ohne Parlamentsdebatte verabschiedet worden – „interessanterweise auch das Sparprogramm, das die EU mit auf den Weg gebracht hat. Also, die demokratischen Gepflogenheiten oder Rechtsstaatlichkeit, da kommt auch die EU-Kommission nicht besonders gut weg in diesem Punkt“, kritisierte Erne und warf der EU-Kommission weiter vor, auf dem „undemokratische[n] Beteiligungsquorum“ von mehr als 50 Prozent bestanden zu haben. Das führe dazu, „dass die rumänische Politik noch drei Jahre lang blockiert“ werde, „weil Präsident Băsescu schon angedeutet hat, dass er keinen Ministerpräsidenten mehr ernennen wird, der nicht nach seinem Gusto spielt.“
Peter Mario Kreuter vom Institut für Ost- und Südosteuropaforschung sagte: „Traian Băsescu ist alles andere als ein guter Demokrat. Er ist mindestens genauso korrupt wie jene, die er angeblich bekämpft.“ Das Amtsenthebungsverfahren gegen Băsescu hält Kreuter für eine weitere Bedrohung für Demokratie und Rechtsstaatlichkeit in Rumänien. „Die Person selber, um die tut es mir wirklich nicht leid. Aber die Art und Weise wie das geschieht, ist doch bedenklich.“ Nach der Politikwissenschaftlerin Anneli Ute Gabanyi verläuft das aktuelle Vorgehen gegen Băsescu nun „mit der gleichen Verve und Rücksichtslosigkeit, mit der Băsescu in den zurückliegenden Jahren selbst die Gewichte verschoben hat.“
Karl-Peter Schwarz von der Frankfurter Allgemeinen Zeitung ergänzte: „Es geht bei dem Kampf, der in Rumänien nun voll entbrannt ist, nicht um rechts oder links, auch nicht um die Person des Präsidenten, es geht darum, ob sich der Rechtsstaat durchsetzt oder ob parteiübergreifende, mafiöse Seilschaften die Macht ergreifen und die Trennung zwischen Legislative, Exekutive und Justiz aufheben.“
Christoph Prössl vom Westdeutschen Rundfunk Köln kommentierte: „Der Verdacht drängt sich auf, dass Staaten, die jahrelang unter kommunistischem Einfluss standen, noch Schwierigkeiten mit den Standards europäischer Demokratie haben.“ Die „BILD“-Zeitung fragte unverblümt in einer Artikelüberschrift: „Gehört ein Land wie Rumänien in die EU?“ Das ZDF ließ verlauten: „Die Demokratie steht kopf in Rumänien.“ Die Berliner Zeitung betitelte Rumänien ein „Irrenhaus“.
Nach dem Referendum
Karl-Peter Schwarz von der Frankfurter Allgemeinen Zeitung urteilte: „Der kalte Staatsstreich wurde lediglich gebremst, aufgehalten wurde er nicht.“ „Eine Entspannung im harten Machtkampf der Politiker ist nicht zu erwarten“, so Euronews. „Der Showdown zwischen Traian Băsescu und Victor Ponta ist noch lange nicht beendet“, so Wolfgang Scheida, Die Welt. „Entscheidend wird sein, die Regeln des demokratischen Systems einzuhalten. Damit der Sieger ein Europäer bleibt“.
die tageszeitung schrieb: „Mit dem Wiedereinzug Băsescus in den Präsidentenpalast ist der Machtkampf zwischen Staatschef und Regierung keineswegs beendet. Die im Herbst anstehenden Parlamentswahlen werden die verfeindeten Akteure zu weiteren handstreichartigen Offensiven inspirieren. Um die Glaubwürdigkeit der gesamten politischen Klasse in Rumänien wieder herzustellen, hätten die exponierten Personen Konsequenzen ziehen müssen. Ein freiwilliger Rücktritt des angeschlagenen Präsidenten und eines durch Plagiatsvorwürfe kompromittierten Premiers sowie vorgezogene Parlaments- und Präsidentschaftswahlen wären die richtigen Schritte gewesen. So bleibt die Gesellschaft zutiefst polarisiert. Und der Kampf geht somit in eine weitere Runde.“
Die Neue Zürcher Zeitung meinte: „Ein großer Teil der Bevölkerung sah sich vor das Dilemma gestellt, sich entweder auf die Seite des Staatschefs zu stellen, obwohl dieser fast all seinen Kredit verloren hat, oder dem Antrag einer Regierung zu folgen, die das Ansehen Bukarests im Ausland in nur wenigen Wochen nachhaltig geschädigt hat. Vielen blieb nur die Entscheidung für das, was sie als das weniger große Übel einschätzten.“
Vor dem Hintergrund des Machtkampfs zwischen Regierung und Präsident in Bukarest macht der Schweizer Tages-Anzeiger auch die EU für das Demokratiedefizit Rumäniens verantwortlich: „Für die Kommission haben Investitionen in Rechtsstaat, Bildung und Zivilgesellschaft der neuen Mitgliedsländer keine Priorität. Geld aus Brüssel geht primär in den Ausbau der Infrastruktur. Doch dort ist die Korruption am größten, Milliarden verschwinden in den Taschen von Bürgermeistern und Bauunternehmern. Verantwortung für die Misere tragen auch westliche Manager. Wer glaubt, dass beim Kauf rumänischer Energieunternehmen und Banken durch österreichische oder deutsche Konzerne kein Schmiergeld floss, ist sehr naiv. Solange die Renditen stimmten, war das kein Problem. Auch nicht für die EU. So hat der Westen in den neuen Mitgliedsstaaten eine 'Classe politique' großgezogen, die jetzt in massloser Arroganz glaubt, sich über alle Spielregeln hinwegsetzen zu können. Es wird schwer, sie wieder loszuwerden.“
Die Süddeutsche Zeitung war der Ansicht, Rumäniens angespannte ökonomische Situation sowie die unerledigten Reformen in allen Bereichen der Gesellschaft verlangten eigentlich dringend danach, dass das politische Gezeter endlich endet und konkrete Probleme gelöst werden. Robert Schwartz von der Deutschen Welle kommentierte: „Es ist höchste Zeit, dass sich in Rumänien […] die alten politischen Cliquen verabschieden. Junge und glaubwürdige Politiker müssen eine reale Chance bekommen, damit in Rumänien Demokratie und europäische Werte auch nach diesem absurden Sommertheater weiterhin Bestand haben.“
Die Neue Zürcher Zeitung war nach der Vertagung der Entscheidung des Verfassungsgerichtes zur Gültigkeit des Referendums der Ansicht: „Während die markigen Worte, die hüben wie drüben fallen, das Ausmaß der Zerrüttung in der rumänischen politischen Landschaft illustrieren, liegt der bedenklichere Aspekt des unerbittlichen Machtkampfs darin, dass das Land de facto zum Stillstand gekommen ist. Von Pontas seit Mai regierendem Kabinett hat man bisher wenig mehr gesehen als eine radikale Umkrempelung von Machtstrukturen.“
Nach dem Hilferuf des Verfassungsgerichtes an europäische Institutionen kommentierte Die Zeit: „Einen solchen Hilferuf hat es in einem EU-Mitgliedsland bisher noch nie gegeben. Die unerhörte Geste ist Ausdruck für den Irrsinn des Machtkampfes, der sich in Rumänien seit bald zwei Monaten zwischen der Regierungsmehrheit und dem Staatspräsidenten abspielt.“
Karl-Peter Schwarz von der Frankfurter Allgemeinen Zeitung sah sich mit der Aufnahme des Pogrom-Leugners Dan Șova in die rumänische Regierung in der Vermutung bestärkt, dass Ponta auf internationale Kritik immer weniger Rücksicht nehme.
Allerdings mehrten sich die Zeichen für Risse im Drei-Parteien-Bündnis USL. Die Frankfurter Allgemeine Zeitung meinte, die PNL gehe aus der Regierungsumbildung geschwächt hervor. In der PSD steige die Unzufriedenheit mit Crin Antonescu, der das Bündnis für seine persönlichen Ambitionen benutze. Der sozialistische Premier Victor Ponta selbst plädierte zwar bereits mehrfach dafür, die Niederlage im Kampf mit dem Staatschef zu akzeptieren. Jedoch meinte Keno Verseck auf der Deutschen Welle, dass Ponta sich offenbar mit dieser Haltung bisher nicht gegen die Hardliner in seiner Partei durchsetzen konnte. Beobachter gingen davon aus, dass er in der von ihm geführten PSD über wenig Autorität verfüge und dass die sogenannten „Lokalbarone“ einen großen Einfluss auf sein politisches Schicksal hätten: mächtige lokale Politiker, die einzelne Regionen Rumäniens politisch und ökonomisch kontrollieren.
Der absurde Krieg gegen den Präsidenten und die unabhängige Justiz, fernab von der Lebenswelt und den wirklichen Problemen der Rumänen, der dem Land fast irreparable Schäden zugefügt hat, sei damit noch nicht zu Ende, meinte die Frankfurter Allgemeine Zeitung.
Nach dem Urteil des Verfassungsgerichtes zur Ungültigkeit des Referendums meinte Jutta Sommerbauer (Die Presse), zum Sieger tauge der ziemlich lädierte Traian Băsescu jedoch nicht. Er wäre gut beraten, würde er seine Rückkehr ins Amt nicht zu einem Siegeszug der Demokratie stilisieren. „Dass er es mit demokratischen Verfahrensregeln nicht so genau nimmt, hat Basescu schon mehrmals bewiesen. Einen wirklichen Gewinner sucht man in dieser unrühmlichen Debatte vergebens. Und der größte Verlierer ist immer noch Rumäniens Demokratie.“

#### Bulgarien
Die Zeitschrift Kapital Daily schrieb: „Der frühere Kapitän eines Handelsschiffes Traian Băsescu schaffte es, den richtigen Weg im politischen Sturm zu finden, der seine Amtszeit im Präsidentenpalast Cotroceni erschütterte, und behielt seinen Posten. Der Rückenwind erwies sich allerdings als tückisch und Băsescu überlebte nur deswegen, weil nur weniger als die Hälfte der stimmberechtigten Rumänen an dem heißen Sommertag am 29. Juli entschieden hatten, zur Wahlurne zu gehen […]. Von nun an scheint das rumänische Schiff in Niedrigwasser stecken geblieben zu sein – Băsescu gewann zwar die Schlacht, wird aber fast sicher den Krieg mit der Regierung verlieren. Im Herbst wird es reguläre Parlamentswahlen geben und der Präsident wird bis dahin kaum seine Popularität zurückgewinnen, damit seine Partei siegen kann. […] Noch schlimmer für die Passagiere in dem Schiff ist aber die Gefahr, die über die Finanzhilfe des Internationalen Währungsfonds von fünf Milliarden Euro schwebt, auf die Rumänien hofft.“

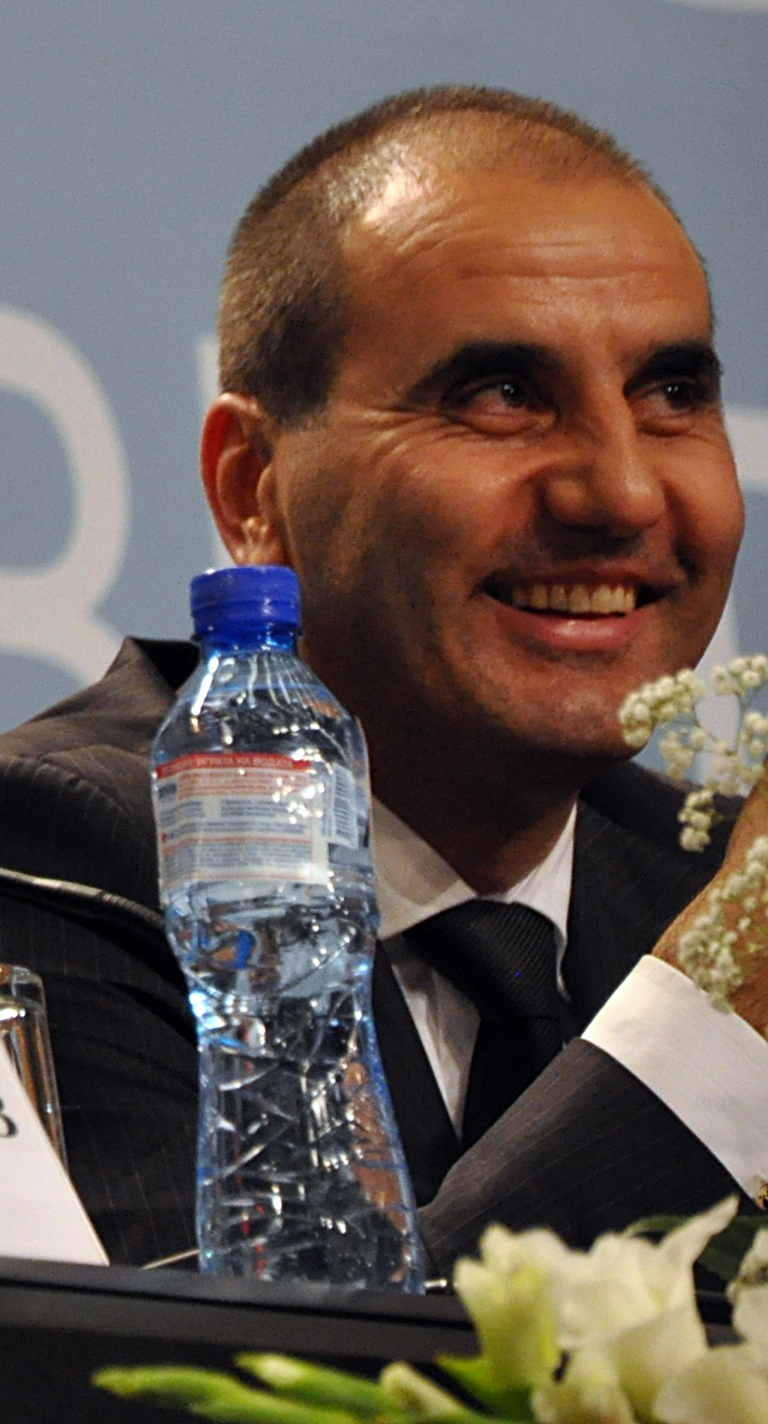
Tsvetan Tsvetanov

In Sofia stellte die Zeitung Sega fest, dass „der verheerende Bericht der Europäischen Union Tsvetanov nicht daran hindert, zu prahlen.“ Innenminister Tsvetan Tsvetanov habe wenige Stunden vor Veröffentlichung des Berichts der Europäischen Kommission vor dem Parlament einen „verzweifelten Versuch“ unternommen, die Tragweite der Kritik von Brüssel zu mildern: „Wir sind den europäischen Empfehlungen zu 100 % gefolgt.“ Dem Bericht zufolge sei dies jedoch nicht der Fall, das organisierte Verbrechen bleibe für Bulgarien die größte Herausforderung. Angesichts dessen, was viele als „den schlechtesten Bericht seit dem EU-Beitritt des Landes im Jahr 2007“ betrachteten, bemühten sich manche, wie z. B. die Zeitung Standart, gute Miene zum bösen Spiel zu machen: „Durch die Standpauke aus Brüssel entfernen wir uns von Schengen. Andererseits schützt sie uns jedoch vor einer Welle illegaler Einwanderer.“
Für Andreï Kovatchev, Europaabgeordneter und Mitglied der GERB, der Mitte-rechts-Partei von Ministerpräsident Bojko Borissow, war es eine „gute Nachricht“, dass für Bulgarien und Rumänien jetzt getrennte Berichte erstellt würden. Die nie dagewesene Kritik an Bukarest beschäftigte die bulgarischen Kommentatoren, die sich fragten, welche Auswirkungen dieser Umschwung haben werde, denn bisher war Bulgarien Rumänien gegenüber stets im Rückstand. Für die populäre Tageszeitung Trud sei es dagegen keine sehr europäische Haltung zu sagen „uns geht es besser, weil es unseren Nachbarn schlechter geht.“

#### Frankreich
Die Zeitschrift Le Monde schrieb: „Die schwache Beteiligung am Referendum vom 29. Juli hat – den vorläufigen Ergebnissen zufolge – den rumänischen Präsidenten Traian Băsescu gerettet: Um seine vom Parlament mit überwältigender Mehrheit […] beschlossene Absetzung zu bestätigen, war eine Wahlbeteiligung von 50 Prozent nötig. Das Land ist aber leider nicht gerettet – weder vor der politischen Krise noch vor der wirtschaftlichen. […] Für die Europäische Union ist diese Lage unkontrollierbar. Angesichts der Krise, welche die EU selbst durchquert, ist sie sogar gefährlich. […] Die EU und ihre Mitgliedsstaaten müssen nun unbedingt den Druck auf Rumänien erhöhen, wie sie es mit Ungarn gemacht haben, um die politische Klasse in Bukarest zur Räson zu bringen.“
Die Historikerin und Balkanspezialistin Catherine Durandin sagte, sie sehe in Rumänien keinen wirklichen Staatsstreich, da sowohl ein Referendum zur Amtsenthebung Băsescus abgehalten wurde und das Verfassungsgericht die 50 Prozenthürde bestätigt hatte, wenn auch mit Druck aus Brüssel. Dennoch erfolgte der Griff nach der Macht in einer Art und Weise, die keinesfalls demokratisch gewesen sei. Die Koalitionsregierung trample über jedwede Institution hinweg, die sie an der Ergreifung der uneingeschränkten Macht hindern könnte. Im Bezug auf politische Gepflogenheiten gebe es in Europa eine Kluft zwischen Ost und West, zwischen den ehemals sozialistischen Ländern und Westeuropa. „Nach dem Fall der UdSSR dachte ich, dass eine Demokratisierung möglich wäre. Aber wir haben nicht die gleiche politische Kultur.“ Das System in Rumänien fördere die Anhäufung von Macht. Obwohl die Angst [vor dem ehemaligen System] nicht mehr bestehe, werde die Macht immer noch als Instrument benutzt. Demokratisches Engagement oder die Integration der Rechtsstaatlichkeit seien gedanklich nicht vorstellbar; wenn ein Gesetz unbeliebt sei, dann werde es geändert, wobei das Gesetz auch ein Instrument sei. „Und dabei haben wir noch nicht einmal die Korruption erwähnt. Die Inhaftierung von Năstase war der eigentliche auslösende Faktor [für Griff der Regierung nach der Macht].“ Das Verfassungsgericht habe den sozialistischen Baronen wirklich Angst eingejagt, als es wagte den früheren Premierminister und möglichen Präsidenten ins Visier zu nehmen. Diesen sei damit klar geworden, dass sie selbst in eine ähnliche Situation geraten könnten.
„Ungarn, Rumänien: Spielt sich die wahre Krise Europas im Osten ab?“ fragte Mediapart nach dem Referendum zur Absetzung Băsescus. Das französische Nachrichtenportal bemerkte, dass „die zweifelhaften Maßnahmen der rumänischen Regierung ähnlich wie die Geschehnisse im Ungarn eines Viktor Orbán den Zusammenbruch der Demokratie in den Unionsländern zu illustrieren scheinen, die besonders stark von der Wirtschaftskrise gebeutelt sind.“ Auch wenn der Vergleich zwischen Ungarn und Rumänien hinke, zitierte Mediapart einen Rumänienexperten, der betonte, dass in beiden Ländern „der Eintritt in die Union nicht von den erwarteten Vorteilen begleitet wurde, nämlich höherer Wohlstand“. Obwohl sie sehr unterschiedlich reagieren, „wären der rumänische Regierungschef Victor Ponta und sein ungarischer Amtskollege das Produkt dieser herben Enttäuschung“. „Manche Beobachter sehen in den aktuellen Krisen in Rumänien und Ungarn den Beweis, dass die Ausdehnung der Europäischen Union auf Osteuropa zu rasch verlaufen ist“, meinte Mediapart, fügte jedoch hinzu: „Wenn Europa heute für etwas verantwortlich ist, dann für seine Ohnmacht angesichts solcher autoritären Auswüchse, die es nur in seinen Diskursen verurteilen kann.“

#### Luxemburg
Die Zeitschrift Luxemburger Wort schrieb: „Beim Referendum in Rumänien ging es nicht nur um die Frage, ob der konservative Präsident Traian Băsescu im Amt bleiben darf oder nicht. Die Rumänen äußerten sich auch indirekt zum erbitterten Machtkampf zwischen Băsescu und dem sozialistischen Regierungschef Victor Ponta. Băsescu sagt, er habe gewonnen, weil die für die Gültigkeit des Referendums nötige Wahlbeteiligung von 50 Prozent nicht erreicht wurde. Ponta seinerseits sieht sich durch die 86 Prozent der Wähler, die für eine Absetzung des Präsidenten gestimmt hatten, in seinem Wunsch, Băsescu loszuwerden, vom Volk bestätigt. Egal wie man das Ergebnis interpretiert, die Tatsache, dass es zu diesem Referendum kommen musste, hat dem Image Rumäniens sehr geschadet.“

#### Russland
2010 verfügten bereits rund 120.000 der 3,6 Millionen Einwohner Moldawiens über rumänische Pässe, mehr als 800.000 warteten laut der rumänischen Regierung auf die Genehmigung bereits gestellter Anträge. Präsident Traian Băsescu versprach zu dieser Zeit, 10.000 Staatsbürgeranträge im Monat zu bewilligen.
Der russische Rundfunk-Auslandsdienst Stimme Russlands meinte im Zusammenhang mit der „Passverteilung“ Rumäniens an Bürger seines Nachbarstaates, dass die „Rumänen, die im Ausland leben“, eine wichtige Wahlressource darstellten. Băsescu sei es gelungen, dass die überwiegende Mehrzahl derjenigen, die in Moldawien und der Ukraine über einen rumänischen Pass verfügen, bei allen Wahlen für ihn oder seine Partei gestimmt haben. Bei den Wahlen 2009 hätte sich eine einmalige Situation ergeben: Traian Băsescu verlor die Wahlen im eigenen Land, wurde jedoch dank der Stimmen aus dem Ausland trotzdem Präsident, unter anderem der „moldawischen und ukrainischen Rumänen“. Vor dem jüngsten Referendum hätte der Bürgermeister von Chișinău, Dorin Chirtoacă die rumänischen Bürger, die in Moldawien leben, dazu aufgerufen, das Referendum zu boykottieren, damit es für ungültig erklärt werden könne. Es sei also leicht einzusehen, warum diese Situation nicht unbedingt dazu beiträgt, die Beziehung der rumänischen Bürger innerhalb Rumäniens mit den „Inhabern rumänischer Pässe“, die in Moldawien und der Ukraine leben, zu verbessern. „Wer ist denn dieser Dorin Chirtoacă, dass er sich herausnimmt, auf mein Schicksal einzuwirken?“, hätte der rumänische Journalist Victor Ciutacu verärgert gefragt. Selbst wenn Băsescu tatsächlich Präsident bleiben sollte, könne man davon ausgehen, dass die Regierung von Victor Ponta den „moldawischen Rumänen“ deren Verhalten noch lange vorhalten werde.
Während der Präsidentschaft von Traian Băsescu hätte es formelle Merkmale dafür gegeben, dass Rumänien von einer Militärjunta regiert wurde. Dies sei die Diktatur von „Băsescus Obristen“.

#### Spanien
Die Zeitschrift El País schrieb: „Rumänien ist politisch gelähmt. Das Referendum zur Absetzung von Băsescu scheiterte, weil sich weniger als 50 Prozent der Stimmberechtigten daran beteiligten. Ministerpräsident Victor Ponta war anschließend so arrogant zu erklären, der Präsident habe seine Legitimität verloren und solle zurücktreten. Im Machtkampf mit dem Konservativen Băsescu scheut der Sozialdemokrat Ponta nicht davor zurück, auf unzulässige und undemokratische Mittel zurückzugreifen. Seine jüngsten Äußerungen verheißen nichts Gutes. Sie zeigen, dass er seine Haltung nicht geändert hat. Die EU sollte ihn zur Rechenschaft ziehen.“

#### Ungarn
Der Pester Lloyd schrieb: „Hat Ungarn die Demokratie in Rumänien gerettet? Immerhin hat der offene Aufruf zum Wahlboykott an die ungarische Minderheit in Rumänien wesentlich zum Scheitern des zweifelhaften Referendums über Băsescu beigetragen. Der rumänische Regierungschef tobt, mittelfristig dürfte Orbán ‚seinen‘ Landsleuten im Nachbarland einen ziemlichen Bärendienst erwiesen haben. Beide Viktors sind sich dabei sehr ähnlich, beiden fehlt jeder Respekt vor der Demokratie und vor ihrem Volk.“
„Wie Ponta nun mit dem ‚Verrat‘, der ‚Illoyalität‘ der Rumänienungarn umgehen wird, ist noch offen. Denn sie einfach abstrafen, in dem er ihre Nationalitätenprivilegien streicht oder ihre Bedürfnisse bestenfalls ignoriert, kann sich als Bumerang erweisen, wenn er die leicht zu überzeugende Demokratische Union der Ungarn in Rumänien bei einem knappen Wahlausgang womöglich als Bündnispartner brauchen kann. Andererseits ist Ponta nicht von der Art Sozialdemokratie, die davor zurückschreckt, im Wahlkampf die nationale Karte auszuspielen, um so im Lager der rumänischen Rumänen mehr Stimmen zu ernten. So oder so, der Wahlkampf wird sehr hässlich werden.“
„Orbáns Kurs dagegen ist so klar wie schädlich, er wird die ‚Vertretung aller Ungarn im Karpatenbecken‘ weiter betreiben, so lange sie ihm zum Machterhalt im Innern hilft und das tut sie bisher noch. Welchen Preis die ,Vertretenen' dafür zahlen müssen, interessiert ihn nicht.“

#### Vereinigte Staaten von Amerika
Vor dem Referendum
The Wall Street Journal kommentierte, viele Länder Osteuropas seien nicht sehr weit von einer Diktatur entfernt, und die Mitgliedschaft in der Europäischen Union gebe keine Garantie, dass sich Regierungen immer demokratisch verhalten würden. Demokratie funktioniere nur, wenn beide Seiten akzeptieren, dass sie mal gewinnen und mal verlieren, und nur wenn es dabei faire Verlierer und großmütige Sieger gebe. Rumäniens Abstieg in die Kriminalisierung politischer Differenzen sei eine gefährliche Erosion der demokratischen Prinzipien.
Nach dem Referendum
The New York Times berichtete, dass die unerwartete Ankündigung über die Verzögerung der Entscheidung zu Băsescus Verbleib im Amt das Land in weitere politische Unruhen und Unsicherheit gestürzt hätte.
Mit Blick auf die Sparmaßnahmen in Rumänien meinte das Blatt, dass Europa mit seinen energischen Reaktionen zwar antidemokratische Tendenzen im Land eindämmen wolle, aber die Bürger Rumäniens sollten nicht gezwungen werden die Rechnung für demokratische Fehltritte anderswo in Europa zu begleichen. Die Krise habe lange genug „vor sich hin gebrodelt“, aber die [europäischen] Beobachter hätten sie für viele Jahre größtenteils ignoriert. Kritiker hätten sich hauptsächlich mit der Korruption und dem Justizsystem beschäftigt und zu selten das Kernproblem Rumäniens thematisiert, nämlich die zutiefst dysfunktionalen politischen Abläufe. In der Folge sei ein vergiftetes politisches Umfeld entstanden, dem eine echte politische Debatte fehle. „Die künstliche Schaffung einer Reihe von geächteten Länder am geografischen und politischen Rand des Kontinents bedeutet für uns eine gefährliche Gratwanderung in Richtung einer erneuten Teilung Europas.“

### Reaktion der Finanzwelt
Vor dem Referendum
Der Machtkampf hatte schwere wirtschaftliche Folgen für das junge EU-Mitglied. Die rumänische Landeswährung Leu fiel auf ein Rekordtief. Ein Marktbeobachter von Unicredit schrieb in einem Kommentar: „Es ist unwahrscheinlich, dass sich die politische Situation beruhigt, solange sich Präsident und Regierungsmehrheit nicht auf die Wirtschaftspolitik statt politische Machtkämpfe konzentrieren“. Anleger befürchteten, dass der Internationale Währungsfonds Kreditlinien für Rumänien kappen könnte.
Steven van Groningen, Präsident und CEO der Raiffeisenbank Romania, stellte fest, dass es „einen Zustand der großen Unsicherheit“ in Rumänien gibt, „und dass nicht erst seit gestern, sondern seit langer Zeit. Wenn ein Investor nicht weiß, welche Steuern er zu bezahlen hat, ob es Wirtschaftswachstum geben wird, oder nicht, ob von einem Tag auf den nächsten das Arbeitsrecht abgeändert wird, dann wird er nicht investieren. Die Vorhersagbarkeit ist sehr wichtig für jemanden, der sich langfristig engagieren möchte. Das heißt, dass es einen Rahmen braucht, der aufzeigt, in welche Richtung die Regierung das Land führt – eine Strategie, die es gegenwärtig nicht gibt. Außerdem sollte jeder Modifikation ein Dialog zwischen der Regierung und der Privatwirtschaft vorausgehen.“ Diesen gebe es überhaupt nicht: „Davor muss es Debatten geben und eine Analyse der Konsequenzen. Solche Änderungen dürfen nicht mittels Dringlichkeitserlassen durchgebracht werden.“ Die Privatwirtschaft schaffe Arbeitsplätze, trage zum Wirtschaftswachstum bei und zahle Steuern und Abgaben. Mit einem solchen Dialog könnten sämtliche Probleme angegangen werden. Van Groningen verwies auch auf den schlecht entwickelten Kapitalmarkt, fast 100 Prozent der Finanzierungen würden vom Bankensystem geleistet, wobei in einem entwickelten Markt rund die Hälfte über den Kapitalmarkt aufgebracht werde. Ein anderes Problem sei die Infrastruktur. Die gegenwärtige politische Krise sei bereits in der Wirtschaft zu spüren, die Besorgnis sei ziemlich groß. Investoren würden auf die Zeit nach den Parlamentswahlen in der Hoffnung auf eine stabilere Periode warten. „Das Risiko, dass wir Auswirkungen sehen werden, ist ziemlich groß.“ Groningen erwartete höhere Zinsen und damit höhere Preise. „In Rumänien wird seit Jahren mittels Dringlichkeitserlassen regiert, obwohl es keine Notsituation gibt.“ Er nannte als Beispiel: „Eine EU-Direktive muss innerhalb von drei Jahren durchgesetzt werden, Rumänien macht zweieinhalb Jahre absolut nichts. Schlussendlich wird die Direktive durch einen Dringlichkeitserlass umgesetzt, um die Deadline einzuhalten. Das ist kein demokratischer Prozess. Und zehn Jahre lang hat sich niemand über dieses System beschwert.“
Die Europäische Bank für Wiederaufbau und Entwicklung (EBWE) rechnete in ihrem Juli-Bericht für die rumänische Wirtschaft im Jahr 2012 nur noch mit einem Wachstum von 0,8 Prozent und für das kommende Jahr mit 1,8 Prozent. Die Prognosen lagen im Mai noch bei 1,2 Prozent für 2012 und bei 2,6 Prozent für 2013. Die Hauptursachen für die abkühlende Konjunktur seien die Verlangsamung des Wachstums in der Eurozone, welche sich vor allem auf die Exportwirtschaft auswirke, sowie die weiterhin abnehmende grenzübergreifende Finanzierung der Banken. Die politische Krise im Land wurde als Risiko für das kurzfristige Wachstum benannt, und die finanzielle Unterstützung durch den IWF sowie andere internationale Finanzinstitutionen wurden als wichtiger Puffer erwähnt.
Unternehmensberater Werner Stein, seit 20 Jahren in Rumänien, gab sich optimistisch: „Die Wirtschaft hat sich freigemacht von diesen politischen Spielereien, weil sie eben gelernt hat, die Minister kommen, die Minister gehen, und wir müssen uns konzentrieren auf die Wirtschaft, sprich auf das, was in Rumänien los ist, in Europa, auf der Welt.“ Markus Piuk, Partner der Rechtsanwaltskanzlei Schönherr, meinte, dass die Rechtssicherheit grundsätzlich im Land gegeben sei, Behörden entschieden aber besonders in Steuerfragen willkürlich. Ein weiteres Problem sah er in der sprunghaften Gesetzgebung.
Nach dem Referendum

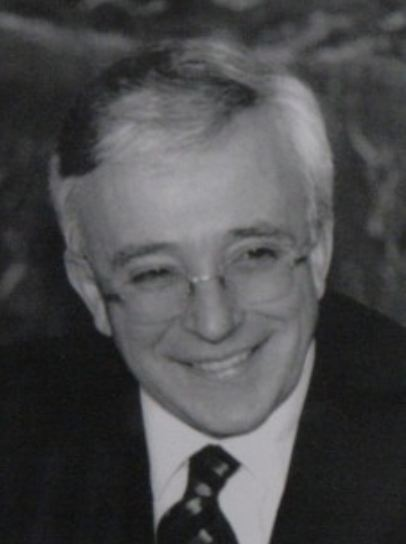
Mugur Isărescu
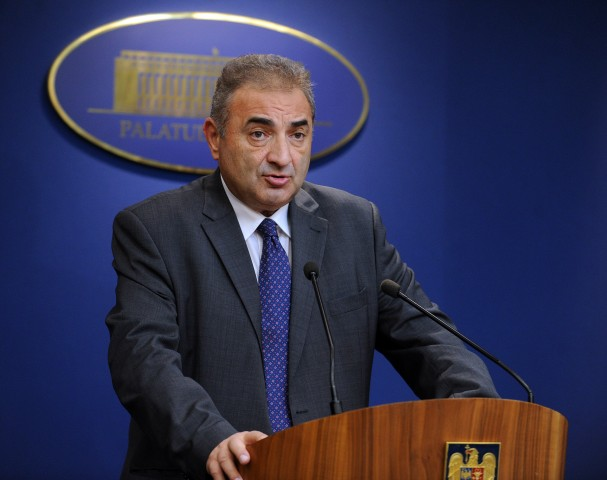
Florin Georgescu

Am 2. August hielt die Rumänische Nationalbank (Banca Națională a României, BNR) ihren Leitzins bei 5,25 Prozent. Diese Entscheidung wurde von Marktanalysten unter Hinweis auf die sich abschwächende Wirtschaft und die wachsende Inflation, aber auch wegen Mangels an Vorhersehbarkeit in der rumänischen Politik erwartet. Nach dem Referendum war der Wechselkurs des Leu gegenüber dem Euro leicht gestiegen, verlor dann aber wieder an Boden. Mugur Isărescu, ehemaliger Premierminister und 2012 Leiter der BNR, warnte vor den bedenklichen wirtschaftlichen Folgen des Machtkampfes und der Lähmung des Staates. Er sagte, dass die verschlechterten Bedingungen am Weltmarkt und die fortgesetzten politischen Unruhen in Rumänien einen Kapitalabfluss aus dem Land zur Folge hätten. Eine Verbesserung der politischen Situation in Rumänien wäre „eine große Hilfe für die Wirtschaft“. Isarescu rief die politischen Kontrahenten eindringlich auf den Streit zu beenden, um die Märkte zu beruhigen: „Wer unfähig ist zum Dialog, soll nach Hause gehen.“
Mit dem IWF sollte eine Nachfolgelösung zum auslaufenden Hilfsabkommen über 5 Milliarden Euro gefunden werden. Ein dazu für Anfang Juli vorgesehener Besuch einer IWF-Delegation wurde zunächst bis nach dem Referendum hinausgeschoben, da zu diesem Zeitpunkt klare politische Verhältnisse erwartet worden waren. Nach dem vertagten Spruch des Verfassungsgerichts zur Gültigkeit des Referendums hing dieser weiterhin in der Schwebe. Der Unterhändler des IWF, Erik de Vrijer, sagte am 7. August im Rahmen einer Prüfung der Erfüllung von Auflagen im Zusammenhang mit einem laufenden Kredit von 3,6 Milliarden Euro für Rumänien vor einem Treffen mit dem kommissarischen Staatspräsidenten Antonescu: „Ehrlich gesagt sind wir ein wenig besorgt wegen dieser Situation und wegen der Auswirkungen, die die aktuelle politische Situation auf die Wirtschaft hat.“ Die Verhandlungen mit der Überprüfungsmission des IWF, der EU-Kommission und Weltbank wurden nach Angaben von Finanzminister und Vize-Regierungschef Florin Georgescu am 14. August „erfolgreich abgeschlossen“. Die Gespräche hätten insbesondere die wirtschafts- und finanzpolitischen Eckdaten bis zum 30. Juni fokussiert; Rumänien habe die Auflagen der internationalen Gläubiger erfüllt.
Der IWF hatte seine Prognose für das rumänische Wirtschaftswachstum gesenkt. Im Jahr 2012 wurde nur noch mit einem Anstieg von 0,9 Prozent nach zunächst geschätzten 1,5 Prozent gerechnet, sagte der IWF-Rumänienbeauftragte Erik de Vrijer am gleichen Tag. Die jüngste politische Instabilität habe sich negativ auf die Wirtschaft ausgewirkt und dem Vertrauen in das Land geschadet. Neben der politischen Lage wirke sich auch die anhaltende Dürre und die Rezession in Europa bremsend auf das rumänische Wirtschaftswachstum aus. Vrijer forderte bis Ende September eine Reihe von Reformanstrengungen um die Bedingungen des Programms einzuhalten, so unter anderem der Abruf von EU-Fördermitteln sowie der Verkauf von Minderheitsanteilen an Verkehrs- und Energieunternehmen.
In einer Analyse vom 16. August meinte Sven Krupp, Analyst bei Anleihencheck Research, dass Unsicherheiten in Rumänien kurzfristig zugenommen hätten, es sei aber damit zu rechnen, dass sich die Lage im weiteren Jahresverlauf wieder stabilisieren werde. Trotz anhaltender politischer Unruhen biete das Land attraktive Renditen. Die stabilen Anleihekurse der zweijährigen Rumänien-Anleihen würden darauf hindeuten, dass der Markt von einer Stabilisierung ausgehe. Die Anleihe und der Emittent wurde von Moody’s mit „Baa3“ bewertet, was Krupp als „gerade noch Investmentgrade-Status“ wertete. Die Verbindlichkeiten des Emittenten seien ein moderates Kreditrisiko.
Sowohl die Börse in Bukarest als auch die Währung reagierten nur moderat auf die Entscheidung des Verfassungsgerichtshofs vom 21. August.
Der rumänische Vertreter des Bundesverbands mittelständische Wirtschaft, Mircea Dascălu, vertrat die Ansicht, dass die Politkrise auch für eine Konjunkturkrise gesorgt habe: „Um Rumäniens geschädigtes Image reparieren zu können, müssten ungeheure positive Energien freigesetzt werden – sowohl politische als auch gesellschaftliche. Und in der jetzigen Konstellation ist dies eher schwer vorstellbar. Daher gehen wir davon aus, dass der Standort Rumänien an Attraktivität für Direktinvestitionen stark eingebüßt hat.“